# Haagse tram

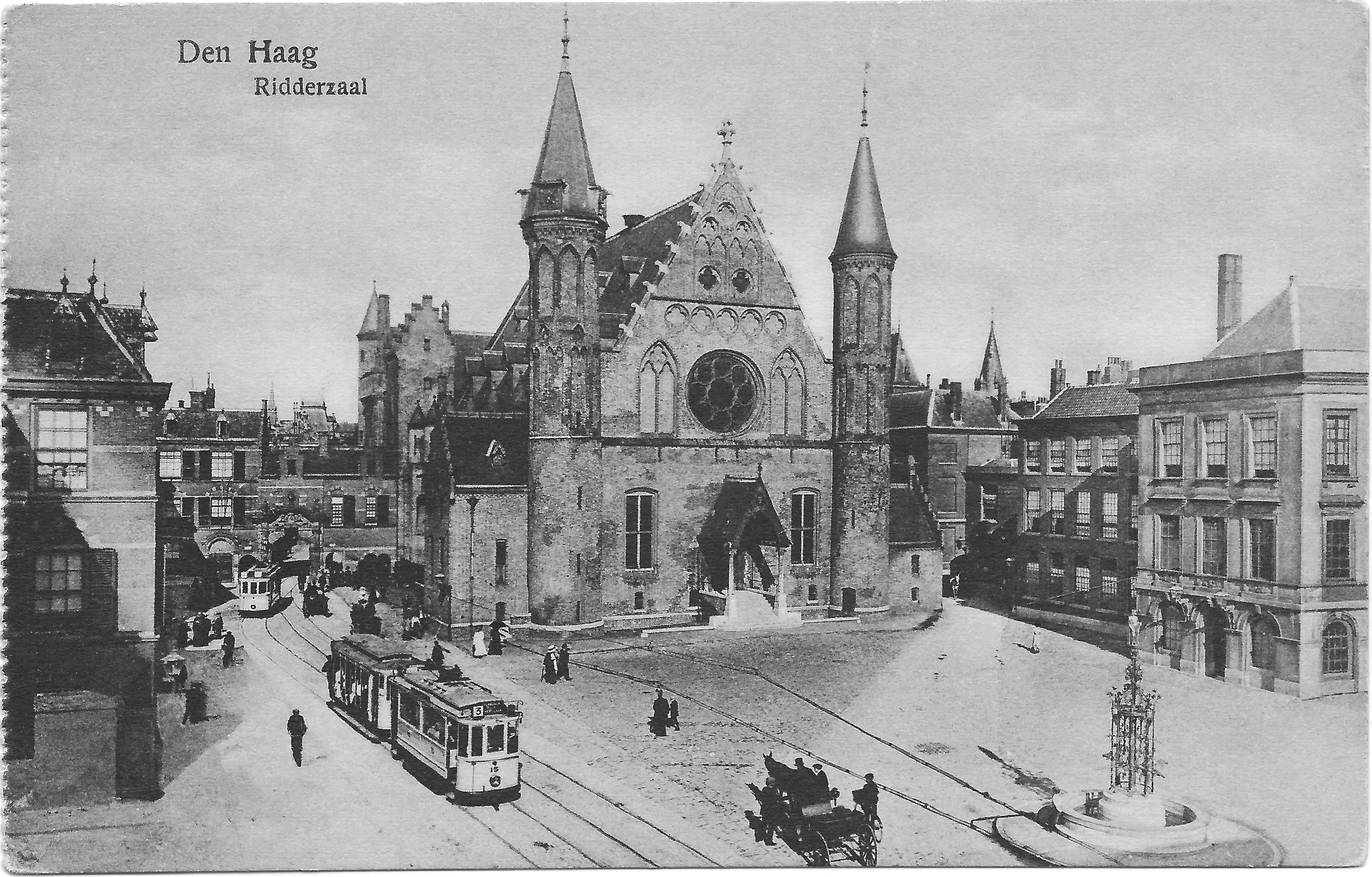
Tussen 1905 en 1924 reden er trams langs de Ridderzaal over het Binnenhof. Motorwagen uit de serie 1-20. Sinds 1880 reden daar al paardentrams.

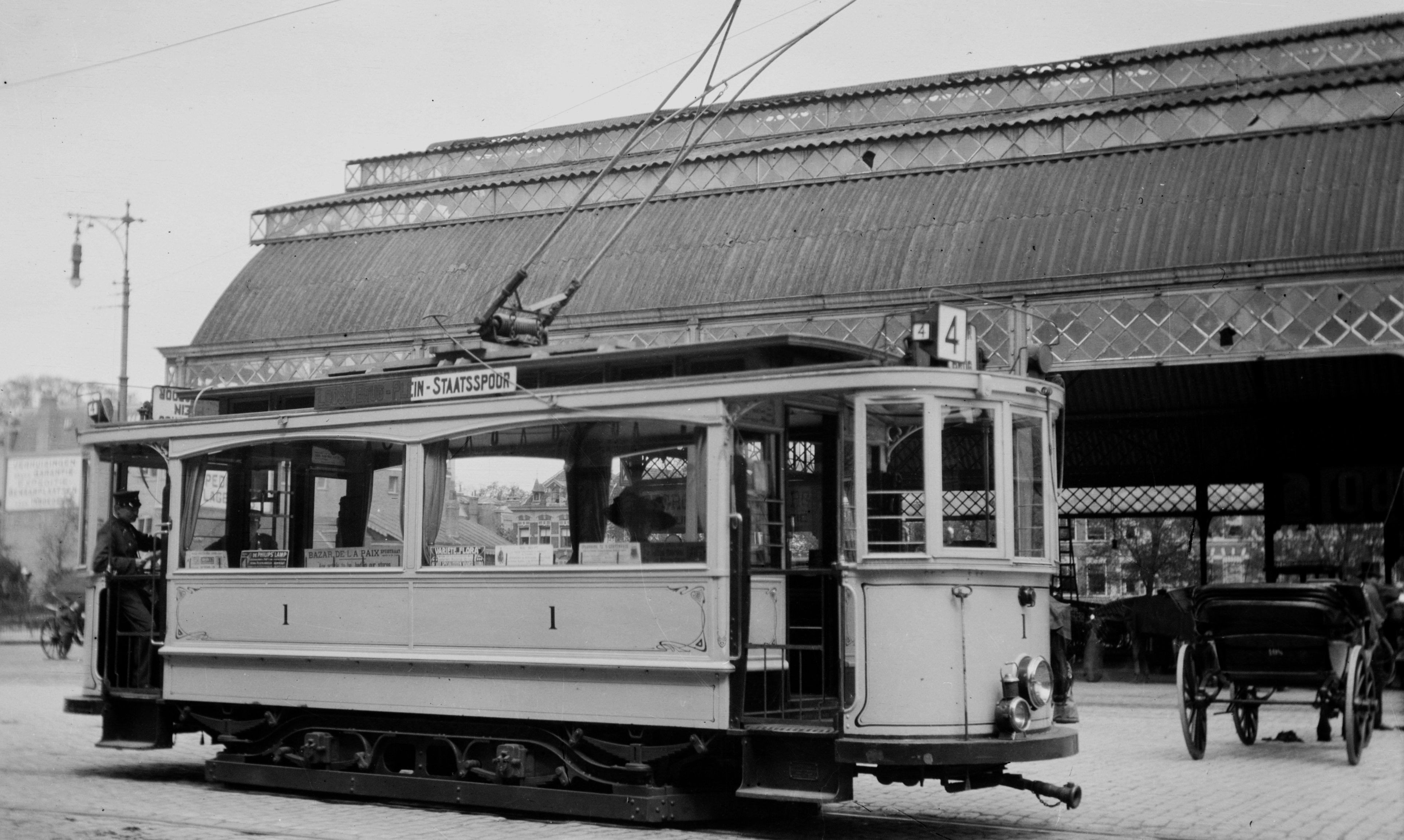
Trammotorwagen nr. 1 uit de serie 1-20, gefotografeerd in de periode 1907-1912 voor het station Den Haag Staatsspoor.

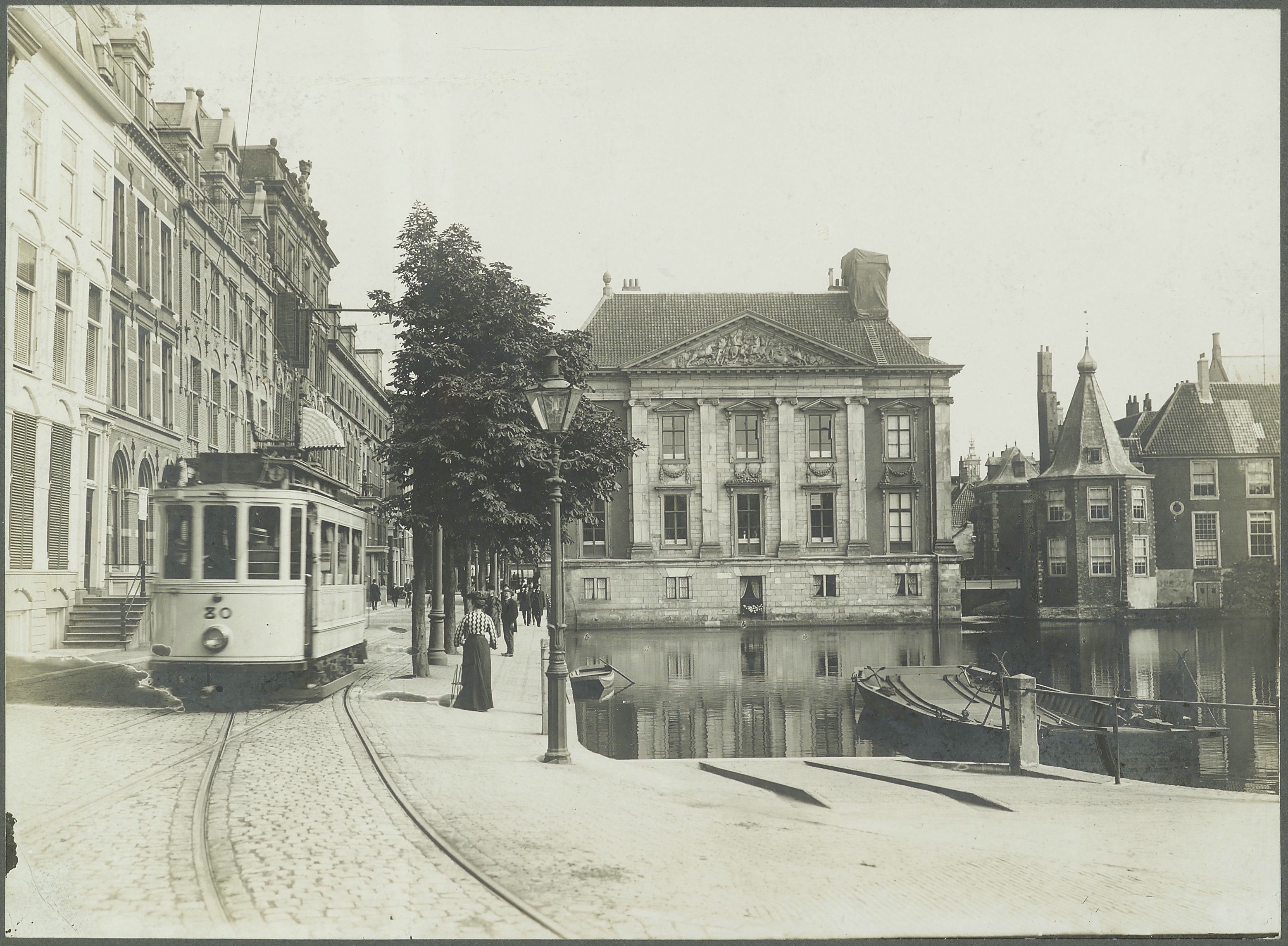
Motorwagen 80 op lijn 1 op de Korte Vijverberg; circa 1910.

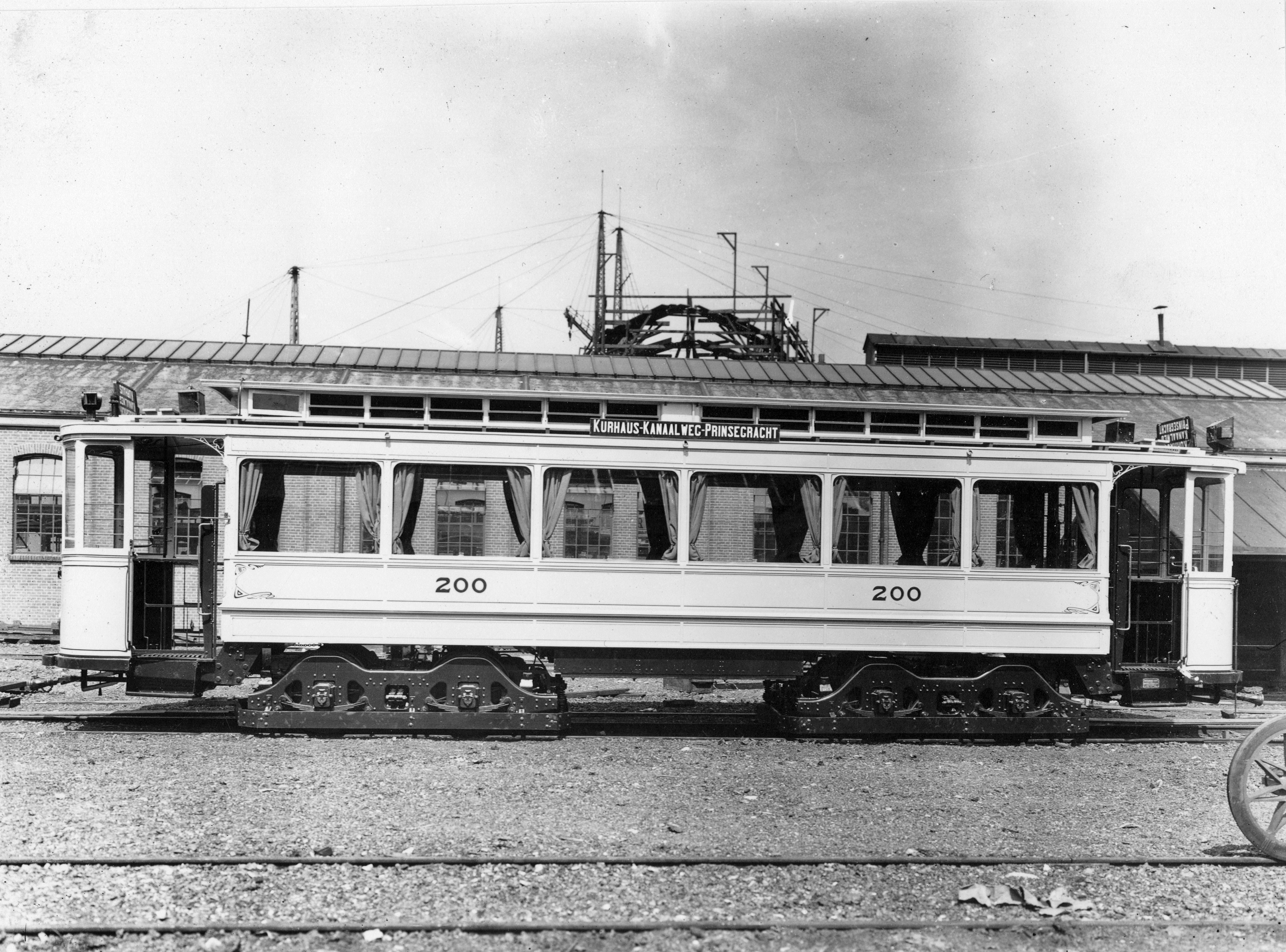
Vierassige motorwagen 200 uit 1908 bij de fabriek van Werkspoor te Amsterdam.

De Haagse tram is de ruggengraat van het openbaar vervoer in de regio Den Haag. De eerste trams gingen in 1864 rijden, het was de eerste tram in de Benelux, en het net is het op drie na oudste in de wereld. Het net wordt sinds 2002 geëxploiteerd door HTM Personenvervoer N.V.
De spoorwijdte is normaalspoor (1435 millimeter), de bovenleidingspanning is 600 volt gelijkstroom en het netwerk is geschikt voor eenrichtingstrams, met keerlussen aan de eindpunten. De lijnen waar de RegioCitadis en de Avenio rijden, zijn geschikt voor tweerichtingtrams; deze lijnen kennen naast keerlussen ook of alleen kopeindpunten.

## Organisatie
De exploitatie van de Haagse tram voor personenvervoer op het Haagse stadsnetwerk werd/wordt uitgevoerd door de volgende maatschappijen:
- 25 juni 1864 - 22 februari 1867: The Dutch Tramway Company (eerste operationele trambedrijf in de Benelux)
- 22 februari 1867 - 16 oktober 1873: Haagsche Tramway Maatschappij
- 16 oktober 1873 - 11 november 1886: Société Anonyme des Tramways de La Haye
- 11 november 1886 - 1 januari 1927: Haagsche Tramweg-Maatschappij
- 1 januari 1927 - 11 juni 2002: Gemengd Bedrijf Haagsche Tramweg-Maatschappij
- vanaf 11 juni 2002: HTM Personenvervoer

Tevens zijn de volgende maatschappijen actief (geweest) op deeltrajecten:
- 24 juni 1866 - 1 december 1874: Algemeene Nederlandsche Railroute-Maatschappij (paardentramlijn naar Delft)(eerste interlokale tramlijn in Nederland)(de latere en huidige tramlijn 1)[3]
- 1 juli 1879 - 12 april 1924: Nederlandsche Rhijnspoorweg-Maatschappij (en rechtsopvolgers) (stoomtramlijn van Rhijnspoorstation naar Scheveningen)(eerste stoomtramlijn in de Benelux)(eerste proefrit was op paardentram-spoor te Scheveningen in 1878)[4]
- 24 juni 1882 - 1 oktober 1932: Westlandsche Stoomtramweg Maatschappij (stoomtramlijn naar het Westland)
- 19 juni 1885 - 12 april 1924: IJsel Stoomtramweg-Maatschappij (en rechtsopvolgers) (stoomtramlijn naar Voorburg en Leiden)
- 12 juni 1886 - 31 december 1925: Hollandsche IJzeren Spoorweg-Maatschappij (stoomtramlijn van Hollands Spoor naar Scheveningen)
- 12 april 1924 - 9 november 1961: Noord-Zuid-Hollandsche Tramweg-Maatschappij (en rechtsopvolgers) (elektrische tramlijn van Scheveningen naar Voorburg en Leiden)
- sinds 11 november 2006: Rotterdamse Elektrische Tram (semimetrolijn naar Rotterdam)

## Geschiedenis

### Paardentram
Op 25 juni 1864 werd in Den Haag de eerste tramlijn in Nederland en de Benelux, een paardentram, geopend op het traject Den Haag Parkstraat – (Oude Scheveningseweg) – Scheveningen Kurhaus. Deze lijn werd in de jaren daarna in de Haagse regio gevolgd door zeven andere. De paardentram handhaafde zich tot het begin van de 20e eeuw, toen door elektrificatie van het tramnet een aanzienlijke modernisering kon worden gerealiseerd. De laatste paardentram in Den Haag reed op 4 maart 1907.

### Stoomtram
Op 1 juli 1879 werd in Den Haag de eerste stoomtramlijn in Nederland en de Benelux geopend op het traject Rhijnspoorstation – (Koningskade) – Scheveningen. Deze lijn werd in de daaropvolgende jaren gevolgd door vier andere. De lijnen vielen buiten de paardentramconcessie van de Société Anonyme des Tramways de La Haye, hadden dan ook andere exploitanten en waren bedoeld om te concurreren met het bestaande paardentramnetwerk (de uitzondering hierop was de tot stoomtramlijn verbouwde paardentramlijn Den Haag – Delft, die altijd eigendom is geweest van de HTM en haar rechtsvoorgangers). De stoomtramlijnen bepaalden gedurende meer dan 40 jaar mede het beeld van het lokale railvervoer in Den Haag. De laatste stoomtram in Den Haag (van de WSM) reed op 1 oktober 1932.

### Elektrische tram
- 2 augustus 1890: De eerste elektrische tram in Nederland, met accutrams, ging - zij het kort - rijden op het traject Plein – (Nieuwe Parklaan) – Scheveningen. Een jaar later ging deze definitief van start. (In 1882 was er wel een experimenteel elektrisch tramlijntje in Zandvoort geweest)[5] De accutrams reden alleen in de zomer, maakten een 'hels' kabaal, haalden een "duivelse" snelheid van 12 of 20 km. per uur[6], en vielen vaak uit. De HTM wilde er daarom vanaf; toch werden ze in 1904 pas vervangen.[7] Met zo'n 4000 kilo aan accu's kon een tram circa 70 km. afleggen.[8]
- 1904: Den Haag besloot het HTM-tramnet te elektrificeren met gebruikmaking van bovenleiding. Tevens werden de lijnen genummerd: de oude paardentramlijnen kregen de lijnnummers 1 t/m 4, de voormalige accutram kreeg lijnnummer 9 en de andere lijn naar Scheveningen het lijnnummer 8. Nieuwe lijnen werden ingesteld met de lijnnummers 5 t/m 7 en 10. Al deze lijnen waren zogenaamde geconcessioneerde lijnen, en waren een uitwerking van het Tramplan-1904. Drie niet-geconcessioneerde lijnen - ook wel bekend onder de naam eigen-lijnen van de HTM - werden ingesteld met de lijnnummers 12 t/m 14, waarvan lijn 13 een voortzetting was van een voormalige paardentramlijn. Het lijnnummer 11 werd administratief toegekend aan de HTM-stoomtramlijn naar Delft; toen deze lijn in 1923/1924 werd geëlektrificeerd, kreeg hij echter het lijnnummer I¹, zodat het nummer 11 weer vrijkwam. De opvolger van de stoomtramlijn van de HIJSM naar Scheveningen kreeg in 1927 na overname van het tracé door de HTM en elektrificatie dit nummer toegewezen. Vanaf 1912 werden nieuwe lijnen aan het netwerk toegevoegd die de lijnnummers 15 en hoger kregen. De concessie bleef tot 31 december 1926 van kracht.
- 6 augustus 1904: Lijn 9 werd als eerste Haagse elektrische tram met bovenleiding ingesteld op het traject Plein – Scheveningen Kurhaus. Hier reed voordien de accutram. Dit was de enige dag dat de HTM vier tractie-vormen kende; paard, stoom, accu en bovenleiding. Zodoende heeft Den Haag viermaal een primeur in de Benelux gehad: eerste paardentram, eerste interlokale tram, eerste stoomtram, eerste elektrische tram (accu).[9]

#### Werken bij de HTM, de eerste tramstaking

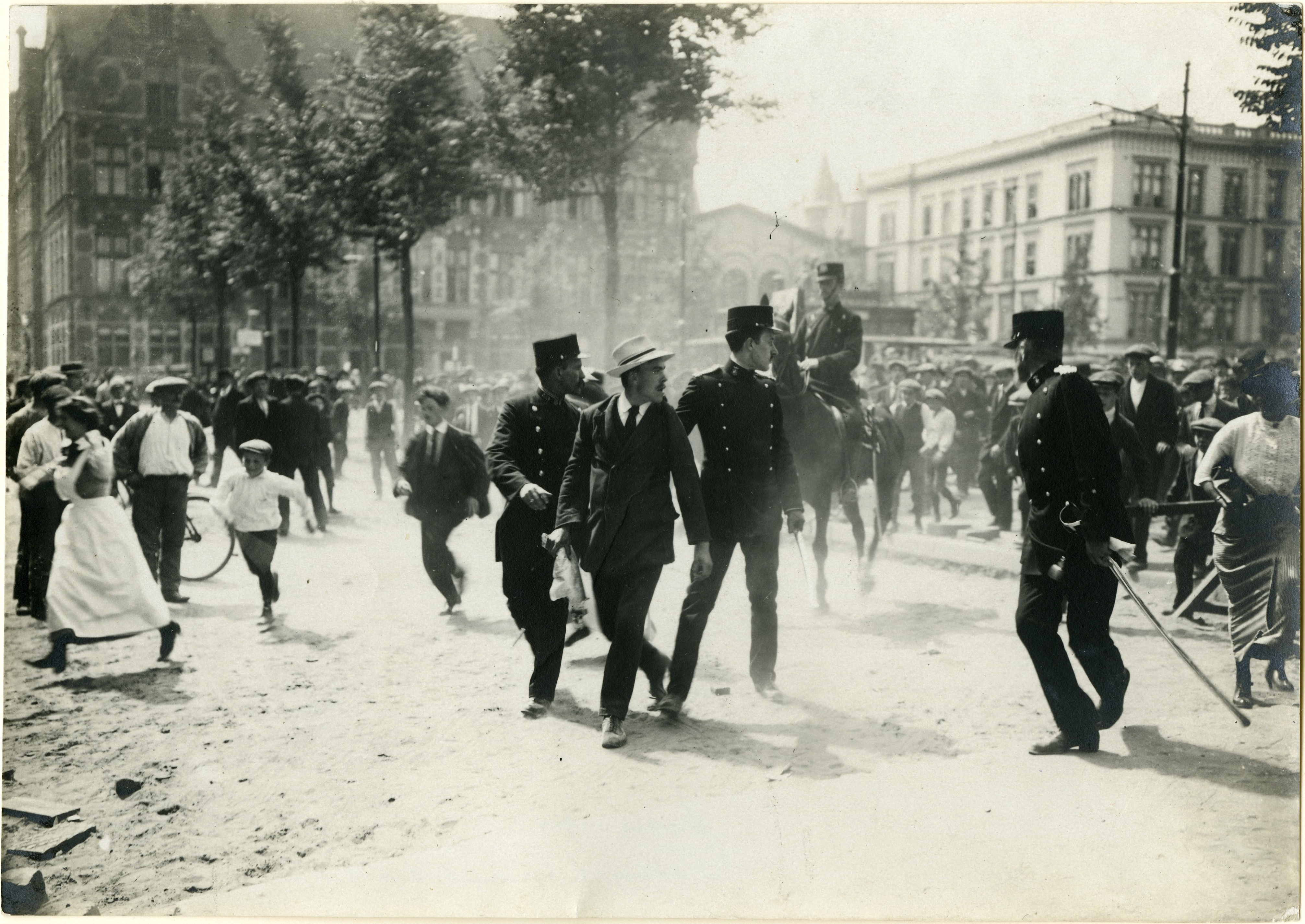
Tramstaking in juli 1914. Op het Plein in Den Haag wordt een stakingsleider aangehouden. Demonstranten gooien stenen naar de politie.

In het begin van de elektrische tramexploitatie stond trambestuurder of conducteur zijn in goed aanzien. Het was een gewilde betrekking omdat de bestuurder de – voor die tijd onbekende en magische – elektrische stroom bedwong. Training en selectie waren echter hoogdrempelig. De antecedenten van de sollicitant werden minutieus nagetrokken en men moest beschikken over een beschaafde spraak en uitstekende omgangsvormen. Ook moest men de militaire dienst zonder problemen hebben doorlopen. Alleen mannen kwamen in aanmerking. De leertijd ving aan met nachtwerk: koperpoetsen en ramen zemen van de trams. Na ongeveer 2 jaar dit werk naar tevredenheid te hebben gedaan kon men als leerling-conducteur of -bestuurder in opleiding gaan. Na de opleiding verkreeg men na een uitgebreid examen de vaste aanstelling. Het vaste personeel had een rode knoop op de uniformpet. De bestuurder droeg zilveren bliksemstralen op beide revers van de staande kraag. De uitzonderingscategorie personeel die bestuurder én conducteur kon zijn, had een knooploos hoofddeksel maar wel met bliksemstralen. Losser personeel, dus zij die geen vaste aanstelling als bestuurder hadden maar bijvoorbeeld wel bevoegd waren conducteur te zijn, sprongen in bij ziekte of extra diensten. Deze kregen een pet met blauwe knoop en de bijnaam 'blauwputters' (van de dragers van de rode knopen). De hoeveelheid controlerend chefs, die altijd met trams meereden of op straat bij haltes op de gang van zaken toezagen, droegen een uniform met geklede jas van blauw laken en zilvergalon op de pet.
Andere zichtbare personeelsleden waren de mannen die rails legden. Deze HTM'ers deden dit met de hand en als het te zwaar werd sprong een paard bij. Stukken rails werden met de handzaag op maat gezaagd en oneffenheden werden met een zwaar schuurblok met spierkracht gladgeschuurd. Aan de eindpunten functioneerde een persoon die het af- en aankoppelen van de aanhangwagens regelde. Bogen, wissels en kruispunten werden met een lange kwast enige malen per dag door 'oliemannen' geolied. (Dit gebeurt overigens tot op heden nog.) Het schoonhouden van de rails was een HTM-taak en dit gebeurde met een lange schraper waaraan een open trommel was bevestigd; deze schraapte het vuil met duwkracht uit de rails. Zodra de trommel vol was, kieperde het personeelslid het vuil op de openbare weg waarna het door de Gemeentelijke Reinigingsdienst werd opgehaald. Hagenaars noemden deze functionaris 'railleur'; Hagenezen 'reetvegers'.
De arbeidsomstandigheden waren naar hedendaagse maatstaven echter barbaars. Zo was het normaal dat men na de avonddienst (meestal 1.30 uur 's nachts thuis) weer een vroege dienst deed die om 5.00 uur aanving. In 1909 werd de toenmalige directeur, G.J. van Stipriaan Luïciüs (bijgenaamd 'Oude Stip') opgevolgd door H.A.J. van Stipriaan Luïciüs (bijgenaamd 'Jonge Stip'). 100 werkuren in 10 dagen, met de mogelijk tot uitloop naar 115, het intrekken van vrije dagen zonder compensatie, diensten van 9,5 uur die onderbroken werden door 3 of 4 uur pauze, waren gewoon. Vertraging op de lijn maakte het bij het eindpunt vaak onmogelijk iets te eten of te drinken omdat direct gekeerd moest worden en eten tijdens de rit was op straffe van ontslag verboden. De nieuwe directeur wenste aan positieve veranderingen voor het personeel niet mee te werken. Vooral het er veelvuldig bij inschieten van de nachtrust zette veel kwaad bloed en passagiers klaagden over onoplettend, korzelig en suf personeel.
Na een personeelsvergadering over al deze knelpunten brak op 12 juli 1914 een staking uit. De directie ontsloeg alle stakers, velen van hen postten bij de remise om het uitrijden van werkwilligen te verhinderen. Marechaussees en Rijksveldwachters werden naar de conflicten gestuurd. De Haagse bevolking schaarde zich achter de stakers en de trams die erin slaagden uit de remise te komen, reden leeg rond want niemand durfde de tram nog te nemen. De HTM had stakingsbrekers uit Duitsland ingehuurd maar deze konden niet veel uitrichten. Het gemeentebestuur bemiddelde en op 26 juli 1914 werd het werk hervat. Op enkele notoire relschoppers na werden de ontslagen mannen weer aangenomen. De directeur vertrok vermoedelijk onder (politieke) druk en werd in januari 1916 door A.W.E. Weijerman opgevolgd. De verbetering van de arbeidsomstandigheden vorderde echter langzaam en liep in de pas met de verandering van arbeidsomstandigheden voor alle Nederlanders. Tot 23 december 1960 gold ook bij de HTM een 45-urige werkweek.
- 1923/1924: De stoomtramlijn Den Haag – Delft werd als buitenlijn geëlektrificeerd met 1200 volt.
- 12 april 1924: De stoomtram van de NRS (inmiddels in handen gekomen van de NZHTM) werd opgeheven en - na koppeling aan de eveneens op die datum opgeheven stoomtram naar Voorburg/Leiden - vervangen door een elektrische tram Leiden – Scheveningen. Ook deze lijn reed op 1200 volt. Als Blauwe Tram zou deze lijn furore maken tussen Den Haag, Leiden, Noordwijk/Katwijk, Haarlem, Zandvoort, Amsterdam en Purmerend/Volendam.
- 1927: De dienst op de stoomtramlijn van de HIJSM (een rechtsvoorganger van de Nederlandse Spoorwegen) van Den Haag naar Scheveningen was op 1 januari 1926 opgeheven vanwege het aflopen van de concessie. De HTM toonde interesse in het exploiteren van een elektrische tram op dit tracé. Na zware onderhandelingen tussen de gemeente Den Haag, GBHTM en NS werd een akkoord bereikt, waarbij NS het recht hield op goederenvervoer over de geëlektrificeerde lijn tot aan (twee) goederenstations bij de Marktweg achter de Groenteweg én ter weerszijden van de Loosduinsekade, en de HTM vanaf de rangeerplaats bij de Delftselaan tot het eindstation Duinstraat in Scheveningen. Op 15 juli 1927 werd de nieuwe lijn in dienst genomen met het lijnnummer 11 op het traject Station Hollands Spoor – Scheveningen Haven.

#### N.V. Gemengd Bedrijf HTM, Tramplan 1927 enCrisistijd
Ingaande 1 januari 1927 werd de N.V. Gemengd Bedrijf Haagsche Tramweg-Maatschappij opgericht waarmee de gemeente Den Haag door het bezit van 4 van de 6 aandelen de touwtjes in handen kreeg bij de ontwikkeling van het openbaar vervoer in de stad. De nieuwe maatschappij zag zich voor vele uitdagingen staan. Zo was het inwonersaantal van Den Haag bijna verdubbeld en moesten lijnen naar de nieuwe buitenwijken worden gepland en gebouwd. Tevens was dan een investering in nieuw materieel nodig, de laatste nieuwe motorwagens waren uit de deelserie 290-299. Het particuliere busvervoer werd per 1 januari 1927 verboden omdat dit veel passagiers van de tram oppikte. Op de genoemde datum begon de HTM met de exploitatie van een aantal buslijnen die als aanvoerlijn voor de te verlengen tramlijnen gingen functioneren. De internationale economische situatie was in 1927 vrij gunstig zodat met grootscheepse plannen en investeringen kon worden begonnen. De nieuwe lijnen 11, 20 en 21 werden in dienst gesteld en het Tramplan-1927 werd gepresenteerd. Dit voorzag in de verlenging van een aantal lijnen (2, 4, 17), aanleg van de lijnen 16 en 19 en de overname van de NZH-lijn Scheveningen – Station Staatsspoor (en op termijn Voorburg) als lijn 18. Er werden grote orders geplaatst voor nieuw materieel: de motorwagens 801-830 en de aanhangwagens serie 751-780 en 901-920. Deze werden in de jaren 1927 en 1929 in dienst gesteld. De scherp dalende vervoerscijfers vanaf 1930 door de om zich heen grijpende internationale crisis gooiden al deze plannen om. Investeringen moesten worden uitgesteld en alle uitbreidingsplannen werden opgeschort. De verbouwing van de motorwagens 21-150 werd stopgezet. Op verschillende lijnen werd eenmanbediening ingesteld en verdwenen de aanhangwagens. Vele medewerkers werden ontslagen en lonen werden meerdere keren verlaagd. Er volgden vele frequentieverlagingen waarbij vooral de uiteinden van de Haagse dubbellijnen (6/13, 5/20 en 1/21) werden getroffen. Dit leidde weer tot een stroom klachten aan het hoofdkantoor. Kleine lichtpuntjes waren de verlenging van lijn 3 (1931) tot de Kwartellaan, de intercommunale lijn tot Voorburg Station (1934) en de verlenging van lijn 20 naar Meer en Bosch (1936). Vanaf 1937 stegen de vervoerscijfers weer enigszins en werd weer personeel aangenomen. Door de algehele mobilisatie vanaf 29 augustus 1939 nam het gebruik van het openbaar vervoer toe. De opleving was van korte duur door de steeds toenemende internationale spanning en de daarmee gepaard gaande onzekerheid. Burgemeester Patijn pleit rond 1930 al voor een tramtunnel onder de Laan van Meerdervoort, vanwege de drukte daar. Hij was in Parijs geweest en had daar de metro gezien. Dat leek hem wel wat. Maar bijna 100 jaar later is die tunnel er nog altijd niet.

#### De HTM tijdens deTweede Wereldoorlog

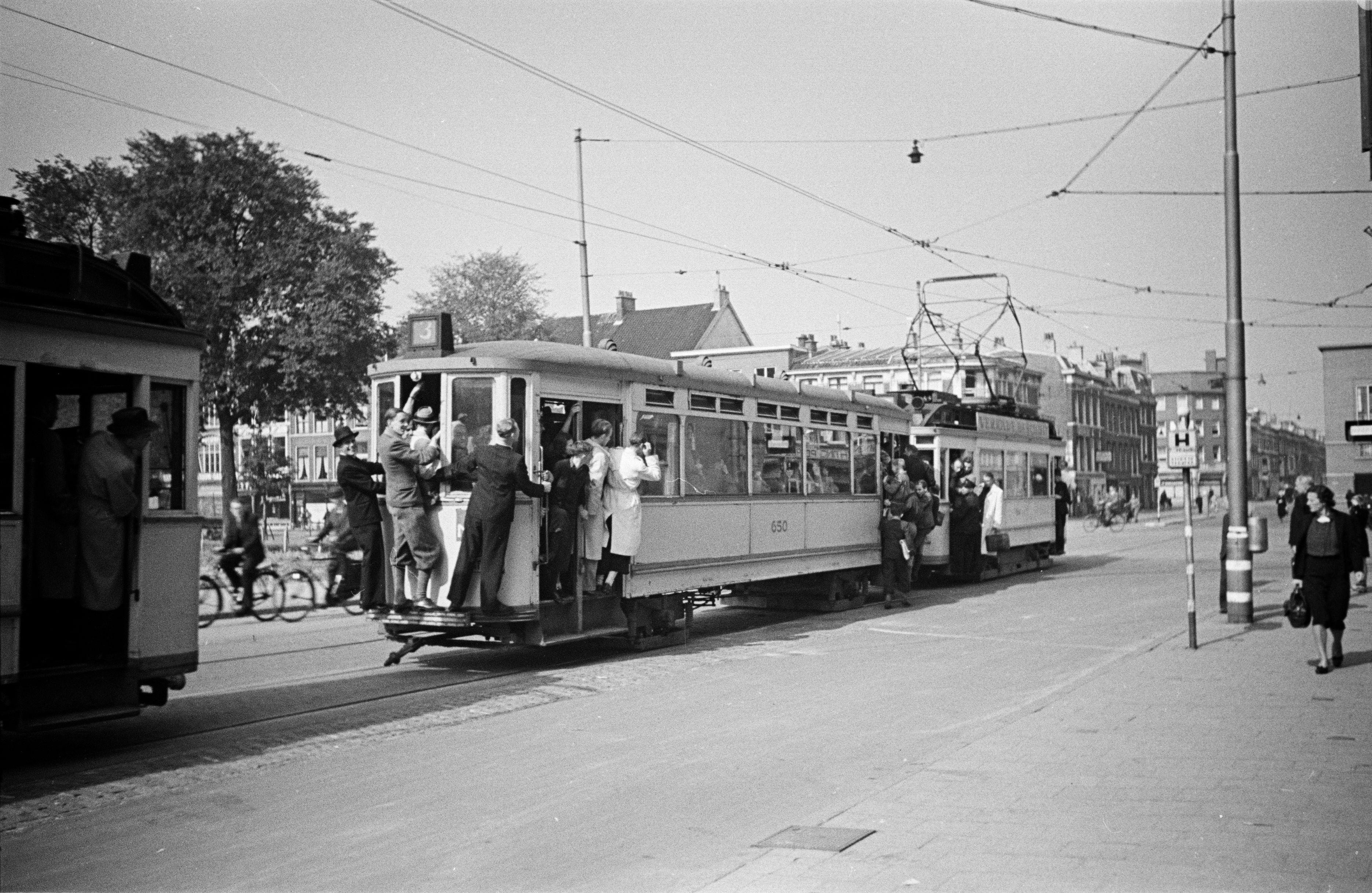
Grote tramdrukte, waarbij passagiers ook aan de buitenkant van de tram meerijden; circa 1945.

Alsof er niets aan de hand was, werd lijn 2 op 1 mei 1940 nog voor een paar honderd meter over de Sportlaan verlengd en op 23 november 1940 volgde nog een verlenging van lijn 5 naar de Appelstraat (bij de Walnootstraat). Tijdens de Duitse invasie in mei 1940 was vooral het tramverkeer op de buitenlijnen naar Leiden en Delft onderbroken en gevaarlijk door de aanval op de vliegvelden Ypenburg en Valkenburg. Bijna van de ene op de andere dag was busvervoer onmogelijk, omdat de Duitse bezetter de distributie van o.m. brandstof sterk beperkte. Een klap voor de exploitatie was dat de Duitsers verordenden dat militair personeel gratis moest worden vervoerd. Hiervan maakte de bezetter bijzonder enthousiast gebruik, zodat de HTM zich gedwongen zag extra materieel en personeel op de baan te brengen. Een volgende maatregel was dat alle trams van het Plein moesten verdwijnen, zodat de bezetter daar kon paraderen. De intercommunale lijnen dienden daar te verdwijnen, zodat de HTM voor eigen kosten een flink emplacement op de Turf- en Houtmarkt moest aanleggen. Tevens werd ingesteld dat pas om 7.00 uur 's morgens de eerste rit mocht rijden en dat alle trams om 20.30 uur 's avonds in de remise moesten zijn. Verduisteringsmaatregelen werden getroffen, waardoor trams met minder verlichting gingen rijden. Op kruisingen werd stapvoets gereden om vonkvorming van de stroomafnemers op de bovenleiding zo veel mogelijk tegen te gaan. In 1941 steeg het aantal vervoerde passagiers met 22% en in 1942 met 54%. Door de aanleg van de Atlantikwall werden op last van de bezetter grote delen van de gloednieuwe Vogelwijk, Statenkwartier en Scheveningen gesloopt. Het tramnetwerk met de lijnen naar die wijken moest grondig op de schop. Vele lijnen werden gesplitst of omgelegd en binnen de vesting Scheveningen werd een geïsoleerd netwerk geëxploiteerd. Binnen deze vesting bestond bijna uitsluitend militair vervoer, dat gratis geschiedde. Omdat steeds meer mannen werden opgepakt en in Duitsland werden tewerkgesteld, gingen op 5 april 1943 de eerste conductrices aan de slag. Trams, bovenleiding en rails werden niet onderhouden en er trad een enorme slijtage op. Alles wat kon rijden, werd op de baan gebracht en puilde uit van passagiers. In 1944 kon nog een verlenging van lijn 4 naar de Waldorpstraat in gebruik worden genomen. De al jaren geplande verlenging naar de wijk Laakkwartier kon pas in het najaar van 1945 in exploitatie komen. Steeds krapper werd de beschikbaarheid van stroom, zodat vanaf oktober 1944 nog slechts twee uur per dag werden gereden: van 7.30 tot 9.30 uur. Op 17 november 1944 reden de trams voor het laatst. Omdat er toch niet gereden werd, bedacht de bezetter dat de HTM wel trams kon missen voor platgebombardeerde Duitse trambedrijven. Door het toepassen van voorwendsels slaagde de HTM er in het slechtste en oudste materieel als eerste te deporteren, maar ook de pas verbouwde aanhangwagens uit de serie 550-570 werden gevorderd.
- 1943: Door de aanleg van de Atlantikwall op last van de Duitse bezetter moest het gehele tramnetwerk grondig op de schop. Vele lijnen werden gesplitst en binnen de vesting Scheveningen werd een geïsoleerd netwerk geëxploiteerd.
- 17 november 1944: De dienst op alle Haagse tramlijnen werd gestaakt als gevolg van energieschaarste. Vanaf medio 1945 werden de meeste lijnen successievelijk weer in gebruik genomen. Enkele lijngedeelten zouden niet meer in gebruik komen.

#### De HTM na deTweede Wereldoorlog

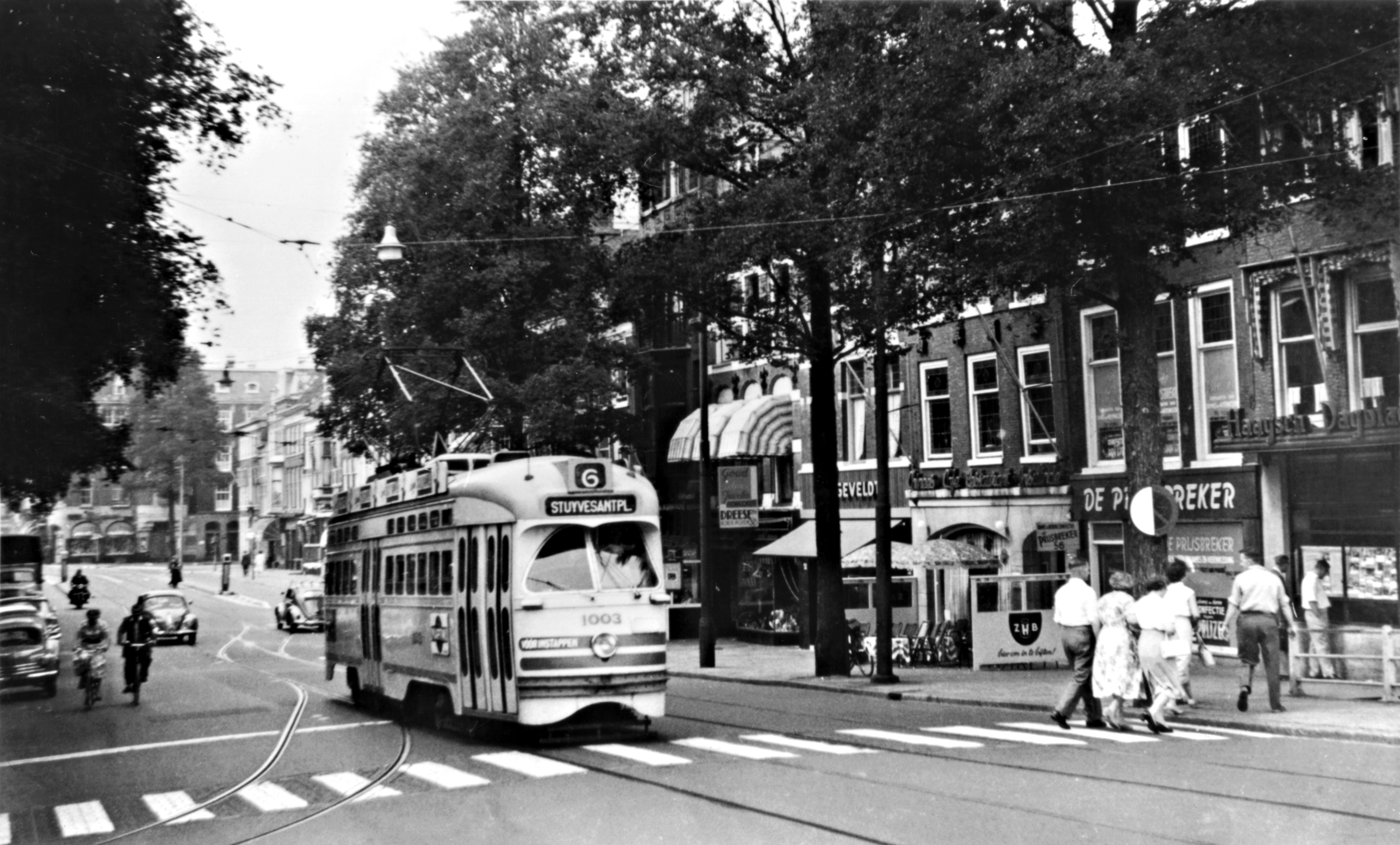
Haagse PCC-car van de serie 1000, gebouwd in 1952; opname 23 augustus 1959. Herengracht. Het spoor naar de Zwarte Weg is te zien.

Het is aan een algehele euforische bevrijdingsstemming en de enorme inspanningen van het toenmalige personeel te danken dat op 11 juni 1945 weer met een bescheiden tramexploitatie kon worden begonnen. Enkele lijngedeeltes die zodanig waren verwoest en waar door de Atlantikwall grote gaten in de stad waren geslagen, kwamen nooit meer in dienst. Zo verdwenen de tramlijnen over de Sportlaan en lijn 10 naar Duindorp voorgoed. Als gevolg van het bombardement op het Bezuidenhout op 3 maart 1945 is de tramlijn door die buurt verdwenen.

### Plan Dudok
Het stadsbestuur vraagt Willem Dudok een wederopbouwplan te maken, inclusief openbaar vervoer. Hij ontwerpt een ringspoorbaan om Den Haag, met ondergrondse gedeelten. De aansluitingen zijn gepland bij Staatsspoor en in Rijswijk. Een zijtak naar Kijkduin is een optie. Opvallende afwezige is een lijn tot in Scheveningen. Er komt niets terecht van deze veel te dure plannen.
- 16 september 1949: De eerste moderne PCC-car werd in Den Haag in dienst gesteld. In 1952 volgde de eerste serielevering.
- 5 juli 1952: Lijn 4 werd verlengd van het eindpunt Hildebrandplein naar de Loevesteinlaan/Erasmusweg in Moerwijk.
- In 1952 startten ook de eerste opheffingen van zwakkere tramlijnen:
  - 31 oktober 1952 werd lijn 13 – Zuiderpark (lus Veluweplein) – Station Laan van Nieuw Oost Indië – opgeheven. De route liep voor een groot gedeelte samen met die van lijn 6 die daarmee meer dienstwagens kreeg.
  - 25 mei 1958 werd lijn 1 (Prins Mauritslaan – Staatsspoor) opgeheven en vervangen door een buslijn.
  - 30 april 1958 werd lijn 15 (Zuiderparklaan – Staatsspoor) opgeheven waarmee de mogelijkheid deze lijn over de Vreeswijkstraat door te trekken naar de zuidwestelijke nieuwbouwwijken werd geschrapt. Lijn 15 werd door een buslijn vervangen.
- 1956: De open bijwagens reden deze zomer voor het laatst op de tramlijnen naar Scheveningen.
- 1957: Met de indienststelling van honderd nieuwe PCC-cars werd een groot aantal oude trams afgedankt.
- 1 april 1959 werden lijn 4 en 4A opgeheven en vervangen door bus 4 en tram 16 en 17.
- 9 november 1961: De tramlijn naar Wassenaar en Leiden werd opgeheven en door een NZH-busdienst vervangen. Ook de Blauwe Tram van de NZH van Den Haag naar Leiden reed die dag voor het laatst en werd vervangen door buslijnen.
- 1961: Lijn 6 werd als enige lijn, naast lijn 4 in 1952, in de jaren vijftig en zestig uitgebreid en verlengd naar Leijenburg (1956 en 1965) en naar de Hofzichtlaan in Mariahoeve (1961, in 1966 tot station Mariahoeve).
- In 1963 werd het Plan Lehner gepresenteerd (genoemd naar de Duitse verkeerskundige Dr. Ing. F. Lehner). Hij stelde een reorganisatie en een rationalisatie van het lijnennet voor, waarbij de tram de hoofdvervoerassen ging verzorgen en de bus een aanvullende functie kreeg. Als rationalisatiemaatregel verdwenen op:
  - 8 december 1963 de lijnen 2 (Meer en Bos – Kerkplein) en 5 (Appelstraat – Prinsessegracht) en werden vervangen door één buslijn 2. Het idee was dat door een versterking van het openbaar vervoer op de hoofdassen op de Laan van Meerdervoort (lijn 3) en de Loosduinseweg/-kade (buslijnen 19 en 26) de opheffing kon worden opgevangen.
  - 30 oktober 1965 lijn 17 (Loevesteinlaan – Station Laan van Nieuw Oost Indië); daarbij kreeg lijn 16 een dubbele frequentie.
  - 29 oktober 1966 lijn 7 (De Savornin Lohmanplein – Station Laan van Nieuw Oost Indië), die deels door een spitsbuslijn werd vervangen. Het traject door Benoordenhout naar Bezuidenhout werd echter niet door een buslijn vervangen. Gelijktijdig verloor lijn 3 haar zeer zwak bezette lijngedeelte Kwartellaan – Goudenregenplein – Laan van Meerdervoort. Zo ontstond een nieuwe lijn 3 die de drukste delen van de lijnen 3 en 7 combineerde: De Savornin Lohmanplein (Bohemen) – Staatsspoor – Station Laan van Nieuw Oost Indië. De Groot Hertoginnelaan werd daarmee tramloos.
- 21 oktober 1963: De buitenlijn naar Voorburg werd geïntegreerd in het stadsnet en voortaan met PCC-cars bereden.
- 9 januari 1965: De laatste vierassige buitenlijntrams die nog op een spanning van 1200 volt naar Delft reden, werden vervangen door PCC-cars op 600 volt, waarmee deze buitenlijn technisch een deel van het stadstramnet is geworden.
- 31 oktober 1965: De laatste tweeassige stadstrams die op lijn 11 reden, werden buiten dienst gesteld. Dit betekende tevens het einde van de conducteur in Den Haag.
- In 1965 kwam de stempelautomaat in de tram; de trams die daarmee dienstdeden kregen een grote rode stip op hun neus. Passagiers mochten de tweede instapdeur voor in de PCC-cars voor de automaat gebruiken.
- 1969: Na de opheffing van de tramlijnen 7 (gecombineerd met lijn 3) en 14 (vervangen door gelijkgenummerde buslijn) in (1965/'66) en de opheffing van de route van lijn 10 door de Boekhorststraat/Koningsstraat (mei 1966) en van de route van lijn 12 over de Vaillantlaan en Parallelweg (6 juli 1969) was het tramnet van Den Haag gekrompen tot zijn kleinste omvang sinds de Tweede Wereldoorlog. Het voortbestaan van trams in Den Haag stond niet (meer) ter discussie.

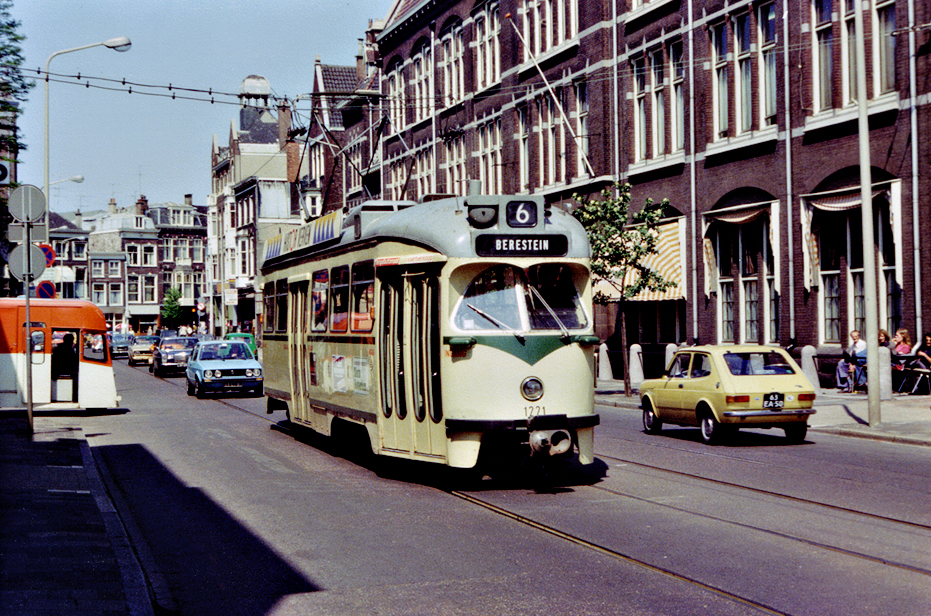
PCC-tram 1221 van lijn 6 op de Fluwelen Burgwal; circa 1975.

- In de jaren zeventig kwam - vermoedelijk geïnspireerd door het Brusselse voorbeeld van Premetro - het idee op om een 'semimetro' (een vervoerssysteem tussen tram en metro in) te bouwen op de belangrijkste vervoersassen. Als eerste zou de verbinding Bezuidenhout – Centraal Station – Grote Marktstraat – Schilderswijk aan de beurt komen. De schetsen voor de trams laten een 2,65 meter brede en 30 meter lange enkelgelede wagen zien met de hoge instap van een metrostel dat perrons van minstens 1 meter hoog vereiste. In de buitenwijken zou de semimetro exclusieve vrije banen krijgen. Via de route van lijn 9 zou er een aftakking komen vanaf het Centraal Station door de Koekamp – de zogenaamde Koekamplus – naar Scheveningen. Den Haag protesteerde fel, vooral tegen de Koekamplus. Het enige gedeelte dat in 1976 werd gerealiseerd, was het viaduct dat liep van het einde van de Kalvermarkt langs de kaalslag van de Muzenstraat dwars over het nog nieuwe Centraal Station naar de Juliana van Stolberglaan. De lijnen 3 en 6 werden hierover geleid waarbij zij hun route over de Bezuidenhoutseweg (3 en 6) en de Herengracht/Fluwelen Burgwal (6) verliezen. Pas na 2000 volgde de ondertunneling van de Grote Marktstraat (en werd het Muzenstraatviaduct gedeeltelijk afgebroken). De vrije banen zijn er veelal ook gekomen.

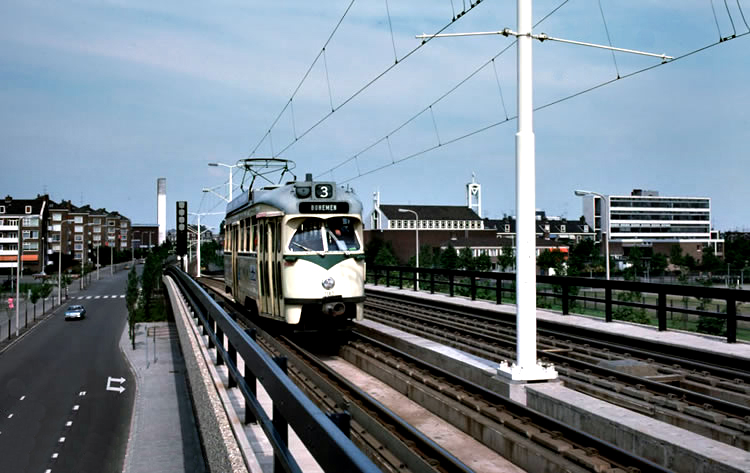
PCC-car op het gloednieuwe tramviaduct boven de Juliana van Stolberglaan, richting CS; 1 juni 1976.

- 1971: Het tramnet van Den Haag begint een nieuwe groeiperiode. In april en december 1971 vinden verlengingen plaats van lijn 6 naar Leidschendam Noord en Berestein. Alle zuidwestelijke stadsdelen worden de volgende jaren aangesloten (lijn 2, 3, 8 en 9) en decennia later de Vinex-wijken (lijn 15, 16, 17 en 19).
- 1976: Met de opening van het nieuwe Centraal Station werd tevens het eerste semimetrotraject in gebruik genomen, inclusief de halte Ternoot en werd een nieuwe lijn 7 ingesteld.
- In de jaren zeventig ging HTM meer en meer met een onbemande tweede PCC-car rijden. In 1974 verschijnt zelfs een serie PCC-cars zonder bestuurderscabine (serie 2100). Deze waren vandalismegevoelig omdat er geen controle op deze achterste wagen mogelijk was. Vanaf 1981 wordt er wegens reizigersgroei, de geplande aanleg van een nieuwe lijn 2 en de verlenging van lijn 3, overgegaan op de aanschaf van dubbelgelede trams.
- In mei 1981 staakte het tram- en buspersoneel van de HTM maar liefst 3 weken achtereen, hetgeen, afgezien van in oorlogstijd, de langste onderbreking van het tramverkeer ooit was.
- Op 22 juni 1981 werd de eerste gelede thyristor-choppertrams van het type GTL8 in dienst gesteld. De bestuurder had een beter overzicht maar toch kregen alle GTL's in de jaren negentig een deur in de laatste geleding zodat het achterste (C-gedeelte) van de tram kon worden afgesloten. Dit gebeurde 's avonds na 20.00 uur.

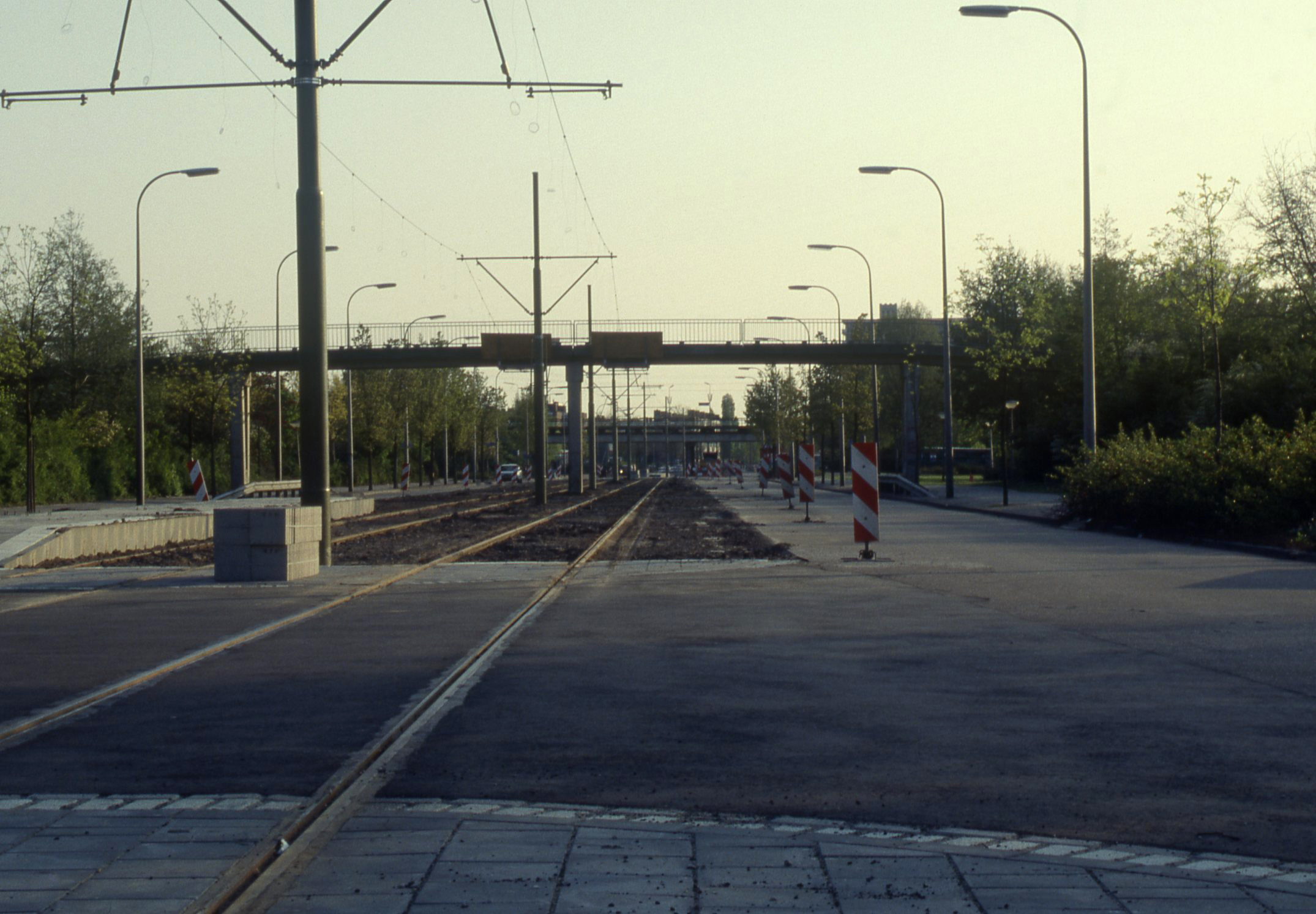
aanleg van de trambaan op de Monseigneur van Steelaan, 1 mei 1991.

- Op 2 juli 1992 werd het tramtraject Laan van NOI – Leidschendam via de Monseigneur van Steelaan geopend ten behoeve van tramlijn 3. Later wordt het traject bereden door tramlijn 2.
- 1 juli 1993: De laatste Haagse PCC-cars werden buiten dienst gesteld. De lijnen 10 en 11 waren de laatste lijnen waar zij nog reden.
- 1999 - 2002 - 2010: Drie geheel nieuwe tramlijnen in uitbreidingsgebieden aan de zuidkant van Den Haag worden aangelegd en in gebruik genomen: respectievelijk lijn 17, lijn 15 en lijn 19.
- Van 2002 tot 2005 hebben er op lijn 11 in Hannover aangeschafte tweede hands TW6000 trams gereden.
- 16 oktober 2004: De Haagse tramtunnel werd in gebruik genomen tussen Centraal Station en Prinsegracht. Op dezelfde dag werd het eeuwfeest van de elektrische beugeltram gevierd met een grote tramoptocht.
- Eind 2006-begin 2007: Het tramnet werd gekoppeld met de Zoetermeer Stadslijn. De lijnen van RandstadRail werden gefaseerd in gebruik genomen.
- In 2013 en 2014 stond de veiligheid en de betrouwbaarheid van het tramvervoer door een tiental ontsporingen onder druk. Tevens veroorzaakten enkele botsingen grote materiële schade.
- 2 november 2015: De eerste Aveniotram werd op lijn 2 in dienst gesteld. In de loop van de tijd worden steeds meer nieuwe trams ingezet op de lijnen 2, 9, 11, 15, 16 en 17. Een deel van de oudste GTL-trams werd afgevoerd.
- In 2020 worden de frequenties van de tramlijnen verlaagd omdat er steeds minder reizigers zijn vanwege de coronacrisis. In de loop van maart gaan de trams doordeweeks om het kwartier rijden, en in het weekend om de twintig minuten. RandstadRail rijd alleen op zondag drie keer per uur.[12] De laatste beperkingen werden opgeheven in maart 2022.

## Buitenlijnen
Naast het stadstramnet was er nog een drietal door HTM geëxploiteerde elektrische 'buitenlijnen' die de gemeentegrenzen overschreden: de lijnen van Den Haag centrum via Rijswijk naar Delft (lijn I'), via Wassenaar naar Leiden (lijn I²) en via Rijswijk naar Voorburg (lijn I³). Deze lijnnummers stonden op de haltes en lijnennetkaarten aangegeven, maar werden niet vermeld op de trams. De 'I' stond voor 'Intercommunaal' (= tussen de gemeenten, interlokaal) (ook wel interurban genoemd). In 2021 heeft de HTM 10 lijnen naar andere gemeenten, maar de begrippen van vroeger worden niet meer gebruikt. Lijn I-1 was voortzetting van Nederlands oudste streektramlijn (1866) en bestaat nu als de enig over gebleven oude streektram in moderne vorm als lijn 1 tussen Scheveningen en Delft-zuid. Lijn I-2 werd in 1961 opgeheven. Lijn I-3 werd ook opgeheven; de route bestaat nog, maar wordt tussen Rijswijk en Voorburg niet meer regulier gebruikt. Er was ook nog lijn I-4, die reed over lijn I-2 tot in Wassenaar. Van 1953 tot 1961 was er ook nog I-5, Wassenaar – Station HS.
Tevens was er de door de Noord-Zuid-Hollandsche Tramweg-Maatschappij (NZH) geëxploiteerde elektrische tramlijn Scheveningen – Den Haag – Voorburg, die reed van 1924 tot 1957/1958 als onderdeel van de tramlijn Leiden - Voorschoten - Scheveningen (tot 1924 waren dit twee stoomtramlijnen). De HTM heeft meerdere pogingen ondernomen deze lijn over te nemen. In het Tramplan 1927 was sprake van een nieuwe lijn 18 die de verbinding Scheveningen – Station Staatsspoor (en later naar Voorburg) zou worden, maar dit plan is nooit werkelijkheid geworden. Van 1 september 1957 tot 11 mei 1958 exploiteerde de NZH de tot de Haagse Raamweg ingekorte lijn voor rekening van de HTM, die vervolgens met buslijn 40, 41 en 42 de route tussen Voorburg en Scheveningen overnam.

## Huidige tramlijnen
Zie ook de specifieke pagina's per lijn voor historische informatie

### HTM-net
- In 2025 omvat het lijnennet van de HTM elf tramlijnen met een totale netlengte van 117 kilometer. Het hele lijnennet is 396 kilometer lang.[14]
- In de rangorde van de verschillende tramlijnen in de dagbezetting van het aantal reizigers per kilometer (in relatie tot het totale aantal reizigers en de exploitatielengte) was lijn 9 in het jaar 2016 met 2313 dagelijkse reizigers per kilometer de drukste lijn, gevolgd door lijn 6, lijn 12, lijn 2, lijn 16, lijn 1, lijn 11, lijn 17 en lijn 15, en was lijn 19 met 433 dagelijkse reizigers per kilometer veruit de minst drukke lijn.[15] De sinds 1999 nieuw aangelegde lijnen 15, 17 en 19 vervoeren dus minder reizigers dan de lijnen die in de 20e eeuw al bestonden. Sinds 2016 is het lijnennet ongewijzigd.
- De lijnen 1, 6, 10 en 12 rijden met de Gelede Tram Lang, de lijnen 2, 9, 11, 15, 16 en 17 met de Haagse Avenio en lijn 19 met de Haagse RegioCitadis.
- Er worden zeven gemeenten bediend: Den Haag, Rijswijk, Leidschendam-Voorburg, Delft, Pijnacker-Nootdorp, Zoetermeer en Westland. Het is daarmee het tramnet dat veruit de meeste gemeenten bedient in Nederland. Binnen de Benelux bedient alleen de MIVB (Brussel) meer gemeenten, namelijk 19.
- Er zijn in 2025 tien (snel)tramlijnen die Den Haag verlaten ("interlokaal"): 1, 2, 3, 4, 6, 15, 16, 17, 19 en 34. De HTM heeft hiermee veruit de meeste "streektramlijnen" van Nederland. De functie van het lijnennet is echter verschoven van 'streek' naar 'agglomeratie'.
- Er zijn ook lijnen die Den Haag verlaten, verderop weer Den Haag in gaan, en later opnieuw Den Haag weer uit gaan. Dat komt doordat de grenzen zijn verschoven door gemeentelijke fusies en annexaties. Het betreft lijn 3, 4, en 34.

| Lijn | Route                                    | Via | Bijzonderheden                                       |
| ---- | ---------------------------------------- | --- | ---------------------------------------------------- |
| 1    | Scheveningen Noord - Delft Tanthof       | Kurhaus, Statenkwartier, World Forum, Vredespaleis, Javastraat, Plein 1813, Kneuterdijk, Centrum, Bierkade, Station Hollands Spoor, Laakkwartier, Rijswijk, Hoornbrug, Broekpolder, Spoorzone Delft, Delft Station, De Hoven Passage         |                                                      |
| 2    | Den Haag Kraayenstein – Leidschendam     | Loosduinen, Houtwijk, Oud Eik en Duinen, Nieuw Eykenduynen, HMC Westeinde, Prinsegracht, Tramtunnel, Centraal Station, Ternoot, Bezuidenhout, Laan van NOI, Voorburg 't Loo, Essesteijn, Mall of the Netherlands                             |                                                      |
| 6    | Den Haag Leyenburg – Leidschendam Noord  | Rustenburg en Oostbroek, Transvaalkwartier, Haagse Markt, Schilderswijk, Prinsegracht, Tramtunnel, Centraal Station, Ternoot, Bezuidenhout, Haagse Hout, Station Mariahoeve, Essesteijn, Mall of the Netherlands                             |                                                      |
| 9    | Scheveningen Noord – Vrederust           | Kurhaus, Circustheater, Westbroekpark, Madurodam, Koninginnegracht, Malieveld, Centraal Station, Kalvermarkt-Stadhuis, Bierkade, Station Hollands Spoor, Stationsbuurt, Zuiderpark, Moerwijk, Winkelcentrum Leyweg, Morgenstond              |                                                      |
| 10   | Scheveningen Noord – Vrederust           | Kurhaus, Statenkwartier, World Forum, Vredespaleis, Javastraat, Plein 1813, Kneuterdijk, Centrum, Bierkade, Station Hollands Spoor, Laakkwartier, Spoorwijk, Station Moerwijk, Moerwijk, Winkelcentrum Leyweg, Morgenstond                   | Rijdt alleen tijdens de spits maandag t/m donderdag. |
| 11   | Scheveningen Haven - Station Den Haag HS | Statenkwartier, Regentessekwartier, Transvaalkwartier, Haagse Markt, Schilderswijk, Stationsbuurt |                                                      |
| 12   | Den Haag Duindorp - Station Den Haag HS  | Vogelwijk, Segbroek, Bomenbuurt, Valkenboskwartier, Transvaalkwartier, Haagse Markt, Schilderswijk, Stationsbuurt |                                                      |
| 15   | Nootdorp – Station Den Haag Centraal     | Ypenburg, P+R Hoornwijck, Hoornbrug, Rijswijk, Laakkwartier, Waldorpstraat/Station Hollands Spoor, Bierkade, Centrum, Buitenhof, Korte Voorhout                                                                                              | Rijdt na Centraal Station verder als lijn 16.        |
| 16   | Station Den Haag Centraal – Wateringen   | Kalvermarkt-Stadhuis, Bierkade, Station Hollands Spoor, Laakkwartier, Spoorwijk, Station Moerwijk, Moerwijk, Winkelcentrum Leyweg, Morgenstond, Hoge Veld, Wateringse Veld                                                                   | Rijdt na Centraal Station verder als lijn 15.        |
| 17   | Den Haag Statenkwartier – Wateringen     | Kunstmuseum, Zeeheldenkwartier, Centrum, Buitenhof, Korte Voorhout, Centraal Station, Rijswijkseplein, Station Hollands Spoor, Laakkwartier, Spoorwijk, Plaspoelpolder, Rijswijk Station, Bogaard stadscentrum, Eikelenburg, Wateringse Veld |                                                      |
| 19   | Leidschendam – Station Delft             | Mall of the Netherlands, Sijtwendetunnel, Leidschenveen, Station Ypenburg, Ypenburg, Spoorzone Delft |                                                      |

### RandstadRail(HTM/RET)
Het lijnennet van RandstadRail omvat nu 2 (snel)tramlijnen, 1 metrolijn en 1 ondersteunende (snel)tramlijn.
| Lijn | Route                                                       | Via | Vervoerder | Bijzonderheden                                                                |
| ---- | ----------------------------------------------------------- | --- | ---------- | ----------------------------------------------------------------------------- |
| 3    | Den Haag Loosduinen - Zoetermeer Centrum                    | Bohemen, Bomen-/Vruchtenbuurt, HMC Westeinde, Prinsegracht, Tramtunnel, Centraal Station, Beatrixkwartier, Laan van NOI, Voorburg 't Loo, Leidschendam-Voorburg, Forepark, Leidschenveen, Zoetermeerse Rijweg, Voorweg, Centrum-West, Seghwaert, Zoetermeerse Krakeling    | HTM        | Rijdt via krakeling linksom.                                                  |
| 4    | Den Haag De Uithof - Lansingerland-Zoetermeer               | Bouwlust, Leyenburg, Rustenburg en Oostbroek, HMC Westeinde, Prinsegracht, Tramtunnel, Centraal Station, Beatrixkwartier, Laan van NOI, Voorburg 't Loo, Leidschendam-Voorburg, Forepark, Leidschenveen, Zoetermeerse Rijweg, Voorweg, Centrum-West, Seghwaert, Oosterheem | HTM        |                                                                               |
| 34   | Den Haag De Savornin Lohmanplein - Lansingerland-Zoetermeer | Bohemen, Bomen-/Vruchtenbuurt, HMC Westeinde, Prinsegracht, Tramtunnel, Centraal Station, Beatrixkwartier, Laan van NOI, Voorburg 't Loo, Leidschendam-Voorburg, Forepark, Leidschenveen, Zoetermeerse Rijweg, Voorweg, Centrum-West, Seghwaert, Oosterheem                | HTM        | Rijdt alleen maandag t/m vrijdag tijdens de spits; ondersteunt lijnen 3 en 4. |
| E    | Den Haag Centraal – Rotterdam Slinge                        | Laan van NOI, Voorburg 't Loo, Leidschendam-Voorburg, Forepark, Leidschenveen, Nootdorp, Pijnacker, Berkel/Rodenrijs, Melanchthonweg, Blijdorp, Rotterdam Centraal, Beurs, Zuidplein                                                                                       | RET        | Maakt ook deel uit van het Rotterdamse metronet.                              |

### Vernummering bus- en tramlijnen
HTM wilde een duidelijke scheiding aanbrengen tussen nummering van tramlijnen en buslijnen. Gekozen werd de nummers 1 t/m 15 vrij te houden voor tramlijnen en de nummers vanaf 16 voor buslijnen te reserveren. Er circuleerden daarnaast ideeën verschillende tramlijnen te vernummeren. Passagiers zagen echter geen noodzaak om vertrouwde lijnnummers te veranderen, die vaak al tientallen jaren tot een bepaalde tramlijn, stadswijk en richting behoorden. Veranderingen bij de tramlijnen werden dan ook niet uitgevoerd, maar wel bij een aantal buslijnen: in 2004 werd buslijn 4 vernummerd in 24 zodat de RandstadRail-lijn naar Zoetermeer Javalaan het nummer 4 kon krijgen. In 2007 verdwenen de buslijnen 13 en 14 en werden deels gewijzigd in lijnen 20 en 21. In 2018 is buslijn 18 opgeheven en grotendeels door buslijn 22 overgenomen, zodat voor de tramlijnen de nummers 1 t/m 19 beschikbaar zijn.

Ontwikkelingen lijnennet Haagse tram
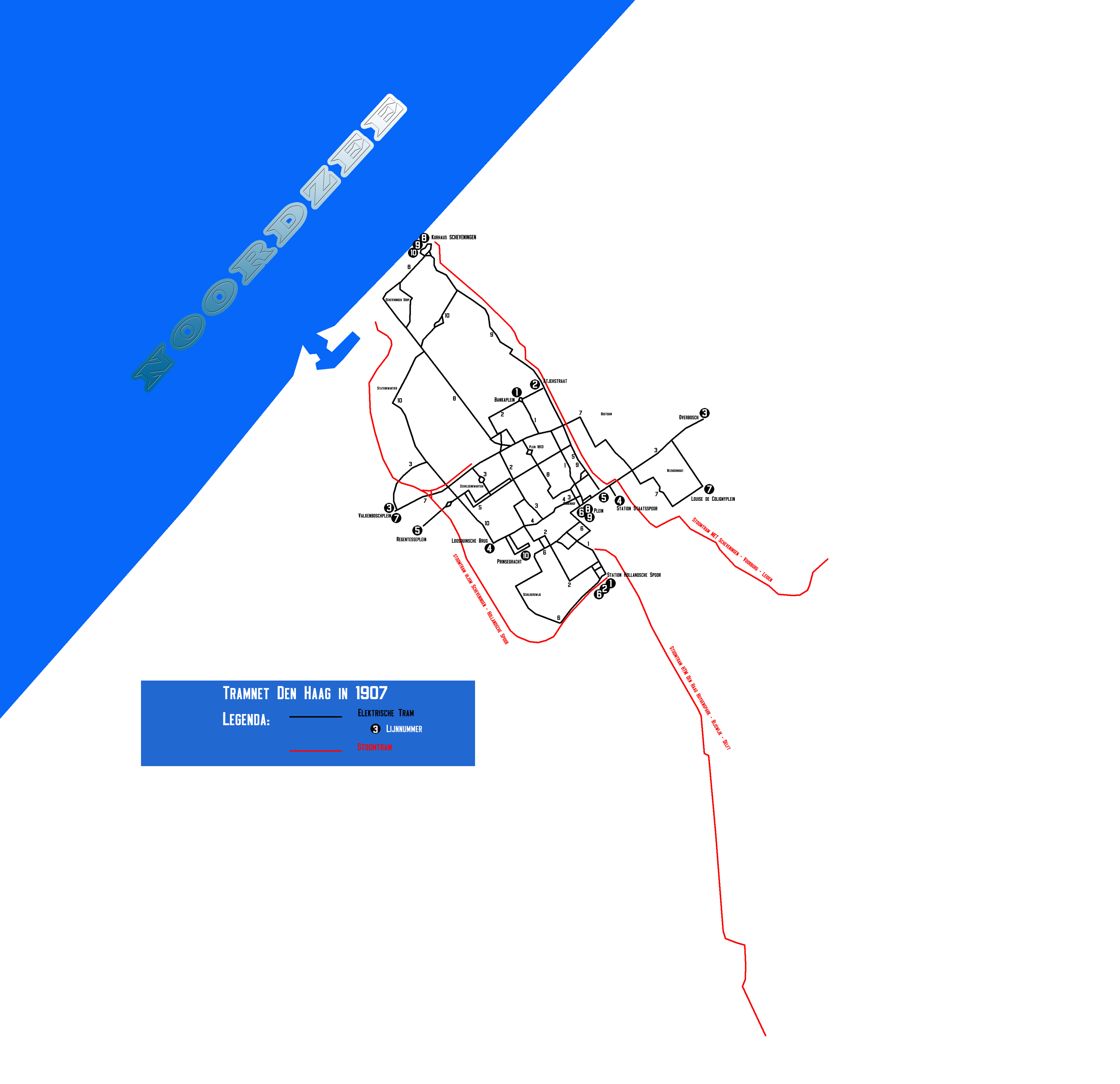
Tramnet in en om Den Haag in 1907.
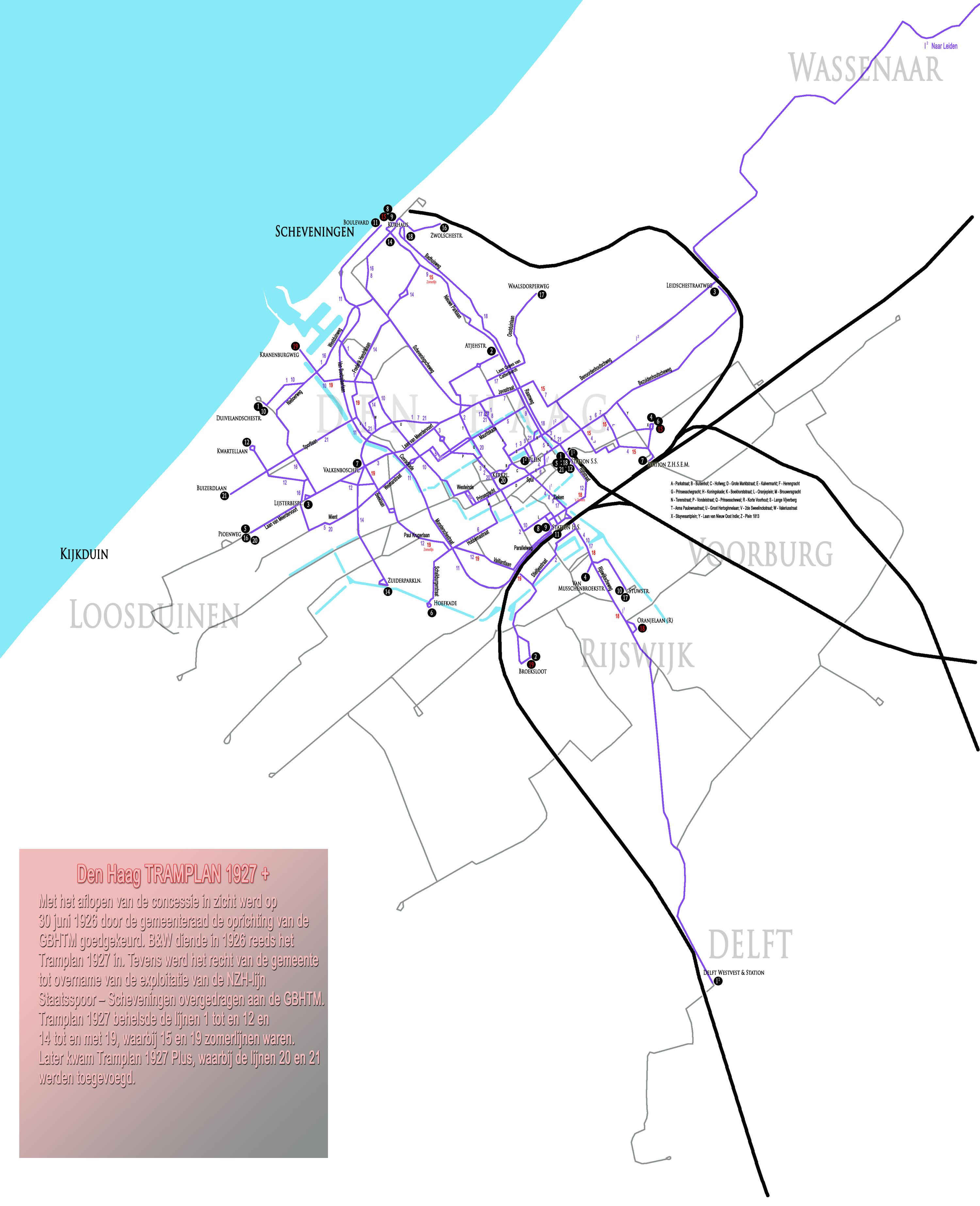
Kaart van het ambitieuze en niet gerealiseerde Tramplan 1927.
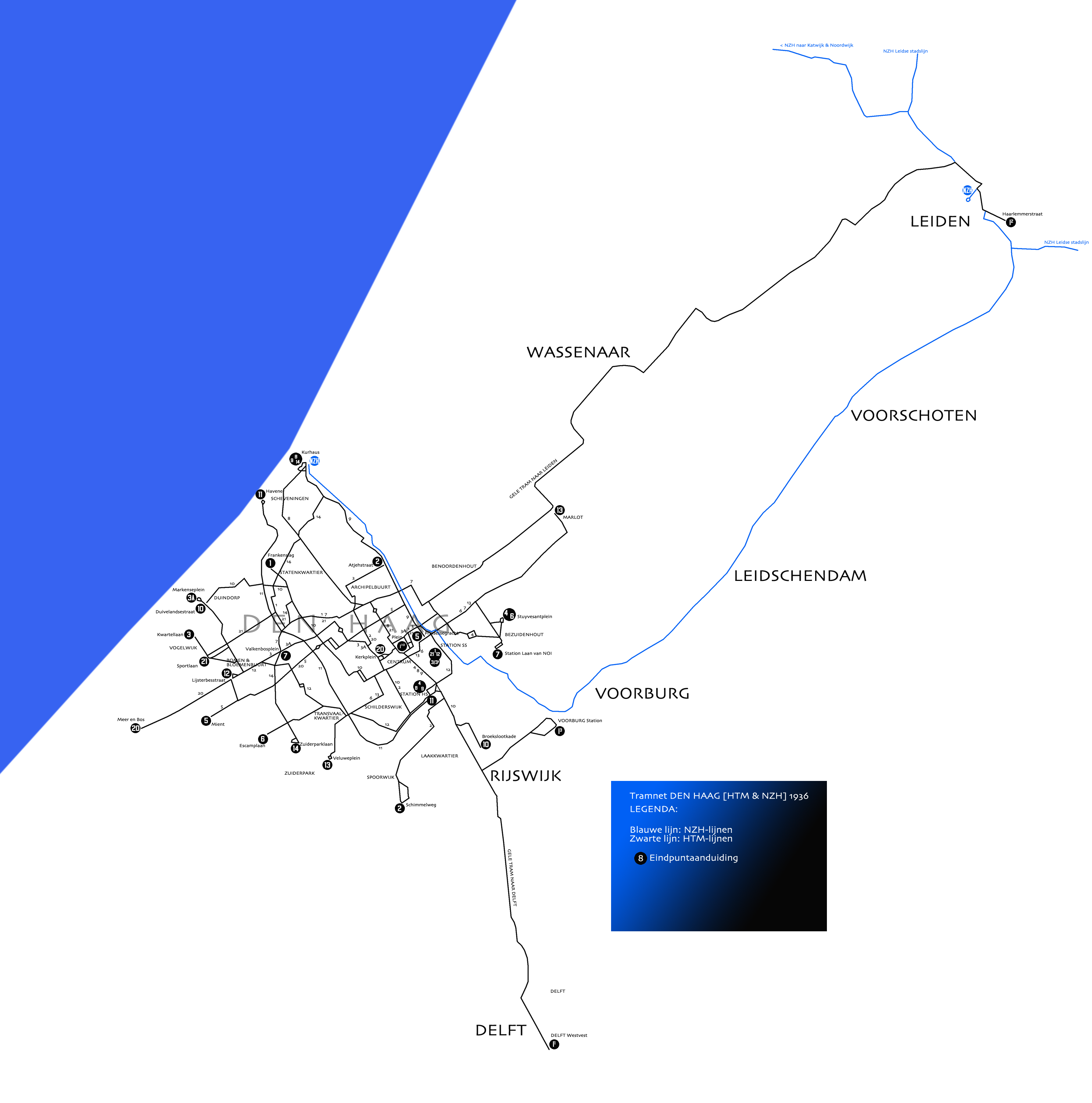
Tramnet in en om Den Haag in 1936.
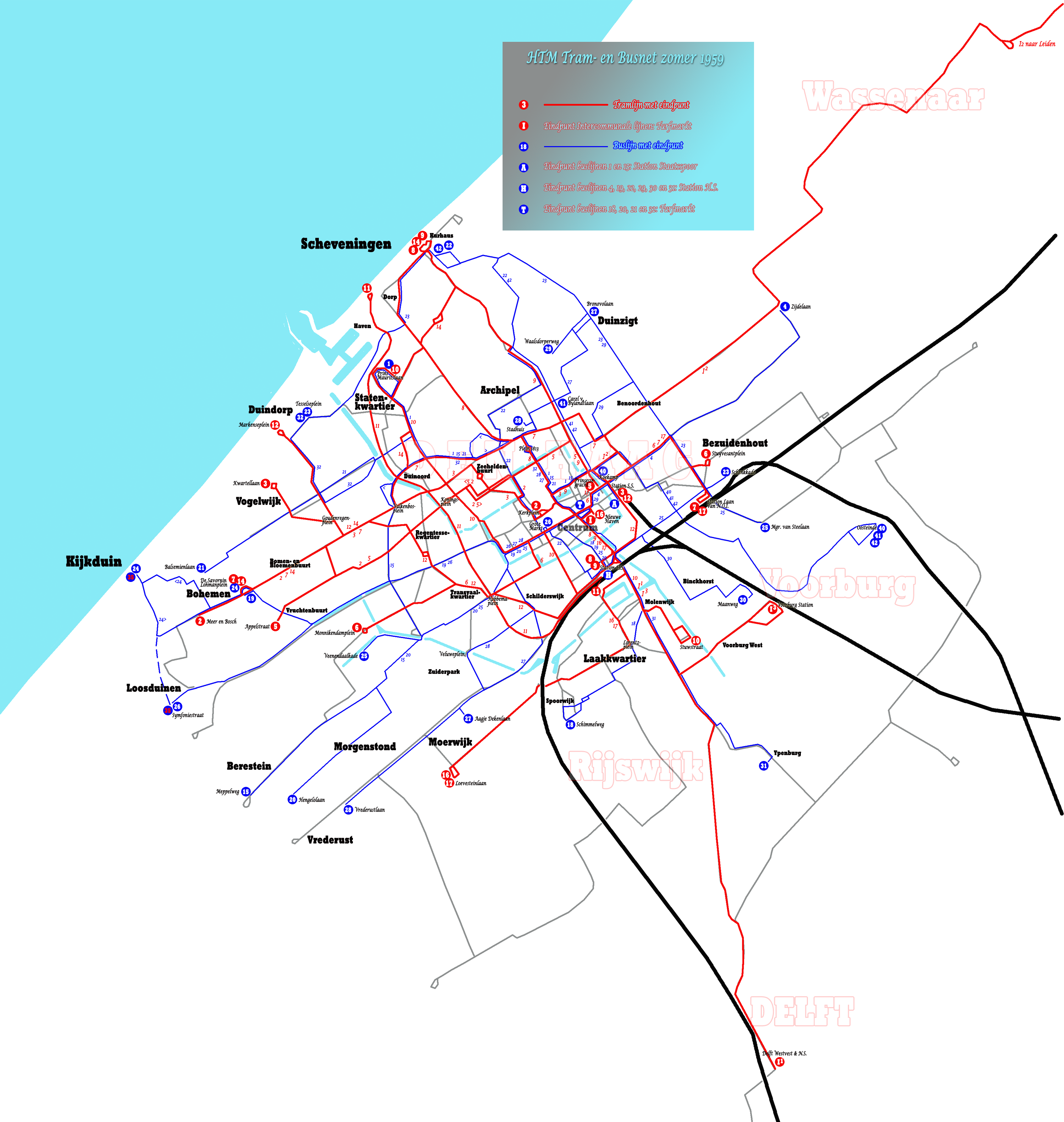
Tram- en busnet in Den Haag in de zomer van 1959.
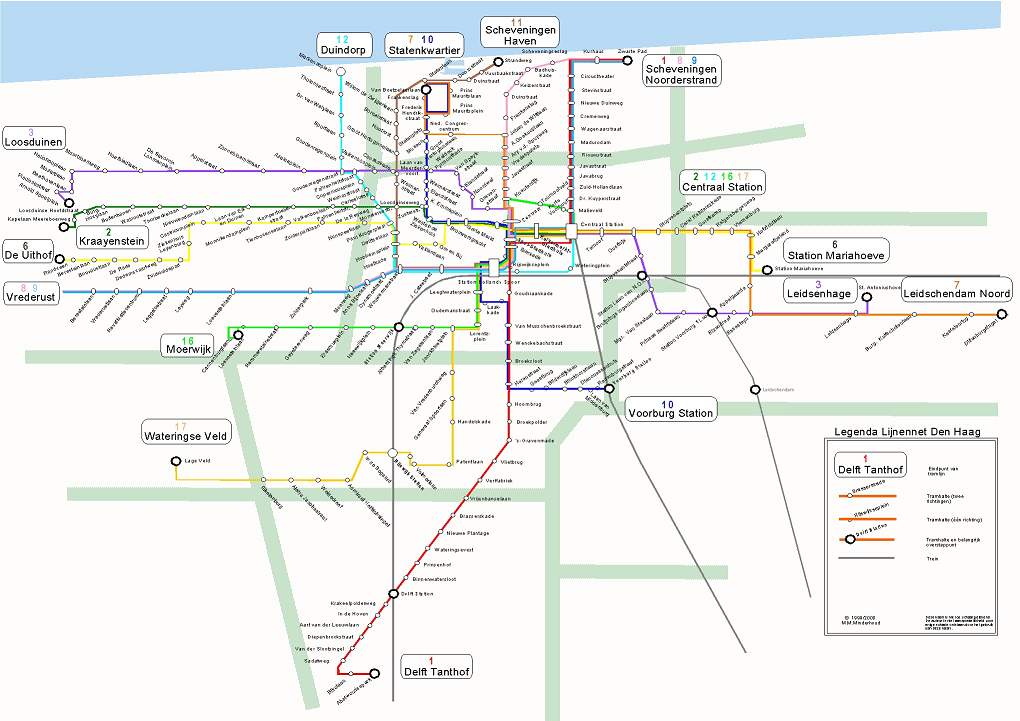
Lijnennet en zonegrenzen 1999/2000. Inmiddels zijn er verschillende wijzigingen en uitbreidingen geweest.
RandstadRail in 2009.
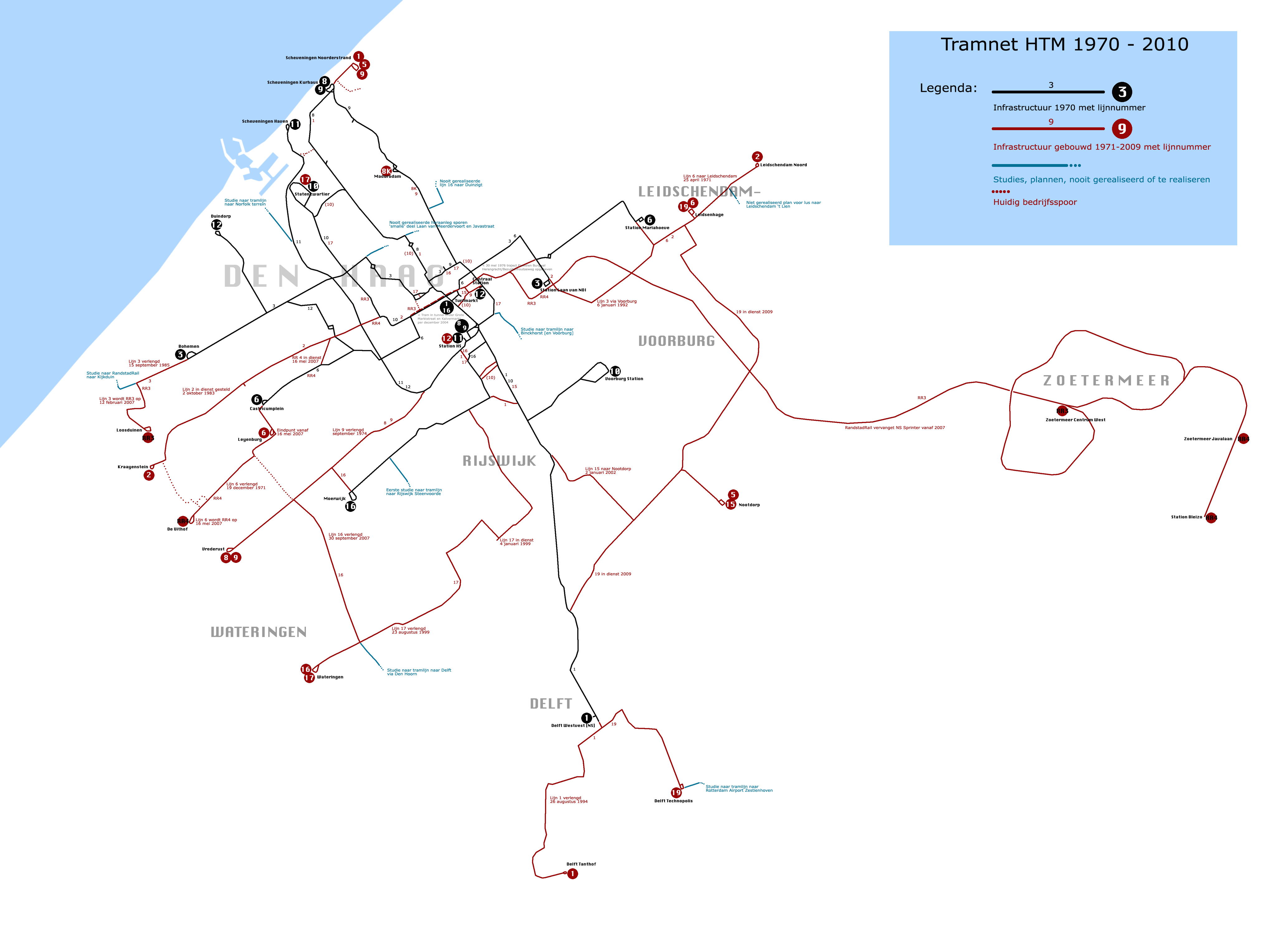
Ontwikkelingen van het tramnet tussen 1970 en 2010.
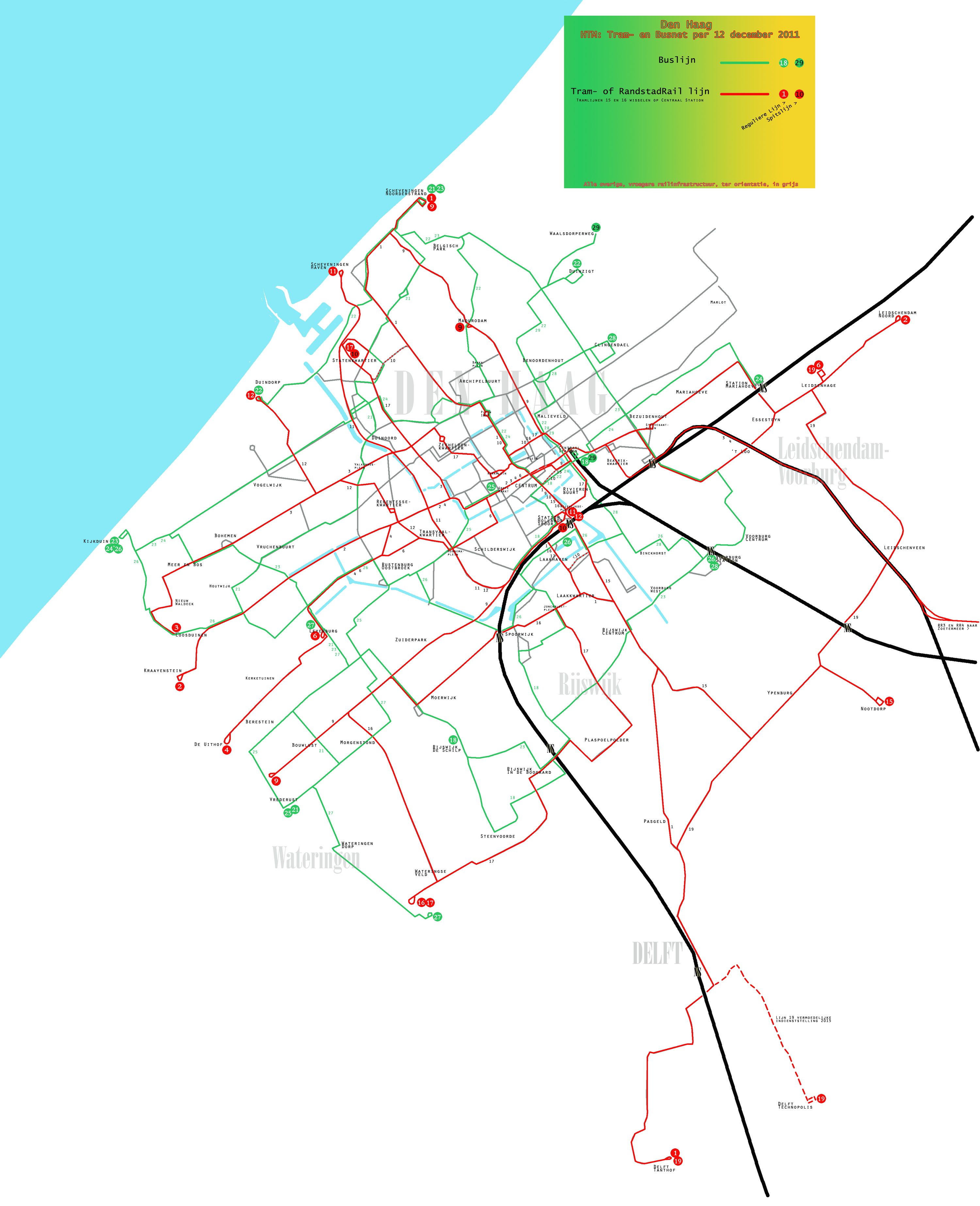
Tram- en busnet van de HTM per 12 december 2011.
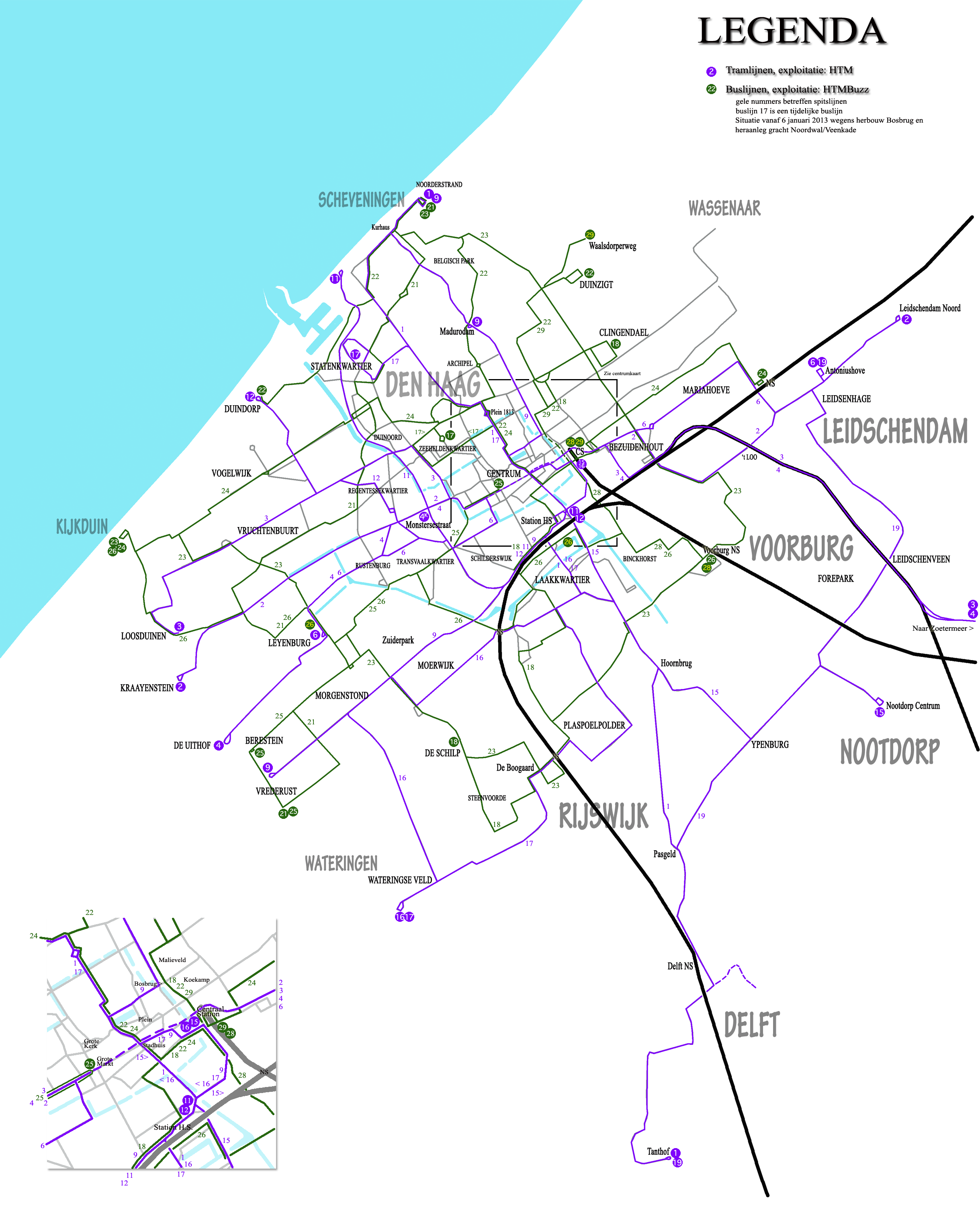
HTM-netkaart van de tram (paars) en HTMbuzz (groen); per 6 januari 2013.
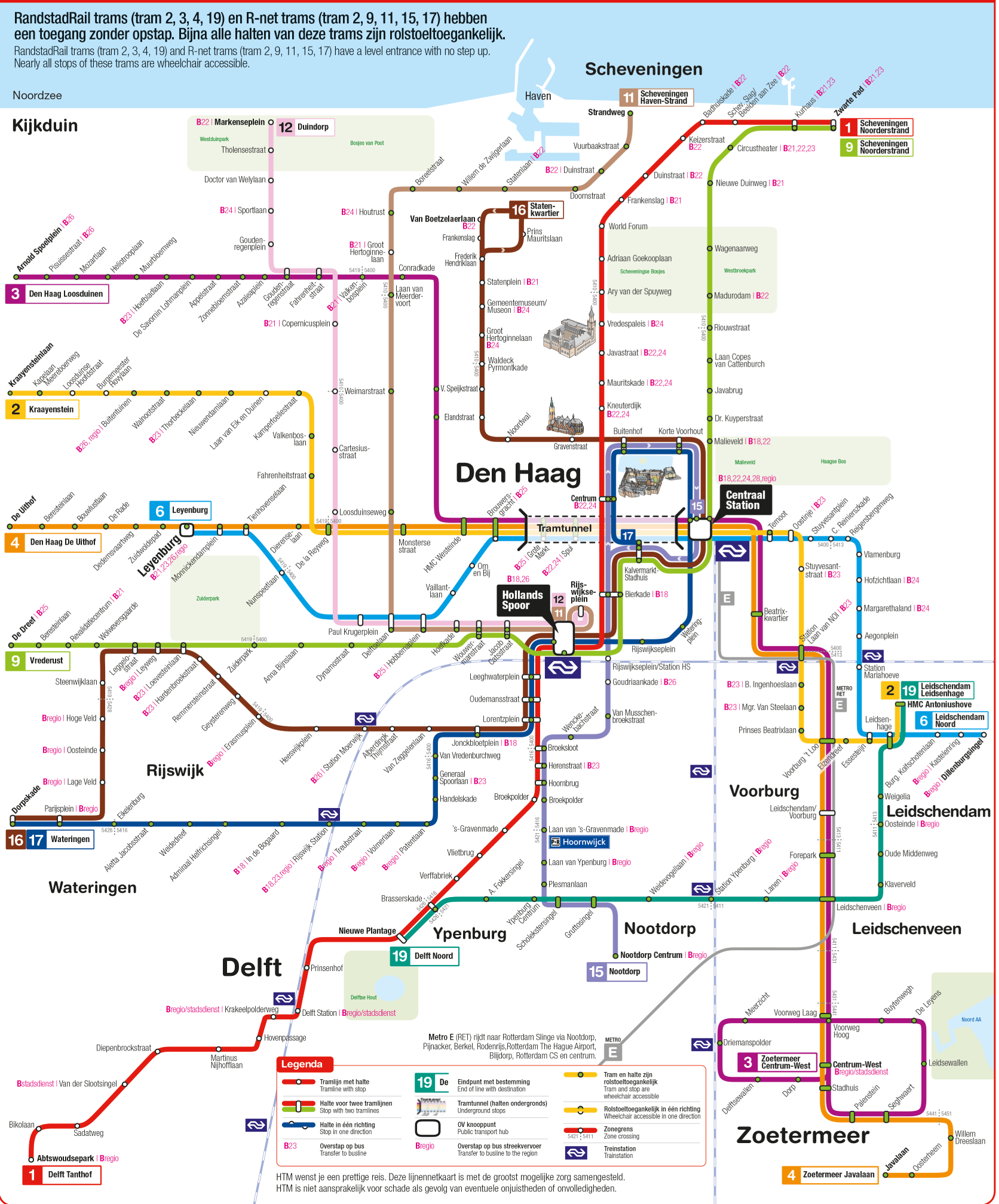
HTM-kaart tramlijnen; november 2022.

## Materieel

### Klassiek materieel
Tussen 1904 en 1929 werden voor het stadstramnet tweeassige motor- en aanhangwagens aangeschaft. Een deel van de aanhangwagens was als open bijwagen uitgevoerd, vooral voor het zomervervoer op de Scheveningse lijnen.

#### Tweeramers
In 1904, op 6 augustus, rijdt de eerste elektrische tram onder bovenleiding in Den Haag op lijn 9. De dienst wordt uitgevoerd met wagens van de serie 1-20. Deze motorwagens met twee van boven licht gebogen ramen en in blauw geschilderde wagenbakken, met veel jugendstil-motieven, worden later 'Tweeramers' genoemd. De 1-10 zijn gebouwd door Werkspoor in Amsterdam en de 11-20 door de Keulse fabriek Van der Zypen & Charlier. De meeste wagens werden in 1906 crème geschilderd, de balkons van de trams kregen toen een gesloten voorpui met ruiten. Motorwagen 19 was vanaf het begin hier al mee uitgerust.
De wagens doen 27 jaar dienst; zij worden in 1931 buiten dienst gesteld, maar niet direct gesloopt. Zeven wagens worden in 1936 afgevoerd. Elf motorwagens worden in 1942 naar Duitsland verkocht, waarvan zes naar Posen (Poznań). Motorwagen 20 doet wegens materieelschaarste na de oorlog in 1946 nog eenmaal dienst op het net. Motorwagen 8 wordt als laatste pas in 1953 gesloopt.
Van deze serie is geen origineel bewaard gebleven. Op basis van een Amsterdamse Union motorwagen, nr. 72, gebouwd in 1903 door de Ungarische Waggon und Maschinenfabrik, is een replica gebouwd. Deze is tussen 2004 en 2010 als wagen nr. 2 bij het HOVM geweest, maar sinds 2010 weer terug in Amsterdam onder zijn oorspronkelijke nummer 72.

#### Drieramers
Voor de grote uitbreiding van het tramnet tot 1907 behoefde men uitbreiding met veel motorwagens. Dit resulteerde in de serie 21-150 die tussen 1905 en 1907 werd afgeleverd. Deze wagens, die vanwege hun grote aantal de bijnaam 'Fordjes' kregen, werden gebouwd door Werkspoor in Amsterdam. Tussen 1929 en 1930 ondergingen 81 van deze wagens een grondige verbouwing. Het motorvermogen nam toe en deze wagens kregen een pantograaf. Hun bijnaam wordt 'Ombouwers'. De niet te verbouwen trams werden opgeslagen omdat door de crisistijd het gebruik van de tram drastisch terugloopt. 39 van deze trams werden uiteindelijk in de Tweede Wereldoorlog door de bezetter gevorderd. Enkele van de reservetrams worden verbouwd tot aanhangwagens (351-358). Vele wagens deden nog dienst tot het einde van de jaren vijftig.
Als museumwagens zijn bewaard gebleven:
- 36 – in 1979 overgedragen aan de Haags Openbaar Vervoer Museum en als 'Ombouwer' gerestaureerd. Oorspronkelijk was dit wagen 45.
- 77 – in 1982 is deze wagen naar de Tramweg-Stichting gegaan en is in Scheveningen gerestaureerd tot 'Ombouwer' in de uitvoering als eenmanwagen (jaren dertig). De restauratie is in 2014 afgerond. Oorspronkelijk was dit wagen 34.[16]

De trams van de serie 151-168 waren feitelijk verlaagde 'Fordjes'. Ze werden in 1907 gebouwd om dienst te kunnen doen op de tramlijnen 3 en 4 die toen over het Binnenhof reden en onder de daar aanwezige drie lage poortjes door moesten rijden. Omdat er naast de serie 1-20 uit 1904 behoefte was aan meer trams met een laag dak, werden de 'laagdakkers' 151-168 aangeschaft. Door de crisistijd ging hun geplande modernisering in de jaren dertig niet door. Na de Tweede Wereldoorlog worden 6 van deze wagens aanhangwagens 359-364 en 11 wagens gaan naar Meppel om als noodwoning dienst te doen.
Als museumwagen is bewaard gebleven:
- 164 – in 1966 door de Tramweg-Stichting verworven en in 1973 gerestaureerd in de oorspronkelijke toestand. Hij behoort nu tot de collectie van het HOVM.

#### Vierramers
Een belangrijke reeks is de serie 250-299 van 50 wagens die aangeschaft werden tussen 1919 en 1926. Het was feitelijk een vergrote, verstevigde versie van de serie 'Fordjes' (21-150). Deze serie werd intern 250-ers genoemd en bestond uit drie deelseries: 250-279, gebouwd in 1919-1921 door HAWA in Hannover; de 280-289 uit 1923 (ook HAWA) en de 290-299, gebouwd in 1926 door Werkspoor in Utrecht.
Het waren zeer betrouwbare wagens met een motorvermogen dat groot genoeg was om een grote (open) bijwagen te trekken. Bij uiterlijke herstellingen werd o.a. de teakhouten voorpui vereenvoudigd. De wagens waren (afgezien van de spoorwijdte) gelijk aan een serie van zeven trams (36-42) die de Gemeentetram Groningen, tegelijk met de Haagse motorwagens 265-279, in 1921 in dienst stelde maar ook de aan Soerabaja geleverde wagens toonde grote overeenkomst. Aanvankelijk hadden deze wagens een sleepbeugel. Tussen 1938 en 1941 kregen zij een pantograaf. In 1938 kregen de 250-279 nieuwe trucks van hetzelfde type als de 280-289. De 290-299 (Werkspoor, 1926) hadden een afwijkend type truck, dat gelijkenissen vertoonde met de Utrechtse motorwagens 67-78 (Werkspoor, 1927).
In 1943 gelastte de Duitse bezetter dat er trammaterieel aan Duitse steden werd verkocht en vier van de wagens uit deze serie (nrs. 275-278) gingen op transport naar Kattowitz (Katowice). Zij kwamen nooit meer terug in Den Haag. Zij deden in Polen dienst tot omstreeks 1960. De 279 werd in 1949 vernummerd in 275 om een aaneensluitende nummerreeks te houden.
Vele van de 46 overgebleven wagens deden, met nieuwe sterkere motoren, tot 1963 dienst en werden overbodig door de opheffing van de tramlijnen 1, 2, 5 en 15 en de instroom van moderne PCC-cars. 16 wagens werden verbouwd tot pekelwagen (H1-H16). De laatste klassieke pekelwagens werd in 2000 buiten dienst gesteld.
Als museumwagens zijn bewaard gebleven:
- 256 – (ex-H12) sinds 1980 bij de Electrische Museumtramlijn Amsterdam; is in verbouwing tot replica-NBM-motorwagen 12 (Nederlandsche Buurtspoorweg-Maatschappij).
- 265 – in 1964 al bestemd tot museumtram en terugverbouwd in de toestand van de jaren twintig. Later overgedragen aan het HOVM.
- 267 – (ex-H16) sinds 1976 bij de Electrische Museumtramlijn Amsterdam; in 1981 verbouwd tot replica-Groningse tram 41 (aanwezig bij de EMA).
- 274 – sinds 1974 bij de Electrische Museumtramlijn Amsterdam; sinds 1996 rijdt deze wagen op de Tramlijn Nederlands Openluchtmuseum in Arnhem; is nu in de toestand van de jaren vijftig.
- 292 – (= pekelwagen H2) in 1999 naar het trammuseum Amitram bij Lille (Frankrijk) en in 2011 teruggehaald naar Den Haag, gesloopt in 2022.
- 294 – sinds 2003 bij de Tramweg-Stichting. Deze ex-pekelwagen H4 wordt gerestaureerd in de staat van eind jaren vijftig met onderdelen van de in 2018 gesloopte pekelwagen H8 (ex-298).
- 295 – (= pekelwagen H5) sinds 1999 bij het HOVM. Sinds 2010 weer als pekelwagen ingezet.
- 299 – (= pekelwagen H9) van het Stichts Tram Museum, sinds 2003 bij de Tramweg-Stichting in Overloon opgeslagen. Gesloopt in maart 2024.

#### Serie 800 en bijbehorende bijwagens
De motorwagens van de serie 800 werden aangeschaft onder meer ten behoeve van de eerste sneltram van Nederland, HTM-lijn 11 tussen het Hollandsche Spoor en Scheveningen Haven. Bij deze serie hoorden twee verschillende series bijwagens. In 1927 bouwde de firma Allan uit Rotterdam de deelserie 801-815, die werd gevolgd door de deelserie 816-820. Het verschil met de eerste 15 wagens was dat deze trams twee eenassige draaistellen hadden terwijl de andere een gewoon vast onderstel hadden. De eenassige draaistellen moesten de slijtage aan de rails verminderen maar de wagens bleken bij hoge snelheden te schudden. Gevolg was dat zij van lijn 11 verdwenen en elders op het net werden ingezet. De deelserie 821-830 had dus weer normale onderstellen maar deze waren iets korter; zij werden bij de Brugse trambouwer La Brugeoise in 1929 gebouwd.
De wagens bleven tot 1963-1965 in dienst, als laatste op lijn 11. Daarna nog tot 1967 incidenteel bij Prinsjesdag. Als museumtrams bleven er acht wagens bewaard. De overige 21 trams werden tussen 1970 en 1980 gesloopt.
Als museumwagens zijn bewaard gebleven:
- 805 – sinds 1981 museumtram; verbouwd tot replica-bijwagen 905 en onderdeel van de HOVM-collectie.
- 810 – sinds 1967 museumtram; terugverbouwd in de afleveringstoestand van 1927 en onderdeel van de HOVM-collectie (met bijwagen 769).
- 816 – sinds 1976 museumtram; in 1977 naar de Electrische Museumtramlijn Amsterdam.
- 819 – sinds 1975 museumtram; als representant van een wagen met eenassige draaistellen in de toestand van de jaren 1950 bij het HOVM.
- 824 – sinds 1974 museumtram bij de Electrische Museumtramlijn Amsterdam. In 2002 naar het Deense trammuseum Skjoldenæsholm.
- 826 – sinds 1974 museumtram bij de Electrische Museumtramlijn Amsterdam. In 1987 terug naar Den Haag. Bij het HOVM in de uitvoering van de jaren 1950.
- 830 – sinds 1975 museumtram bij het Spoorwegmuseum te Utrecht. In 1990 terug naar Den Haag. In 2006 naar het Duitse trammuseum te Wehmingen, bij Hannover (met bijwagen 756).

Met de motorwagens 801-830 werden tegelijkertijd bijpassende aanhangwagens geleverd. Het betrof twee series. De 901-920, in 1927 gebouwd door Allan in Rotterdam, deze wagens waren qua uiterlijk en onderstel identiek aan de deelserie 816-820 en vormden daarmee een fraai geheel. Daarnaast de serie 751-780 (gebouwd in 1929 door La Brugeoise), 30 lange aanhangwagens voorzien van 2 tweeassige draaistellen. Een deel van deze wagens kon ook op de buitenlijnen naar Leiden en Delft worden ingezet. Na 1948 deed een aantal wagens dienst achter de vierassers van de serie 200.
Als museumwagens zijn bewaard gebleven:
- 756 – sinds 1975 museumtram bij het Nederlands Spoorwegmuseum te Utrecht. In 1990 terug naar Den Haag. In 2006 naar het Duitse trammuseum te Wehmingen, bij Hannover (met motorwagen 830).
- 769 – sinds 1967 museumtram; terugverbouwd in de afleveringstoestand van 1927 en onderdeel van de HOVM-collectie (met motorwagen 810).
- 779 – sinds 1967 museumtram bij de Tramweg-Stichting, in 1970 naar de Museumstoomtram Hoorn-Medemblik, in 1977 naar de Electrische Museumtramlijn Amsterdam; vanaf 2012 in restauratie; in 2014 weer terug naar Den Haag bij de Tramweg-Stichting. In 2022 in dienst op de Electrische Museumtramlijn Amsterdam; in 2024 opgeslagen te Aalsmeer.
- 780 – sinds 1967 museumtram, in 1970 naar de Museumstoomtram Hoorn-Medemblik, daar in dienst als stoomtramrijtuig van 1972 tot 1979; in 1981 naar de Electrische Museumtramlijn Amsterdam; in 1989 weer terug naar Den Haag bij het HOVM in de uitvoering van de jaren 1950.
- 905 – sinds 1981 museumtram bij de Tramweg-Stichting (ex-motorwagen 805). Omdat van de oorspronkelijke serie 900 niets bewaard was gebleven is deze motorwagen verbouwd tot replica-bijwagen 905, met nieuw gebouwde draaistellen. Sinds 1989 in het bestand van het HOVM.

#### Rotterdammers
Wegens materieelschaarste nam de Haagse tram in 1946 veertien tweedehands trams over van de Rotterdamse Electrische Tram (RET). In Den Haag kregen zij de nummers 171-184. Zij behoorden tot de series 152-176 en 177-201 en waren gebouwd in respectievelijk 1913-1914 en in 1921 door Allan uit Rotterdam. Alleen de 176 had zowel in Rotterdam als Den Haag hetzelfde wagennummer. Vanaf 1950 werden zij niet meer in de normale lijndienst ingezet. Daarna werden zij gebruikt voor kindervervoer. De Rotterdammers werden buiten dienst gesteld tussen 1948 en 1955 en alle afgevoerd tussen 1951 en 1956.

#### Vierassers
Aanschaf van vierassig materieel beperkte zich in 1908 tot één proefmotorwagen (200) die door Werkspoor in Utrecht was gebouwd. Het was in feite een wagen die leek op 2 aan elkaar geplakte 'Fordjes'. Het motorvermogen was wel groter. Het experiment was bedoeld om te beoordelen welk materieel nodig was voor te elektrificeren interlokale lijnen. Het resultaat viel tegen want door de lengte was in- en uitstappen tijdrovend als de tram vol was. Passagiers bleven dan bij het balkon 'kleven'. De motorwagen reed veel op lijn 13 (Stuyvesantplein – Zuiderpark) en kreeg de bijnaam 'Kegelbaan'. Men zat er met de rug naar de straat en de HTM veranderde dit in 1940 ten gunste van normale zitrijen. In 1944 werd de wagen naar Duitsland overgebracht. Ze kwam in het Haagse terug en werd in 1947 aanhangwagen 300; de bijnaam 'Zeppelin' werd voor de wagen ook gebruikt. Ze deed tot 1958 dienst en werd toen gesloopt.
Als vierassige aanhangwagens kwamen in 1929 een serie aanhangwagens die mede voor de buitenlijnen bestemd waren (serie 750). Wel werden voor de buitenlijnen grote vierassers aangeschaft (zie Gele Tram).
In 1948 kwam de eerste serie vierassige motorwagens (serie 200). Deze serie Haagse vierassers, genummerd 201-216, werd door Werkspoor in Utrecht gebouwd. Het waren modern ogende maar technische niet zo vernieuwende wagens. Ook passagierscirculatie, met alleen deuren aan de koppen van de wagens en één lange passagiersruimte, zat er niet in. Ze functioneerden vooral bij sneeuwval en vorst niet goed en werden in 1965 buiten dienst gesteld en tussen 1968 en 1975 afgevoerd. Hun bijnaam 'Zwitsers' dankten zijn aan de uit Zwitserland, Oerlikon, komende elektro-pneumatische stuurstroominstallatie. Toen de PCC-techniek in 1949 haar intrede deed bij de HTM werd een grote stap in de richting van modernisering gedaan.
Als museumwagen is bewaard gebleven:
- 215 – is bij de HOVM-collectie en weer rijvaardig gemaakt in de uitvoering van de jaren vijftig.

Klassiek trammaterieel tot komst PCC-car
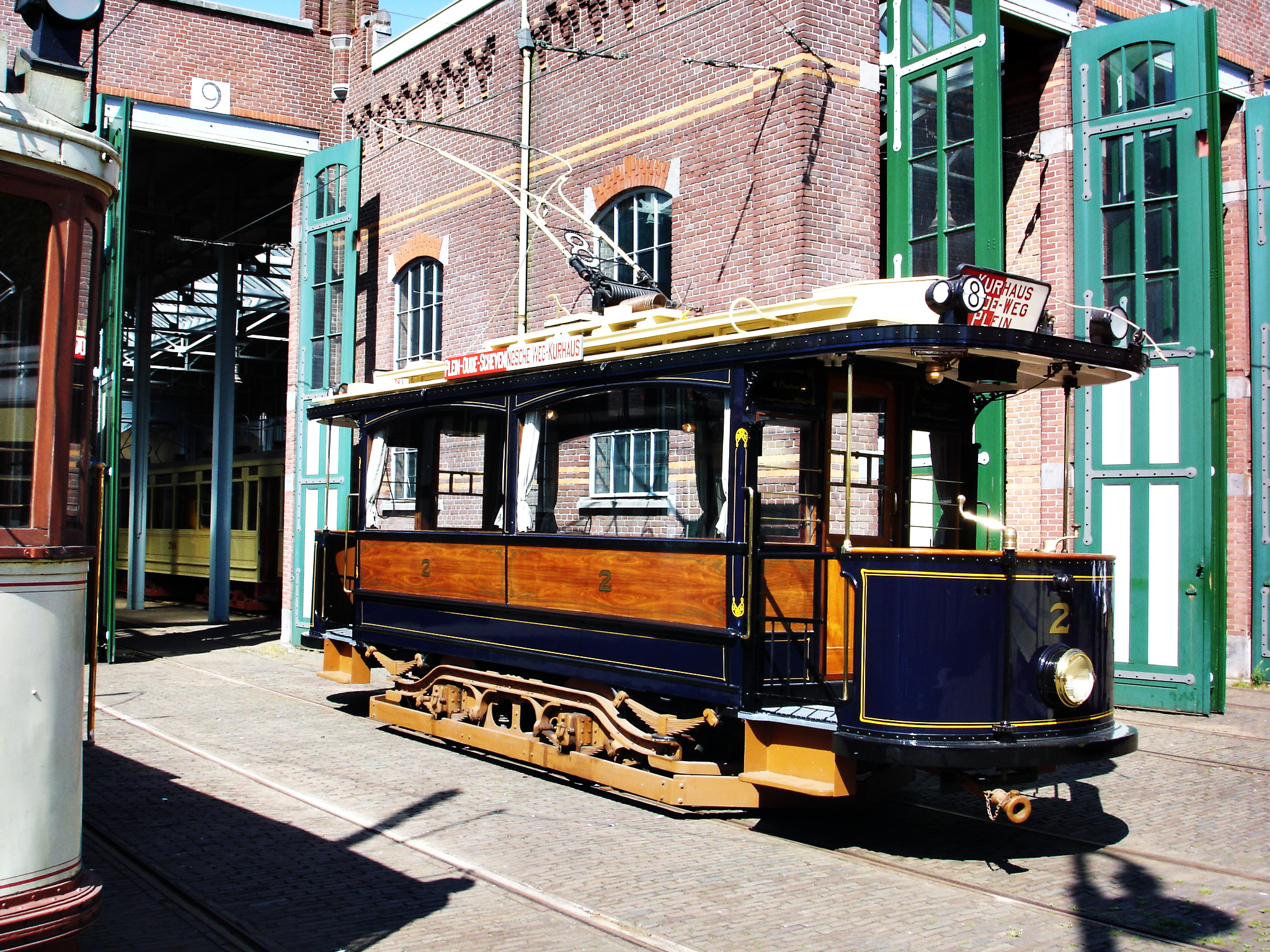
Elektrische motorwagen 2 (Gemeentetram Amsterdam 72) als replica teruggebracht in de uitvoering van 1904 in het Haags Openbaar Vervoer Museum.
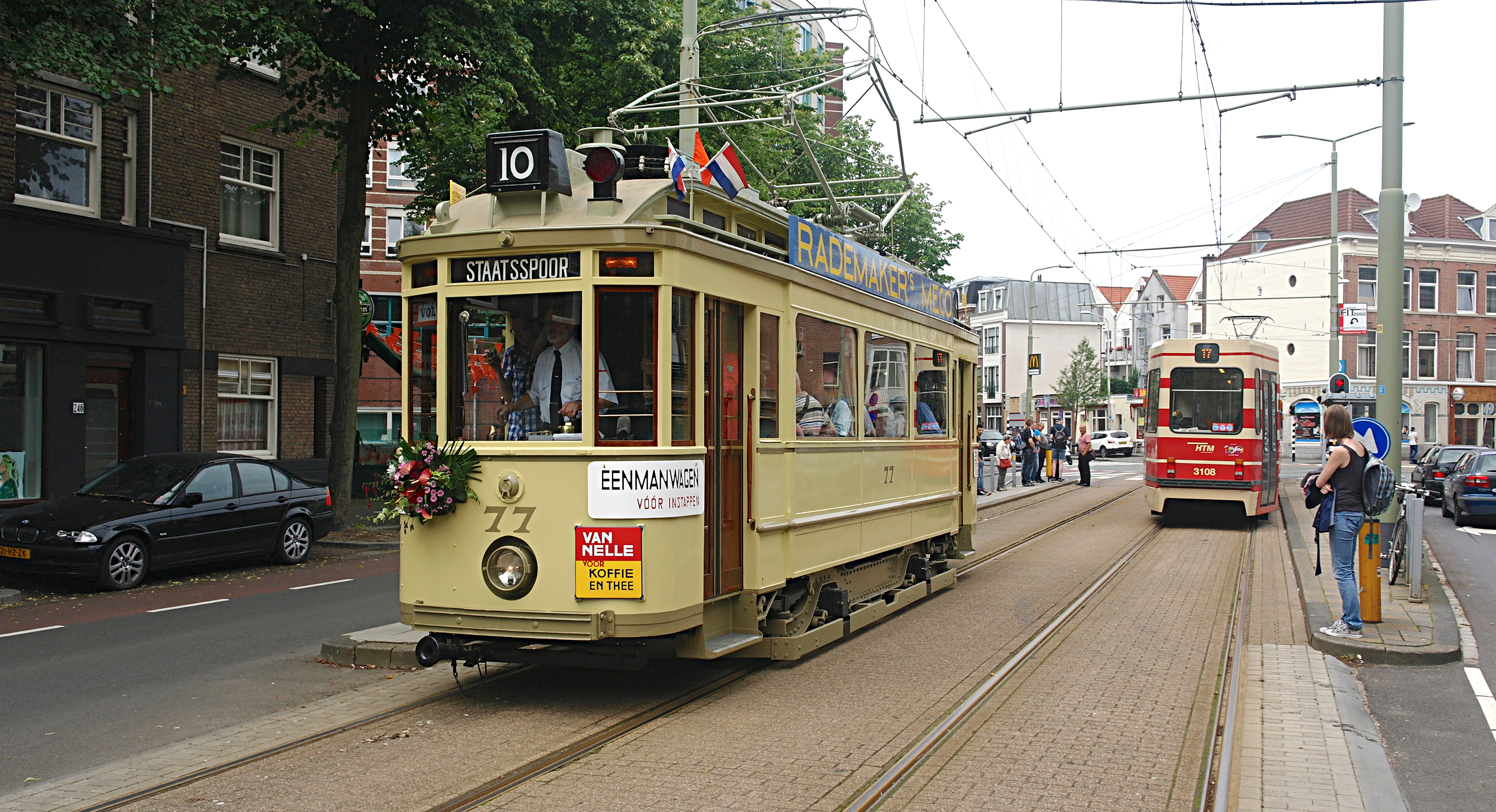
Motorwagen 77 (serie 21-101) teruggebracht in de uitvoering van de jaren dertig als eenmanwagen.
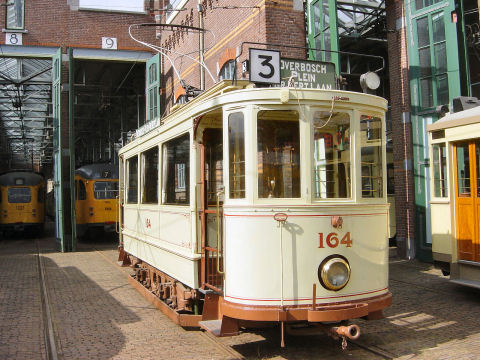
Elektrische motorwagen 164 uit de begintijd van de elektrische tram (1908) in het Haags Openbaar Vervoer Museum.
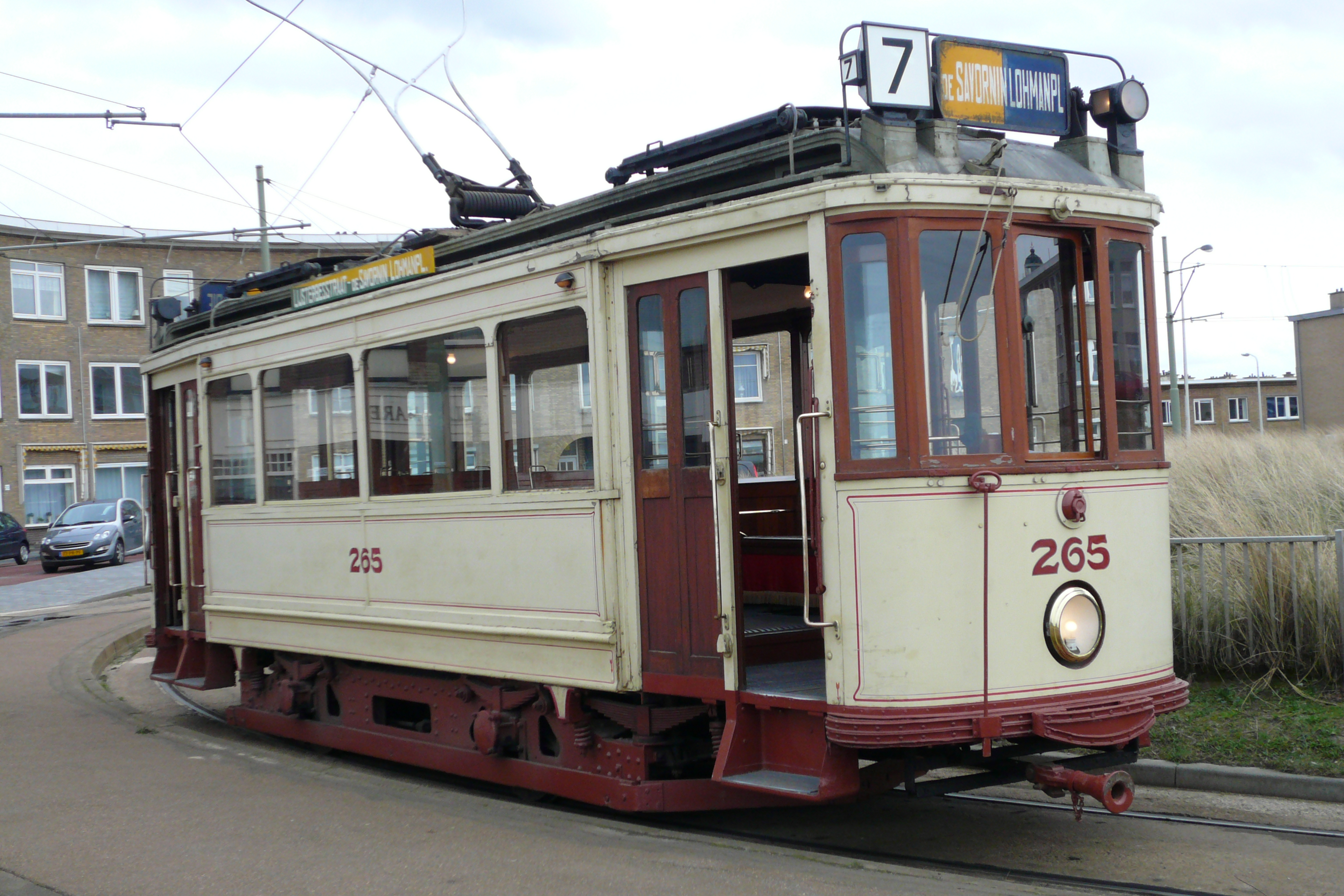
Motorwagen 265 te Scheveningen Haven, onderweg voor een museumtramrit.
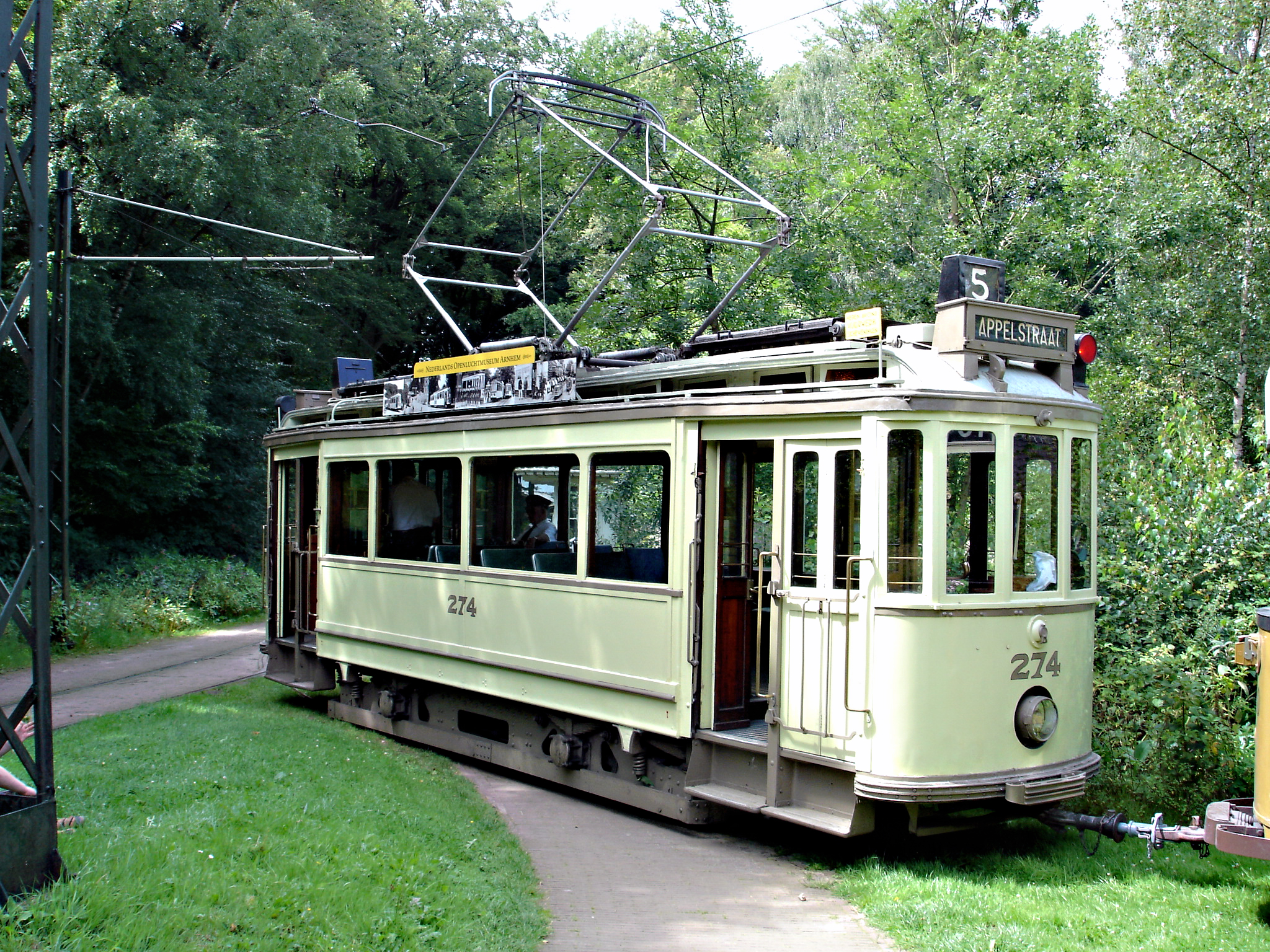
Motorwagen 274 (serie 250-279) rijdt op de Tramlijn Nederlands Openluchtmuseum in Arnhem in de toestand van de jaren vijftig.
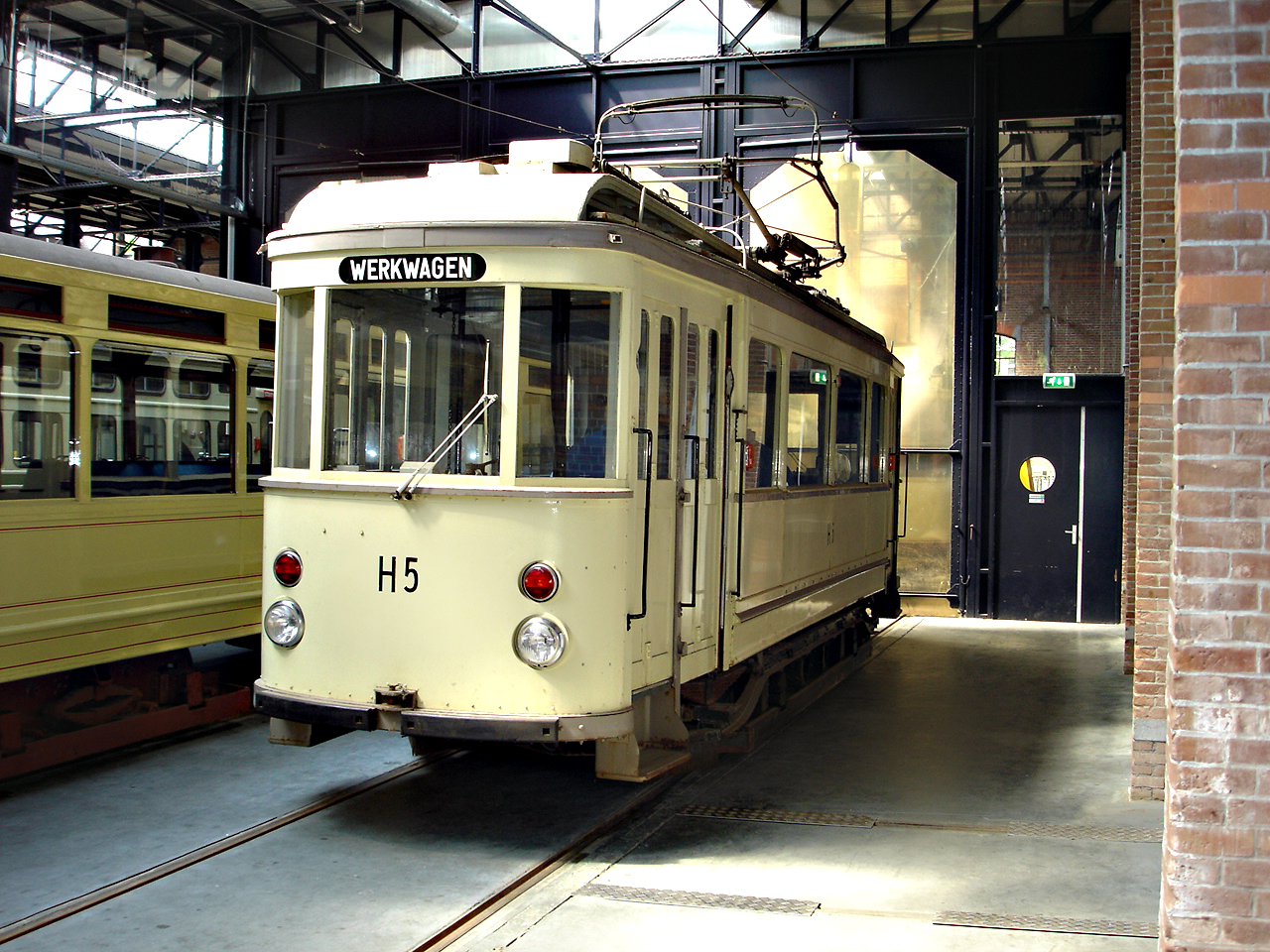
Motorwagen 295 (serie 290-299) in de uitvoering van pekelmotorwagen H5 in het Haags Openbaar Vervoer Museum.
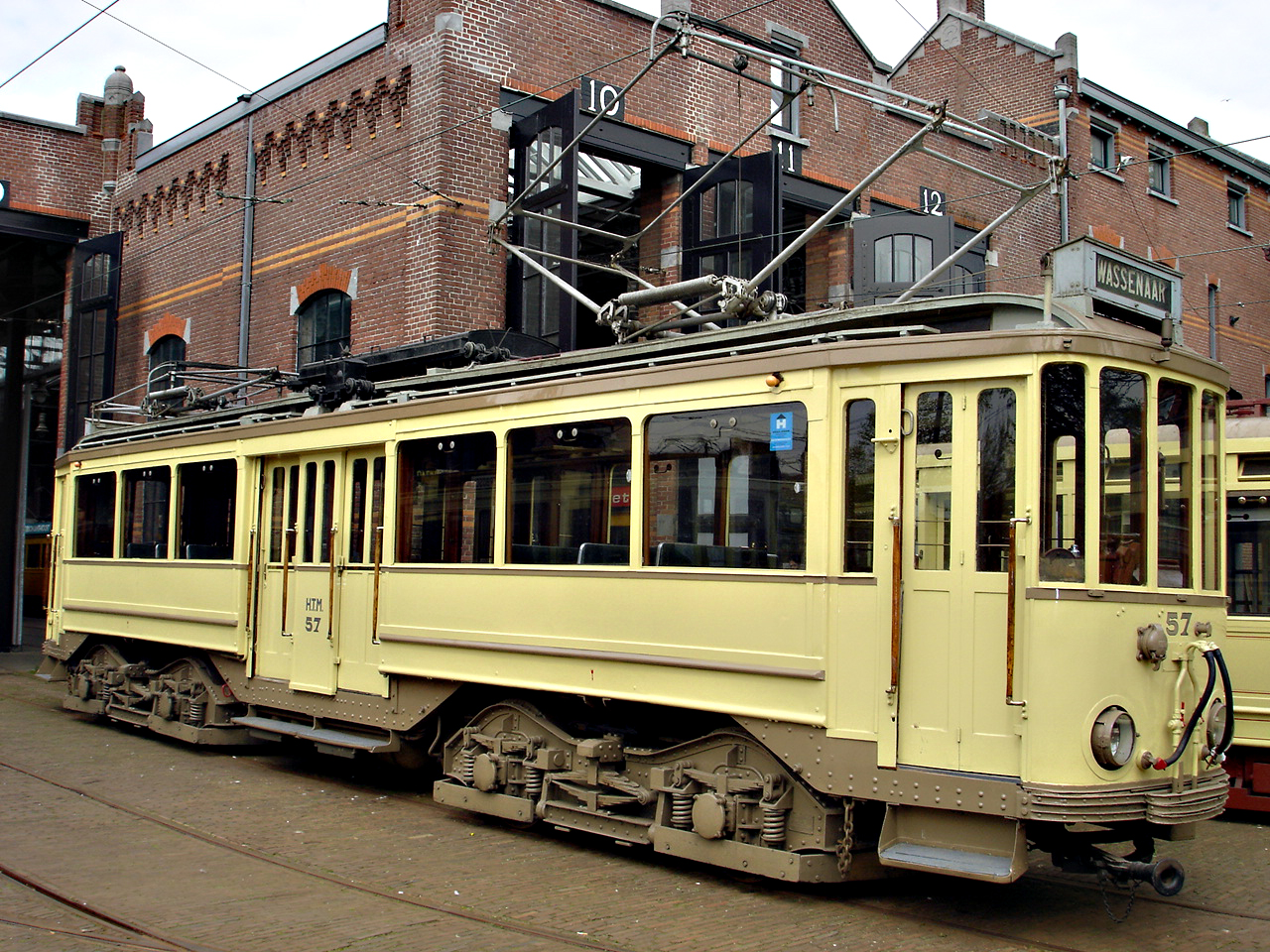
Motorwagen 57 van de Gele Tram is een der Haagse museumtrams.
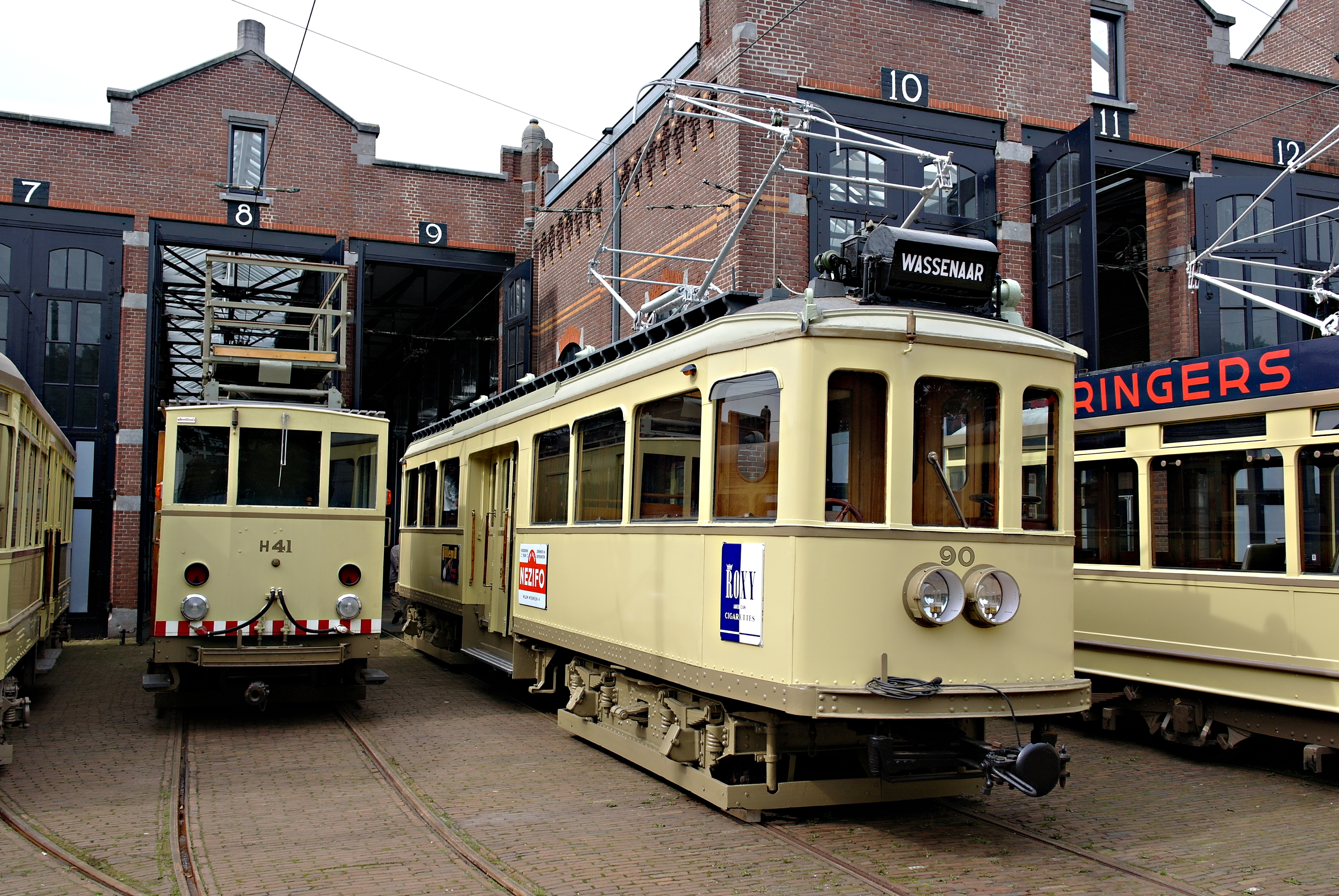
Motorwagen 90, ex-Limburgse tram 610, is teruggebracht in de toestand van de jaren vijftig.
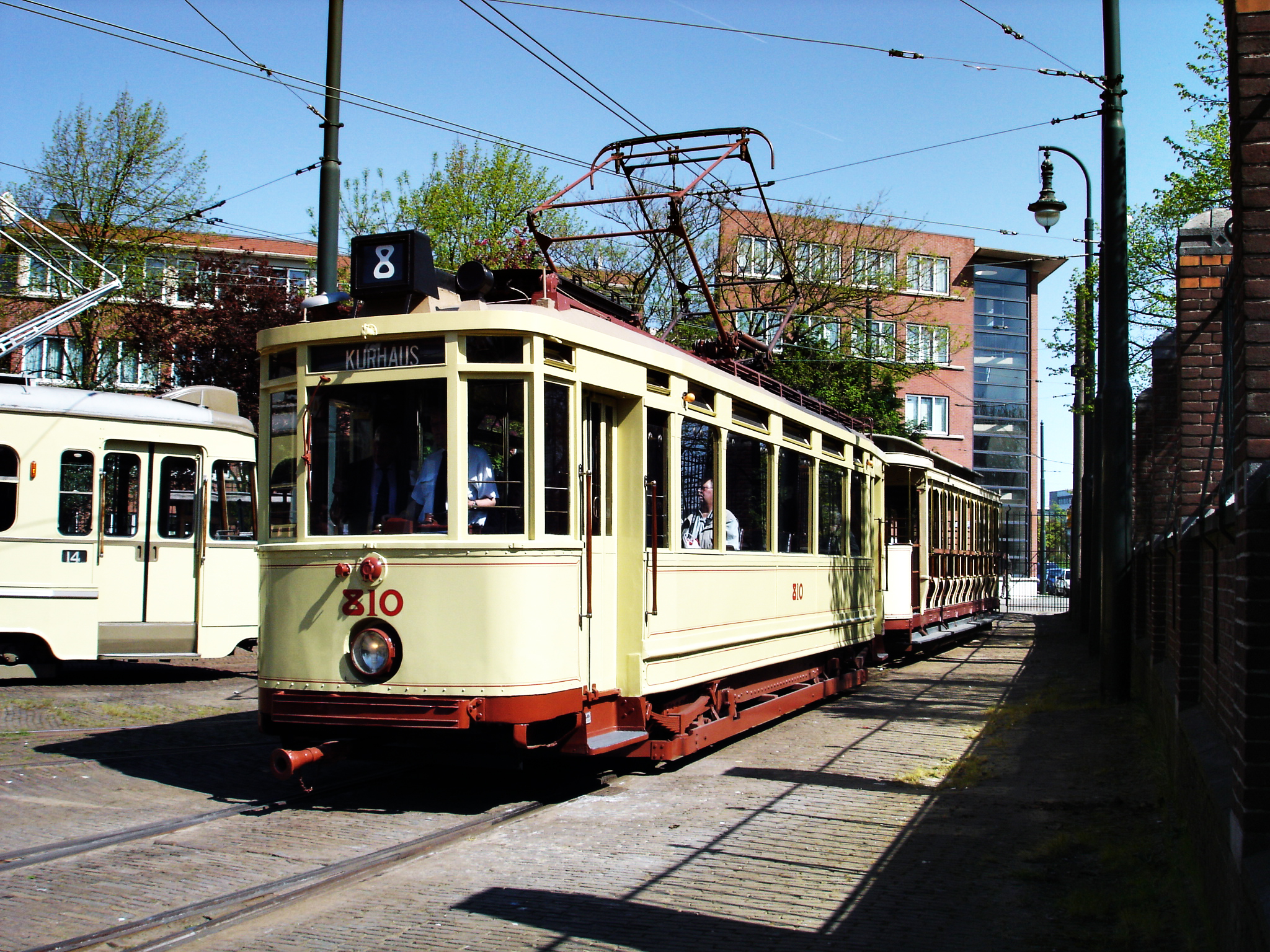
Motorwagen 810 (serie 801-815) teruggebracht in oorspronkelijke uitvoering van 1927.
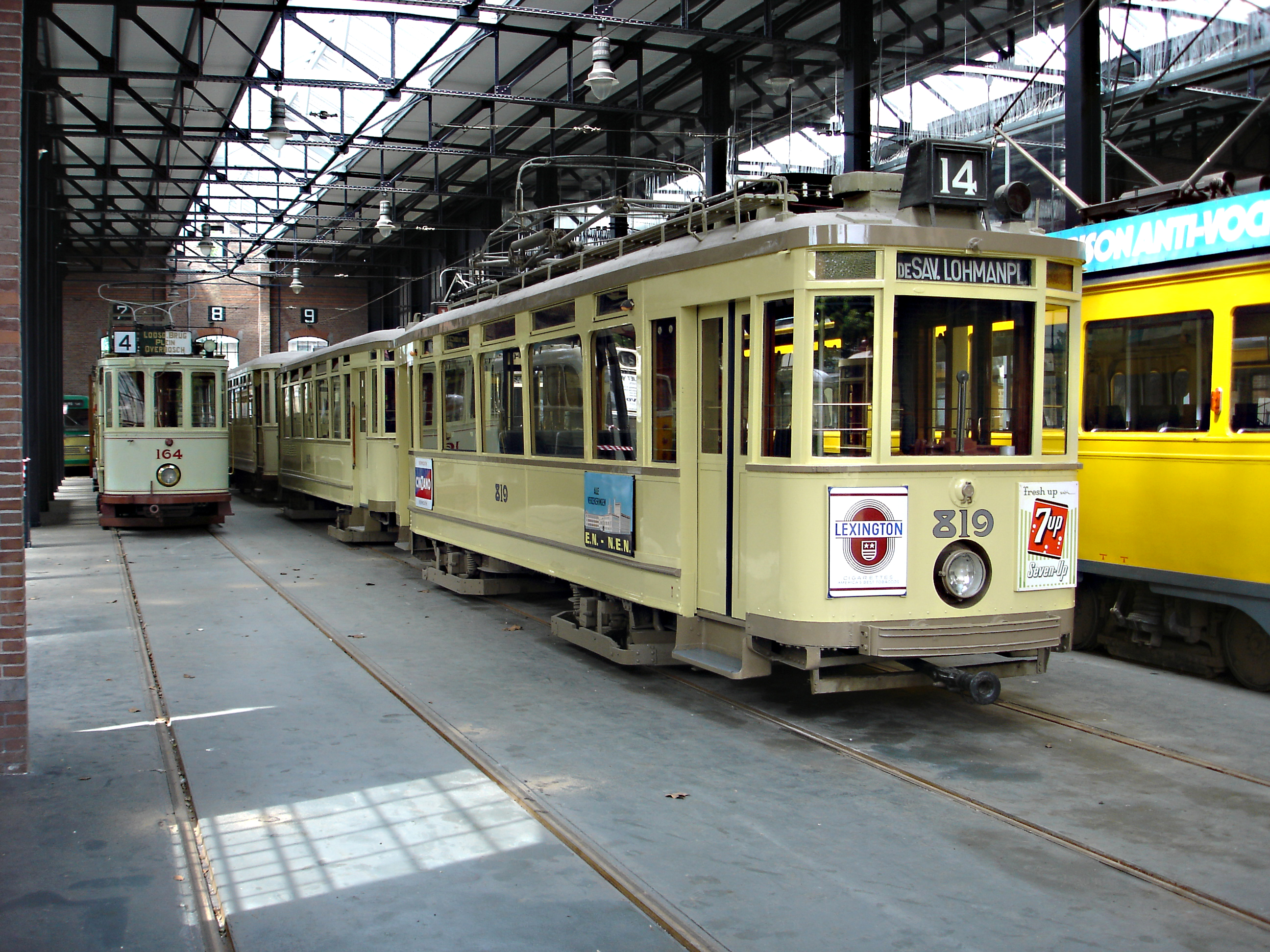
Motorwagen 819 (serie 816-820) met eenassige draaistellen in de uitvoering van de jaren vijftig.
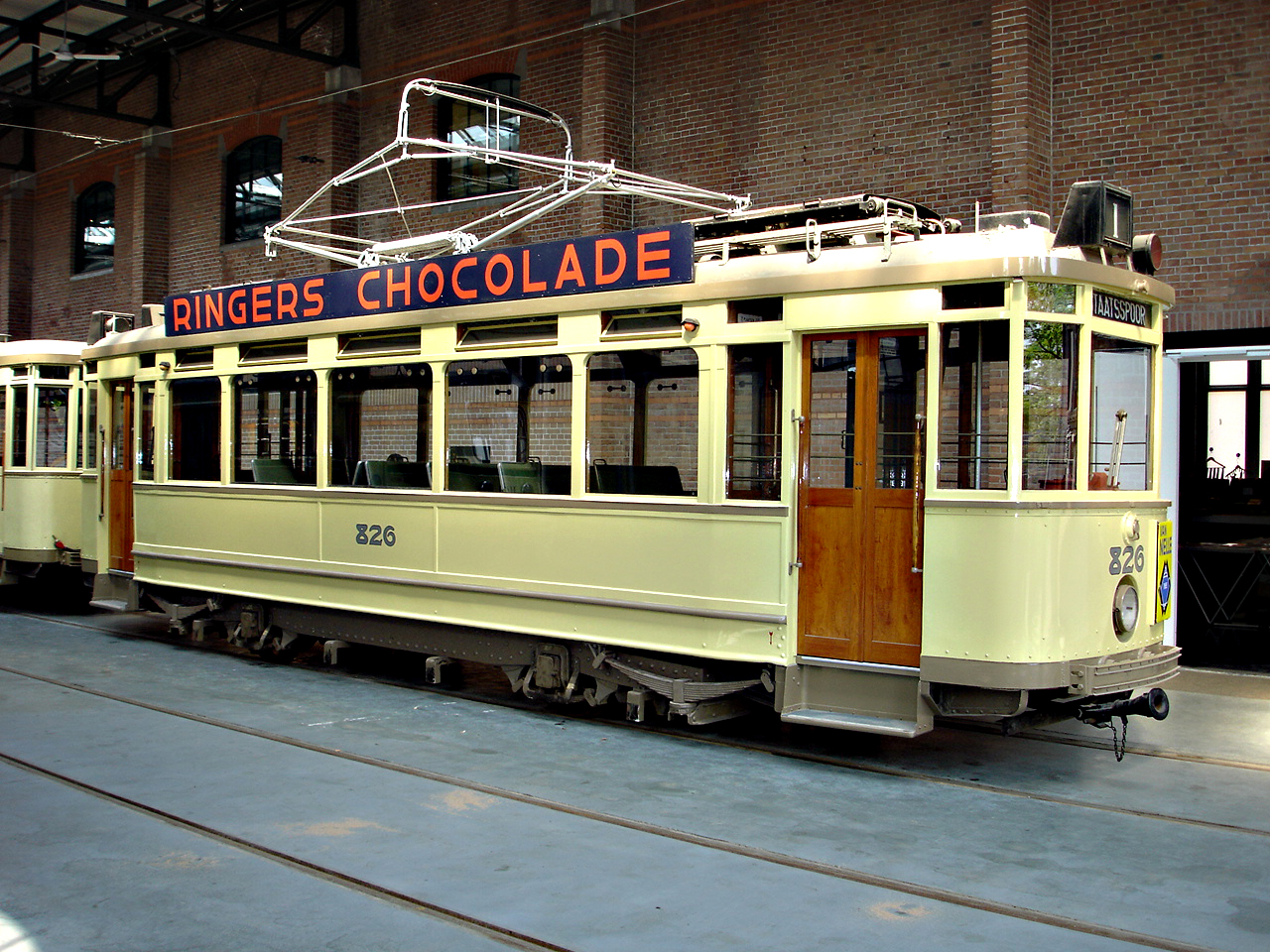
Motorwagen 826 (serie 821-830) teruggebracht in de uitvoering van de jaren vijftig.
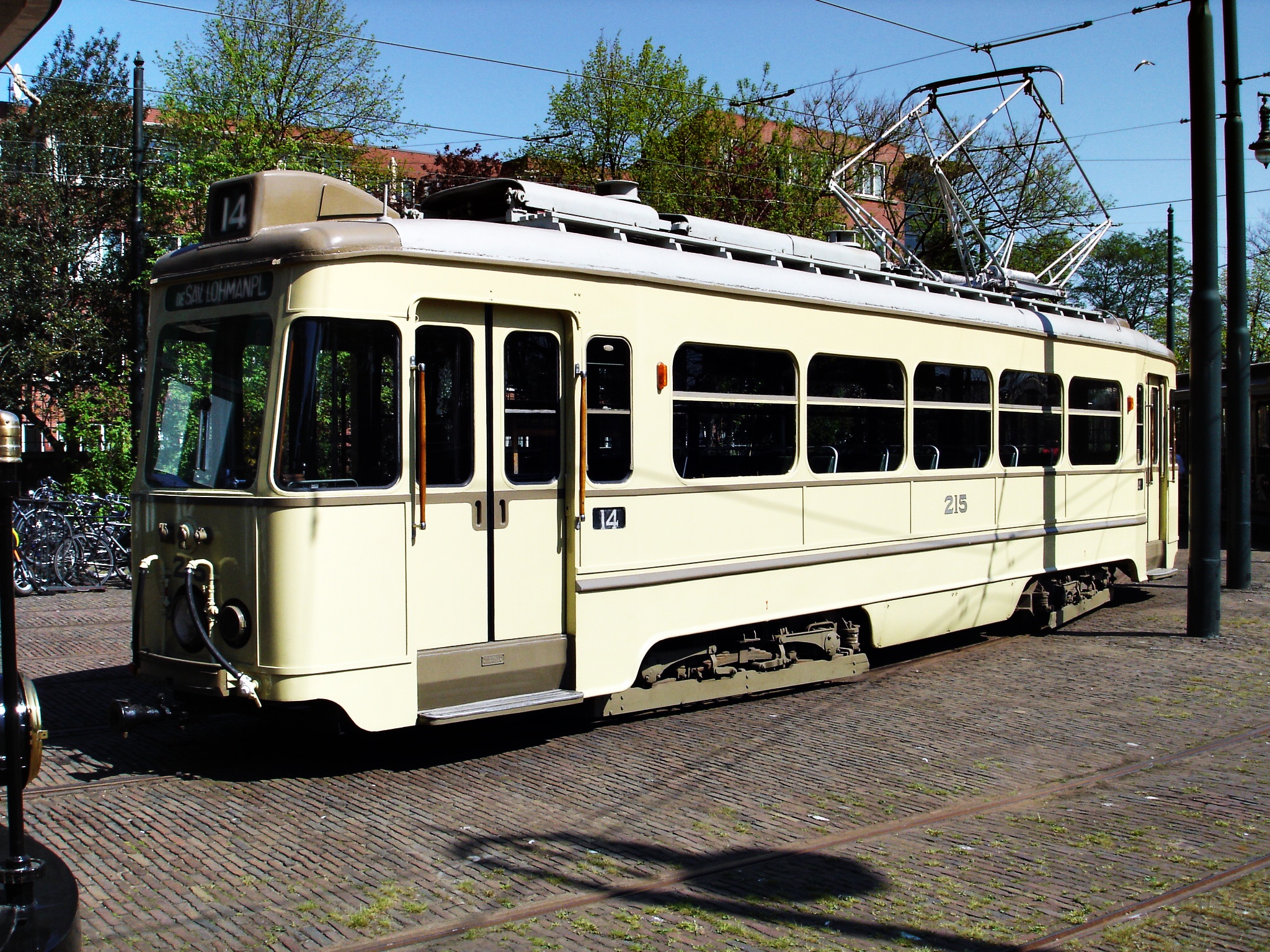
Motorwagen 215 (serie 201-216) teruggebracht in de oorspronkelijke uitvoering van 1948.

#### Aanhangwagens
Naast de bij de serie 800 beschreven bijwagens van de series 750 en 900 bezat de HTM een groot aantal andere bijwagens. In Den Haag ook wel 'achterwagens' genoemd.
- Serie 301-334 (kleine drie-, vier- en vijframers) die bestond uit meerdere kleine series van verschillende oorsprong. Kleine wagens ex-Haagse paardentram.
- Serie 350-364 (drieramers) die bestond uit 1 nieuw gebouwd model (350), 8 ex-Fordjes en 6 ex-Laagdakkers.
- Series 600-629 en 650-689 (vijframers). Deze grote serie wagens, werd door drie verschillende leveranciers gebouwd: Allan uit Rotterdam en Van der Zypen, Keulen (600-629 in 1912-1913) en Nordwaggon, Bremen) (650-689 in 1917-1923). Zij leken iets op motorwagens uit de 250-serie, met één extra zijraam. Door hun ronde balkons en daken werden ze 'koektrommels' genoemd. Ze hadden 2 eenassige onderstellen. De serie 650 had dubbele balkondeuren, waar de serie 600 enkele had. Alleen de 614 is bewaard gebleven als onderdeel van het jubileum-museumtramstel in 1964 en is tegenwoordig bij het HOVM.

#### Open bijwagens
Voor het vervoer naar Scheveningen bezat de HTM vele open bijwagens die bij mooi weer, en vooral in de zomer, werden ingezet op de vele Scheveningse lijnen (behalve lijn 11). 's Winters konden deze wagens niet worden ingezet en namen kostbare stallingsruimte in. Na de Tweede Wereldoorlog werd de inzet van open bijwagens economisch zeer duur en werden zij – tot verdriet van vele Hagenaars – na de zomer van 1956 buiten dienst gesteld en afgevoerd. Het betrof:
- Serie 400-415 en 423-452. Ex-paardentrams.
- Serie 500-506 en 507-526. Nieuwe lange wagens met open balkons waarvan de laatste deelserie 's winters met zijpanelen gemonteerd als dichte wagen konden rijden.
- Serie 550-570. Korte versie van de serie 500-526. Een deel van deze wagens is in de jaren veertig verbouwd tot gesloten aanhangwagens.
- Serie 701-710. Uit Oslo, in 1925, gekochte wagens, hun voorspelbare bijnaam werd 'Noren'.

Van alle open bijwagens zijn alleen de 402 en de 505 bewaard gebleven. De 505 werd in 1956 buiten dienst gesteld en in 1957 bestemd tot museumtram. In 1964-1967 werden de 505 en 614 samen met motorwagen 265 als jubileumtramstel 's zomers weer ingezet op de lijnen 8 en 9 en zijn tegenwoordig in de collectie van het HOVM. De 402 is in 1946 verkocht als noodwoning en kwam later terecht op camping De Vossenburght in IJhorst. In 2010 kwam deze terug naar Den Haag en is in restauratie bij de Tramweg-Stichting.

Klassiek trammaterieel, aanhangwagens
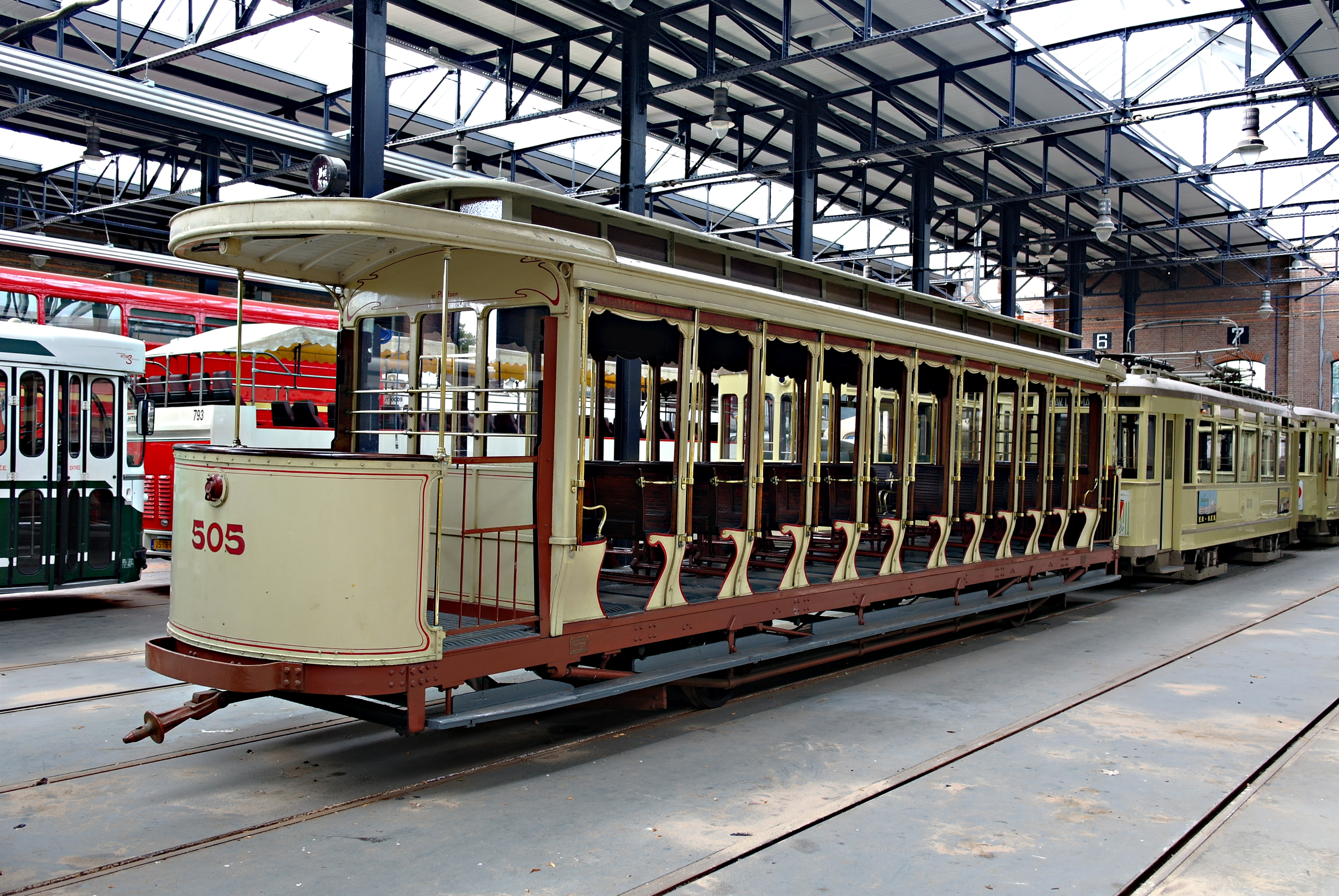
'Open' aanhangwagen, zogenaamde zomerwagen, 505 uit de serie 500-526 (1905) is in 1964 gerestaureerd.
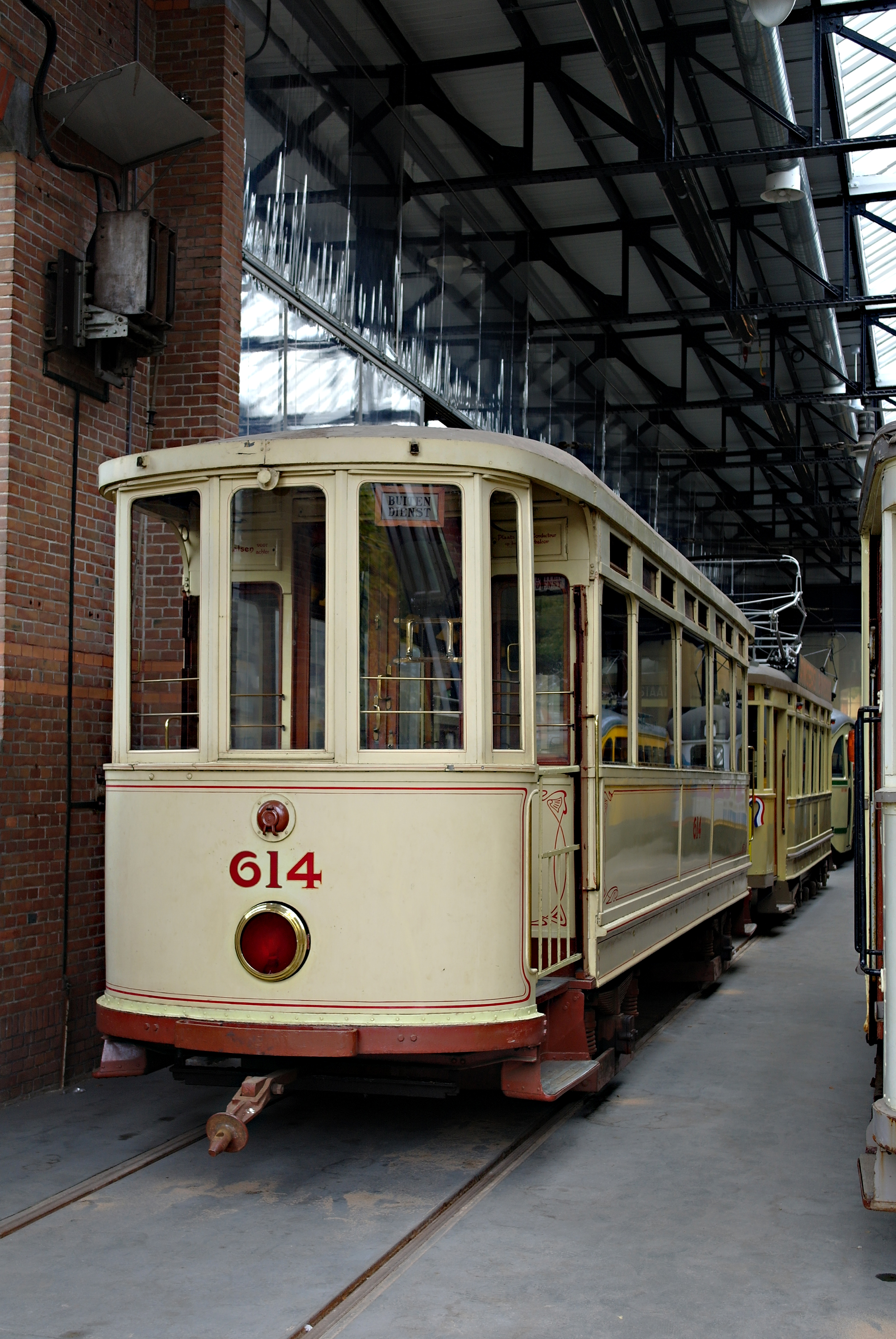
Aanhangwagen 614 uit de serie 600-629 (1912). Eerste grote serie nieuw gebouwde aanhangwagens van de HTM, bijnaam 'koektrommels' vanwege het bolle dak.
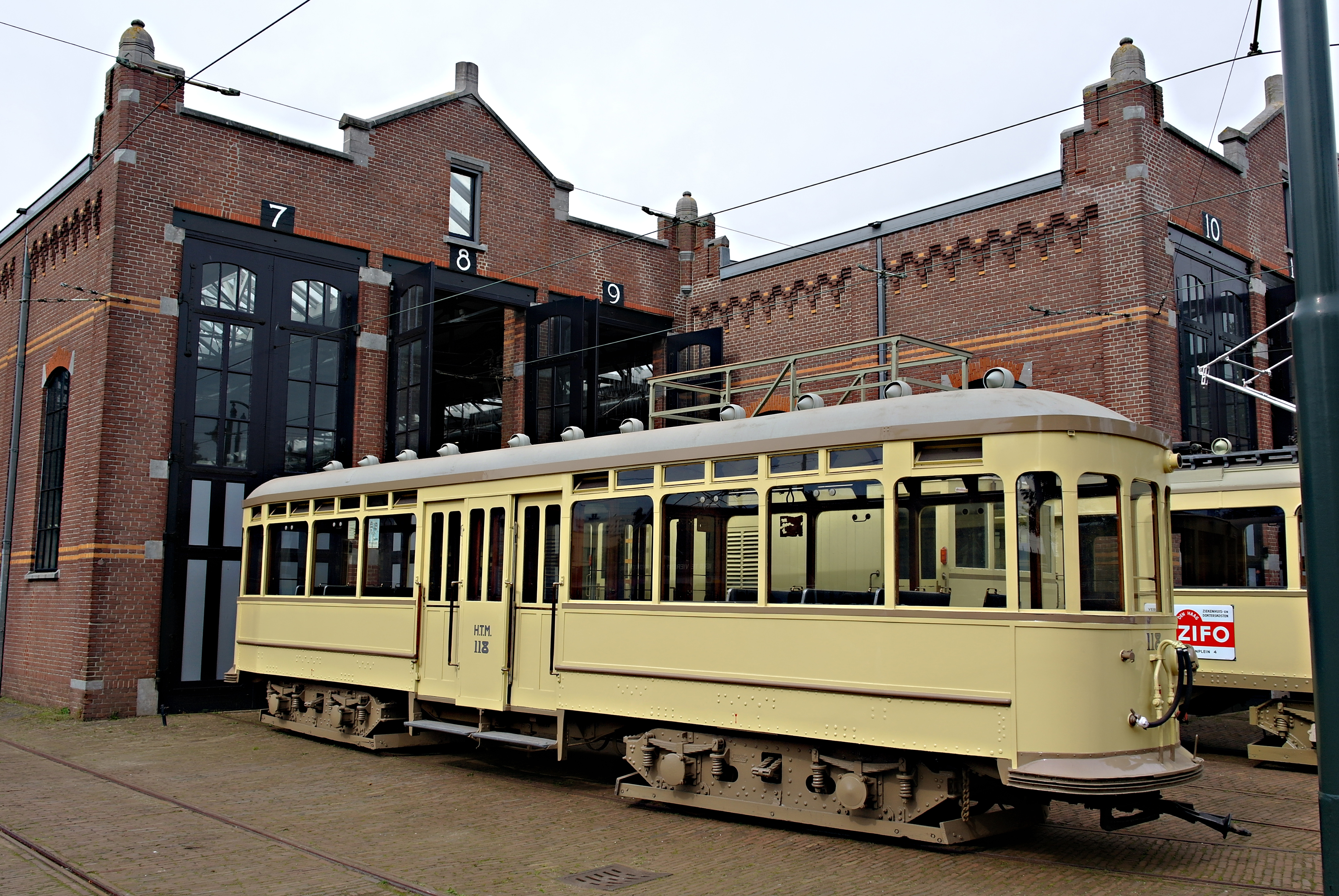
Aanhangwagen 118, een zogenaamde 'Salonwagen', jarenlang een van de boegbeelden van de Gele Tram.
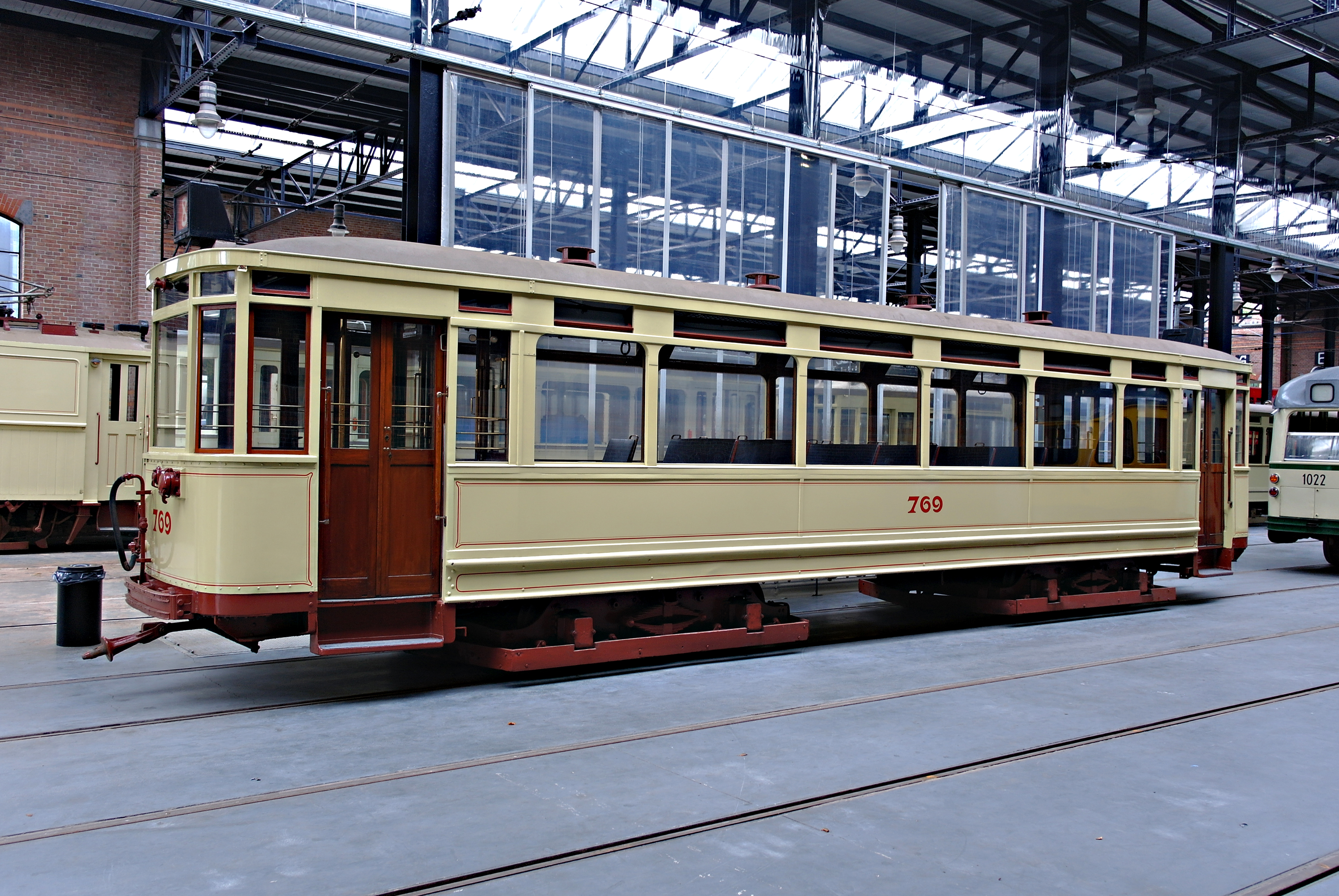
Aanhangwagen 769, gebouwd 1929, is uit de serie 751-780 waarvan de eerste 20 geschikt waren voor de intercommunale lijnen.
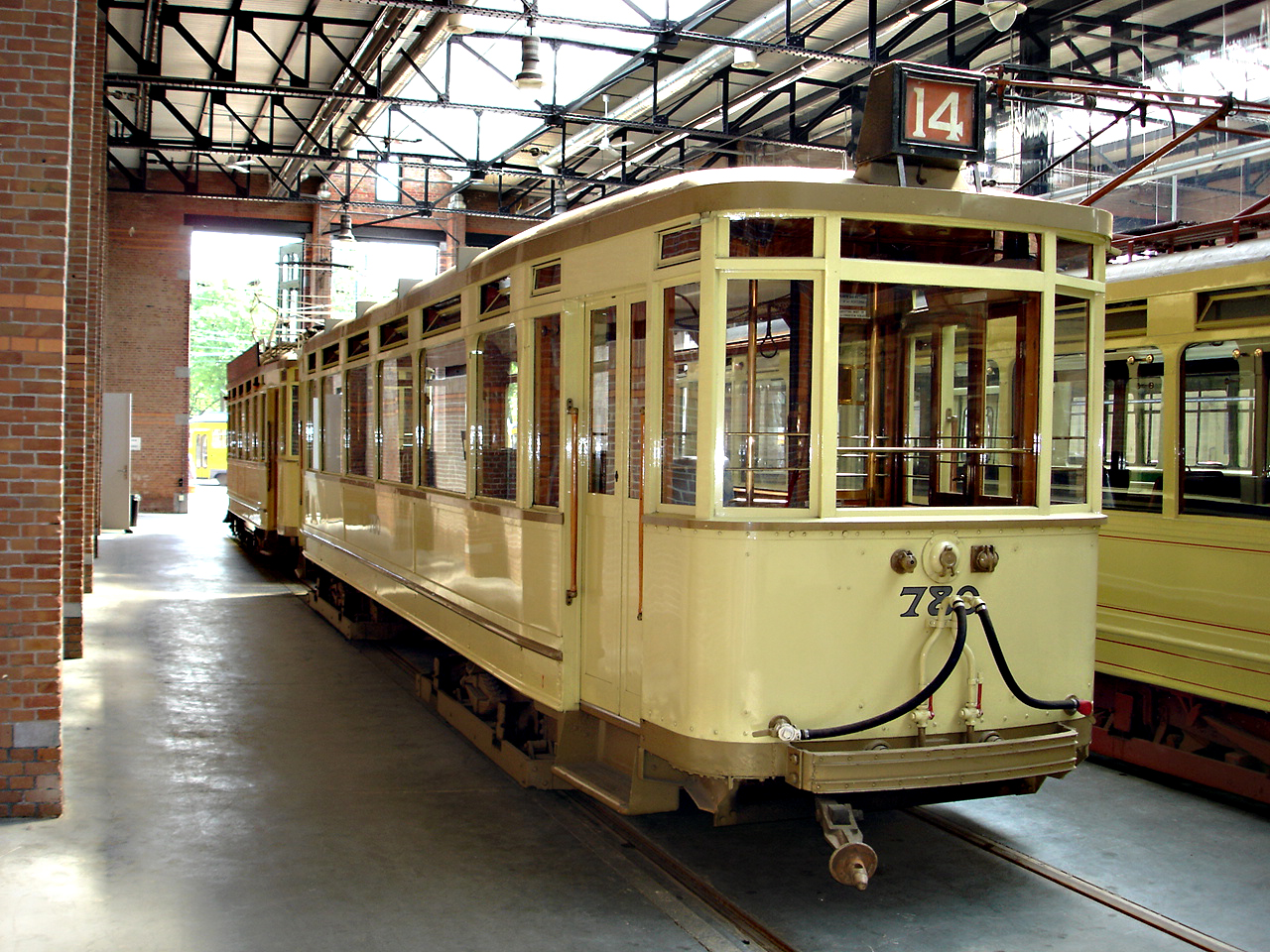
Aanhangwagen 780 is gerestaureerd in de toestand als in de jaren vijftig, als aanhangwagen van bijvoorbeeld lijn 1.

### PCC-cars
In 1949 werden de eerste twee PCC-cars, die nog geheel van Amerikaans model waren, afgeleverd. In 1952 volgde de eerste serie van 22 PCC-cars (serie 1000). Vanaf 1957 kwam een grote serie van honderd PCC-cars in dienst (serie 1100). Deze konden ook gekoppeld in treinschakeling rijden. Een groot deel van de oude trams uit het begin van de eeuw (gemoderniseerd rond 1930) werd buiten dienst gesteld. In 1963 volgden nog eens 40 PCC-rijtuigen van de serie 1200. In 1971-1974 kwamen 40 PCC-wagens van de serie 1300, waarvan de laatste vijf niet een PCC-, maar een thyristorschakeling kregen, voor een tramserie een Europese primeur (in die tijd werden ook in Göteborg en Wuppertal thyristortrams beproefd). In 1974 werden 30 PCC-cars zonder stuurstand geleverd (ook wel gemotoriseerde aanhangwagens genoemd) (serie 2100). Deze konden uitsluitend gebruikt worden als tweede wagen achter een 1300. Deze trams kregen de bijnaam 'blinde koeien'. Op 30 juni 1993 reden de laatste PCC-cars in de reizigersdienst.
Enkele wagens zijn bewaard gebleven als werkmaterieel of museumtrams. Na de officiële buiten dienststelling van de PCC's werd er in 1999 toch nog een beroep op de museumtrams gedaan om bij te springen in de dienstuitvoering. Door een groot aantal ontsporingen en aanrijdingen waren er te weinig GTL's rijvaardig en werden enkele museum-PCC's op lijn 10 ingezet. Vanaf 13 december 1999 reden de 1165 en de 1210 op lijn 10. Later sprong ook de 1304 bij. Op 31 december 1999 reden de 1304 en de 1165 voor het laatst, waarbij de 1165 echt de laatste PCC was die in de 20e eeuw op het Haagse tramnet in de normale dienst reed.

De PCC-car
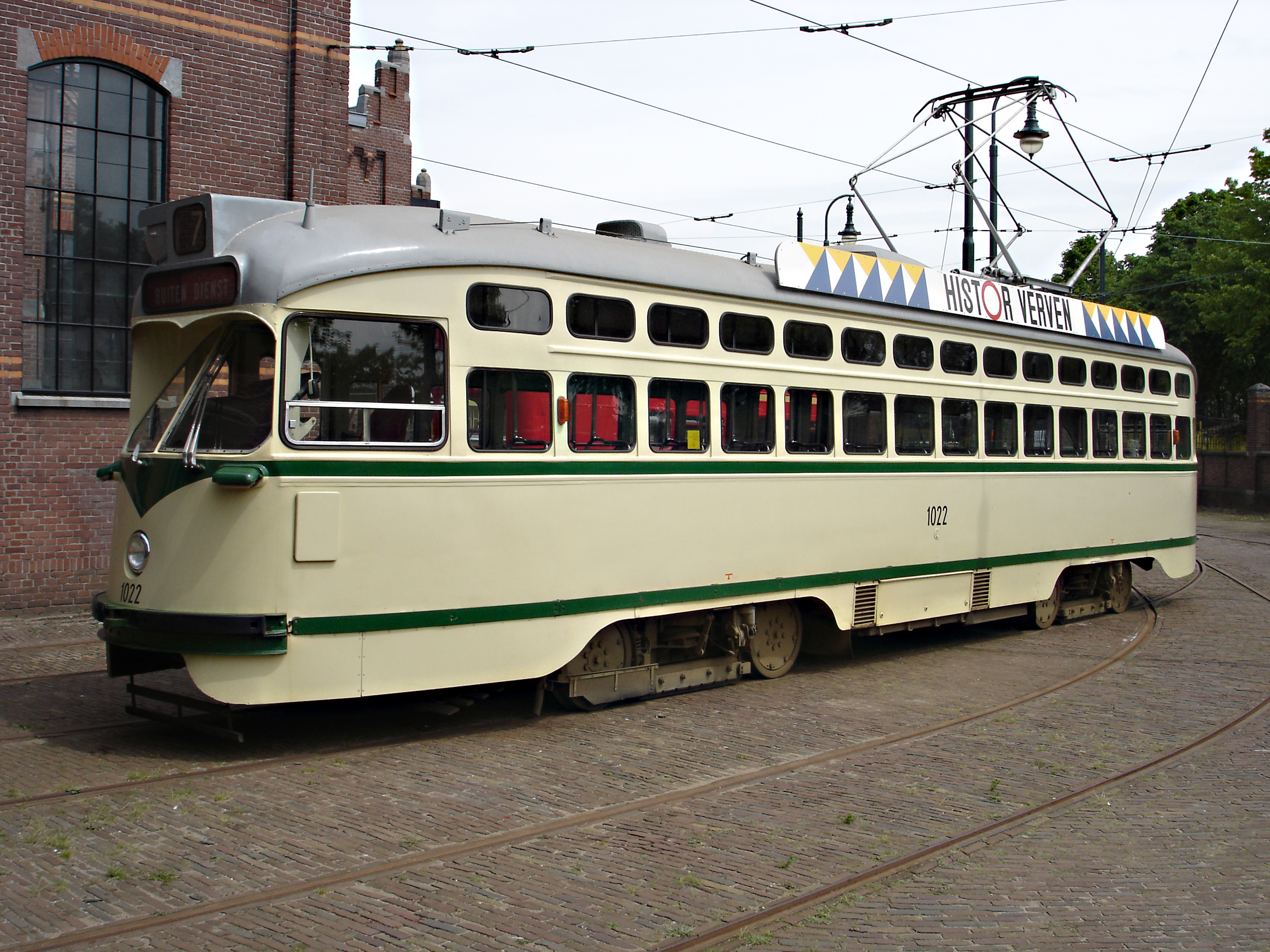
PCC-car van de eerste serie uit 1952 (serie 1000) met de kleine 'Amerikaanse raampjes' (standee windows) bij het HOVM.
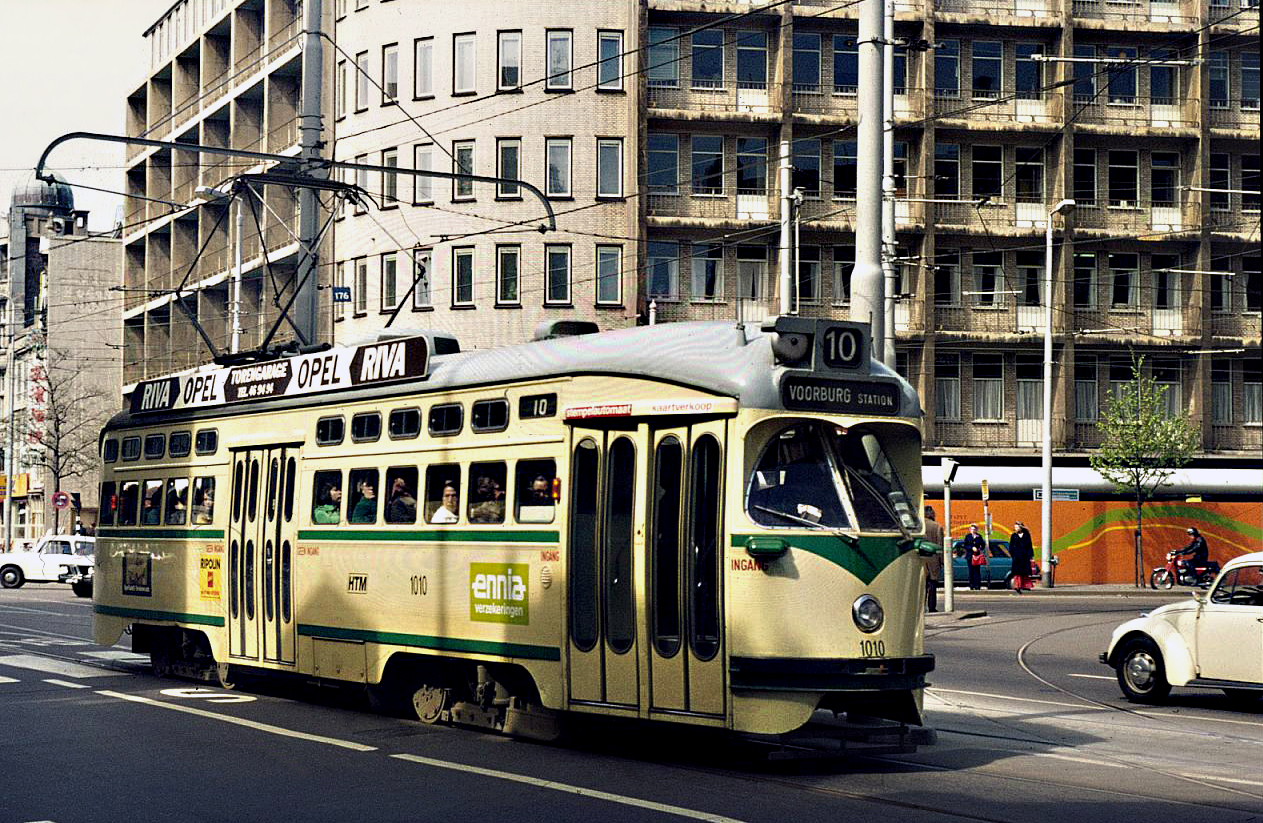
Verbouwde PCC uit de 1000-serie draait het Spui op vanuit de Grote Marktstraat; omstreeks 1975.
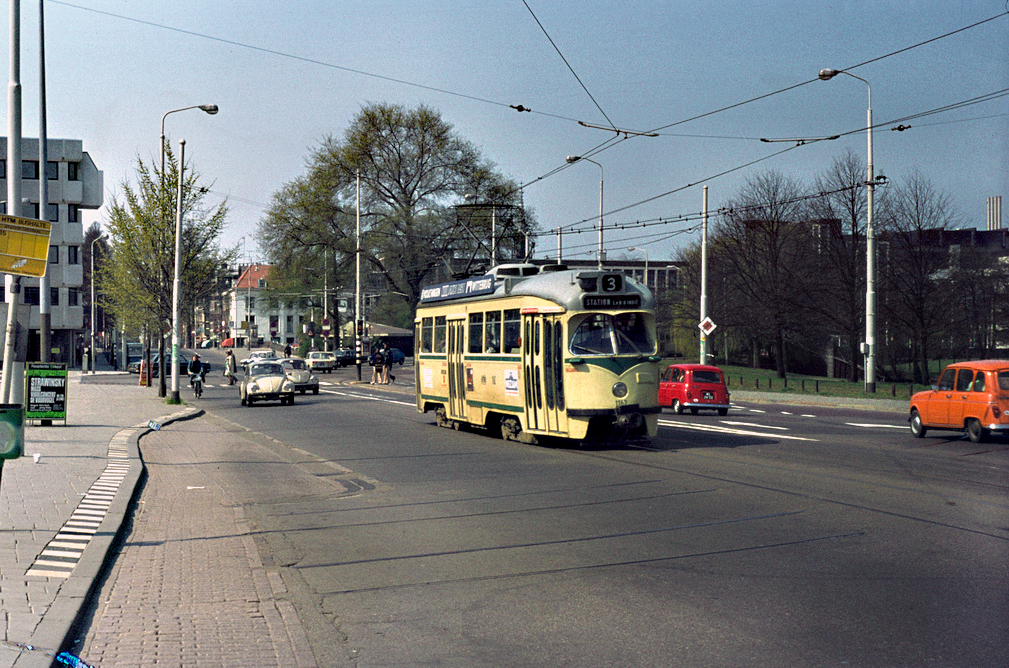
PCC 1162 op lijn 3 richting Station Laan van NOI. Bezuidenhoutseweg, ter hoogte van het Centraal Station. Opname vlak voor ingebruikname Muzenstraatviaduct; 28 mei 1976.
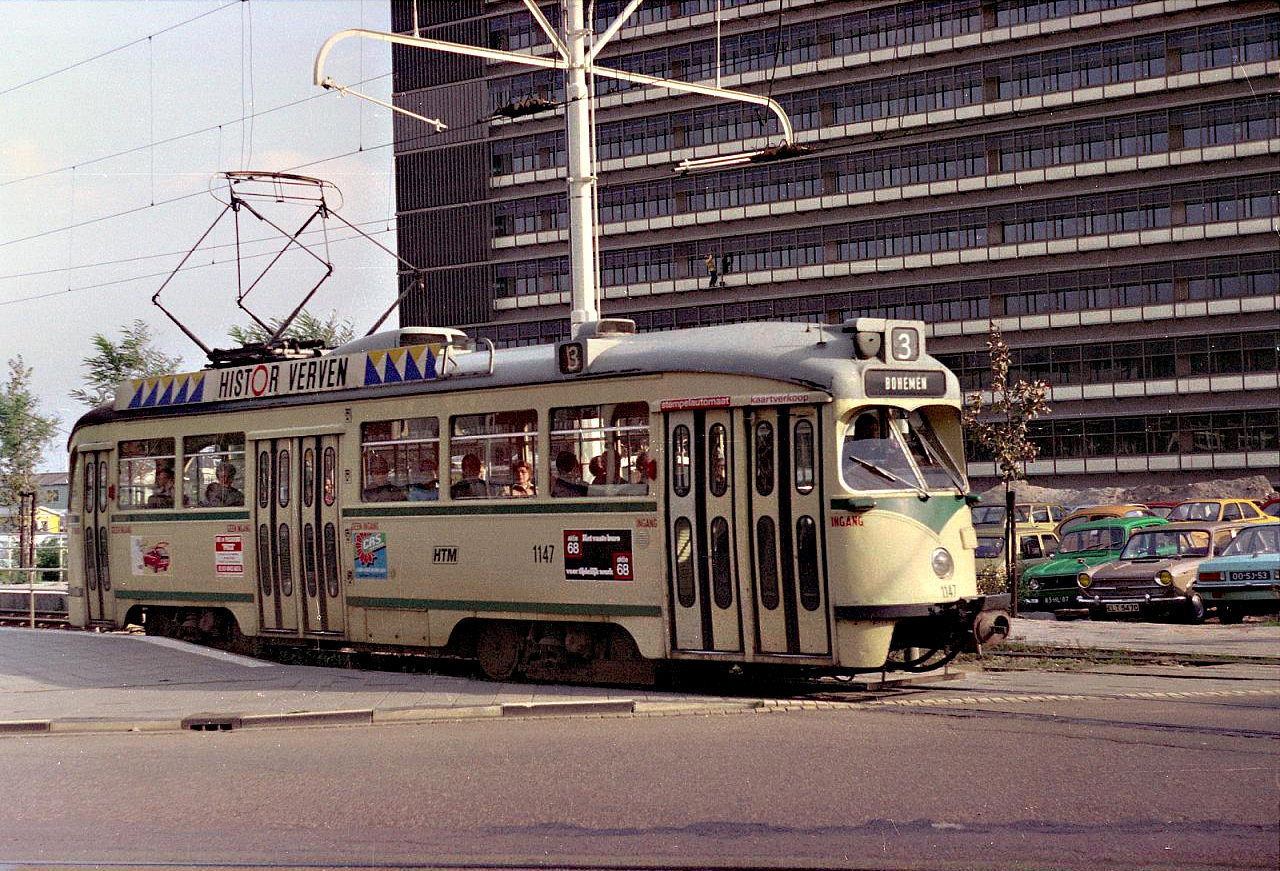
PCC 1147 verlaat de nieuwe halte Muzenstraat richting Kalvermarkt en Spui; waarschijnlijk zomer 1977.
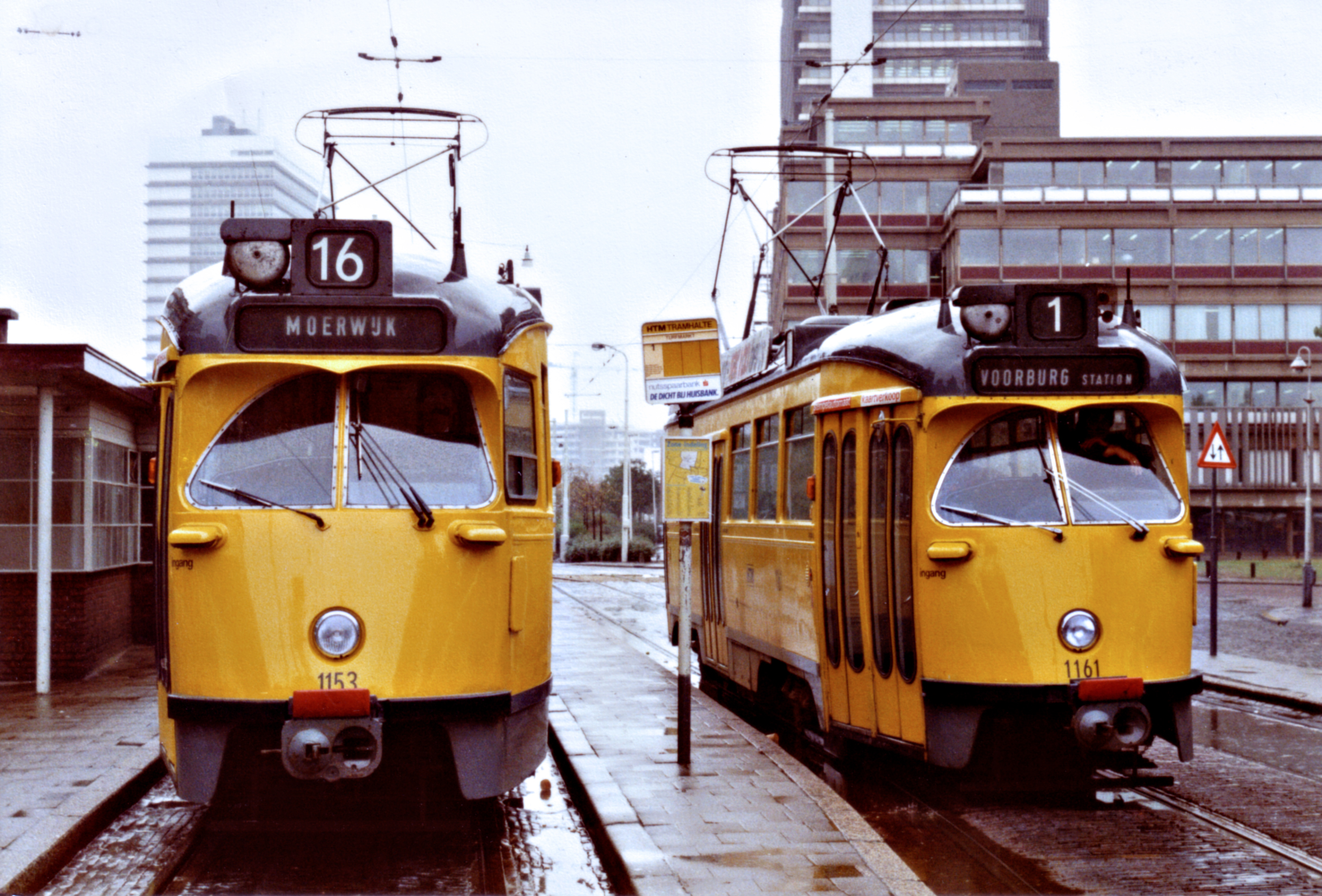
PCC's uit de serie 1100 in de kanariegele standaard openbaar vervoer kleur. Turfmarkt; 1983.
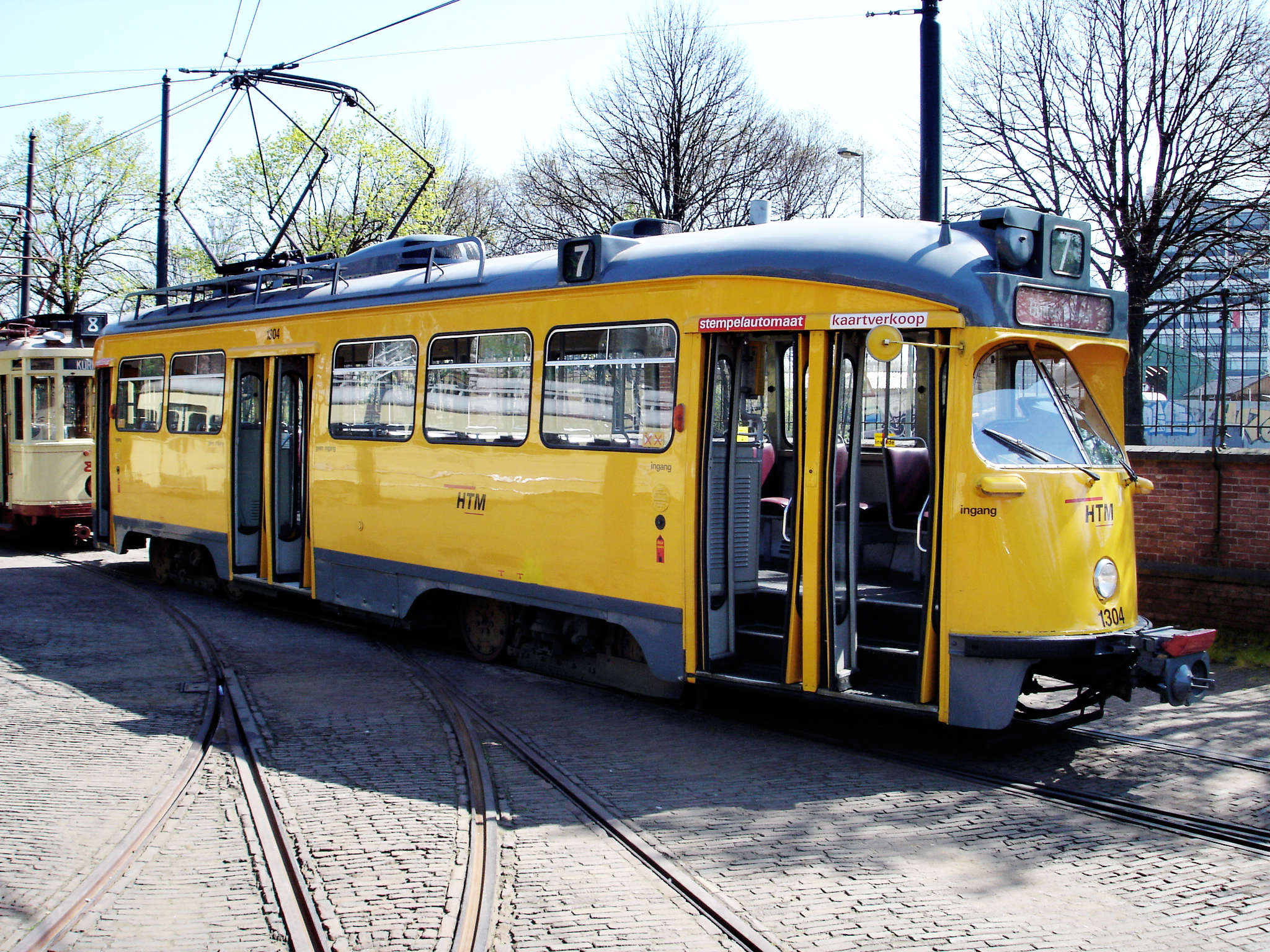
PCC 1304 uit de serie 1300, in gele kleur van de jaren zeventig, als museumtram bij het HOVM; 15 april 2007.
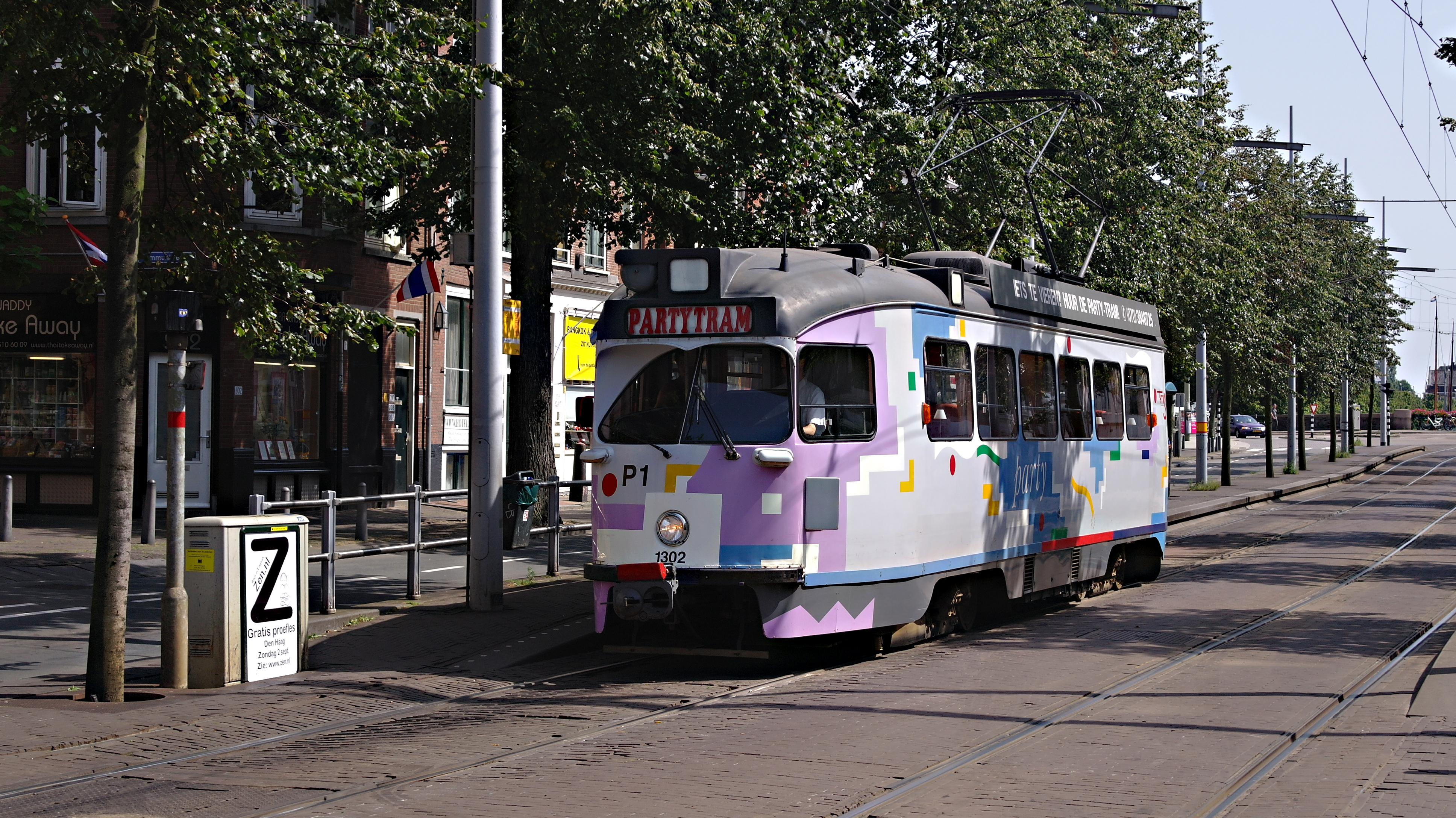
Sommige PCC-cars werden voor andere doeleinden verbouwd. Zo werd PCC 1302 Partytram P1; 29 augustus 2012.
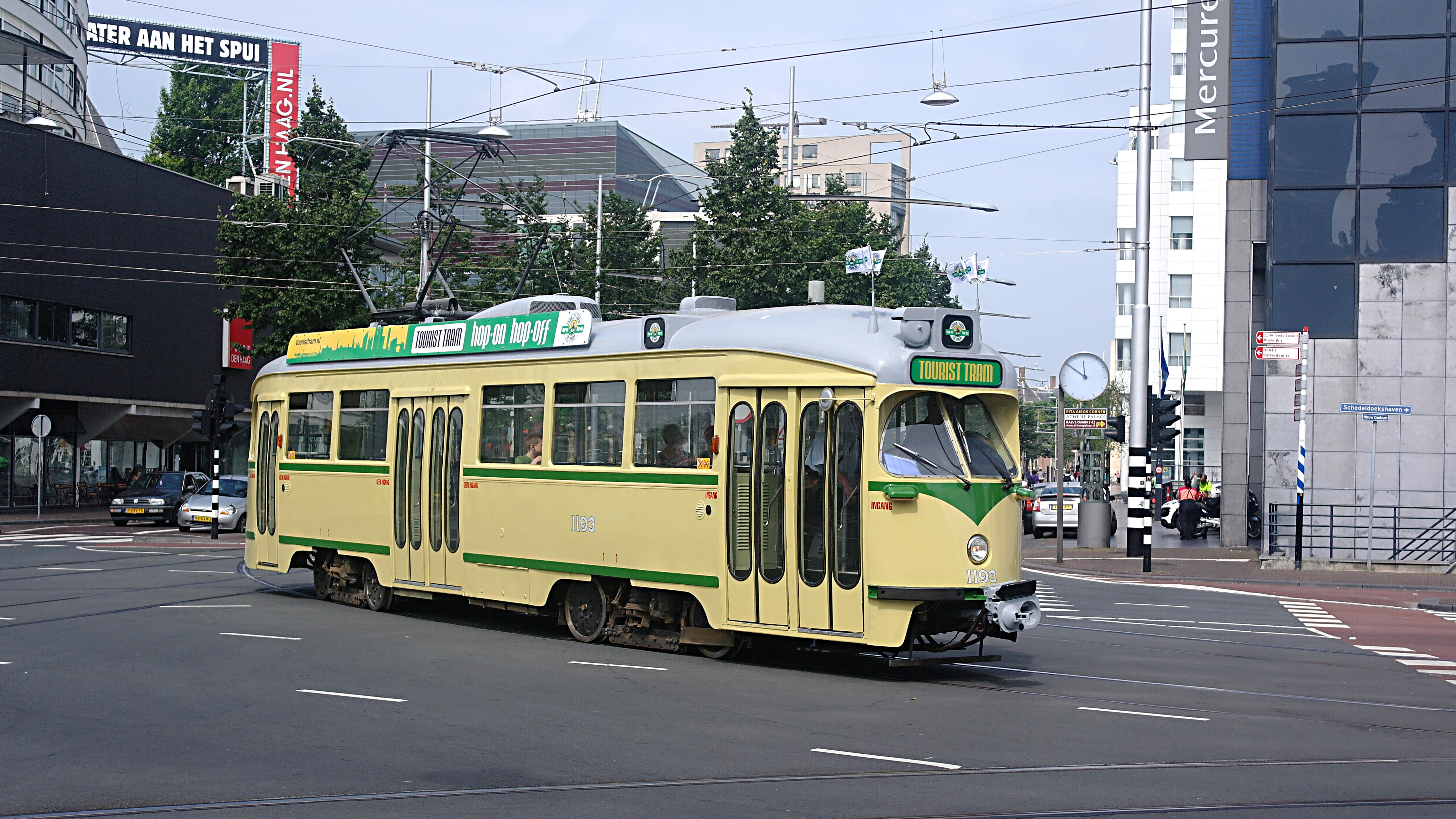
PCC 1193 in dienst als Tourist Tram op de Schedeldoekshaven; 2016.

### GTL8

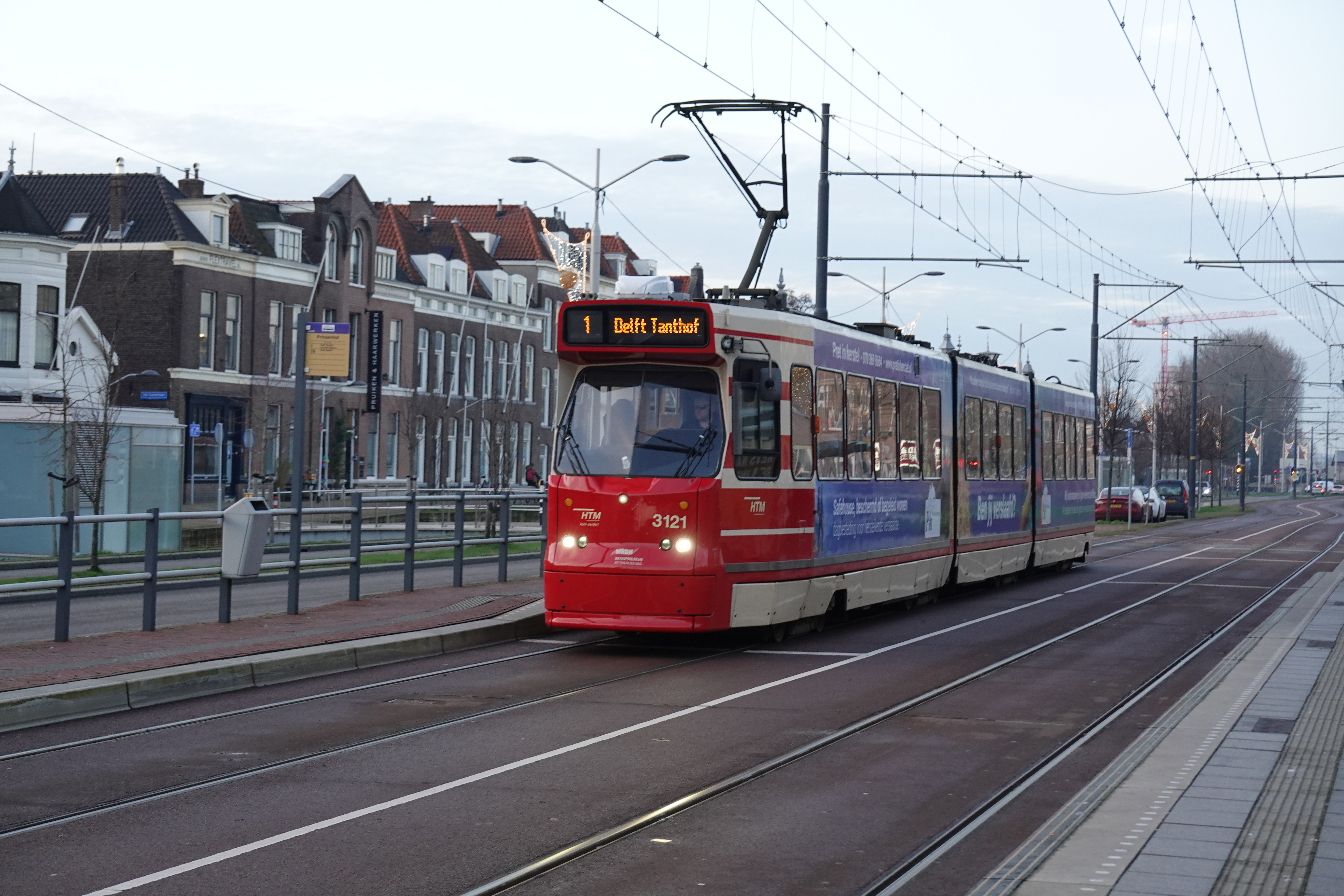
GTL 3121 in Delft, januari 2022.

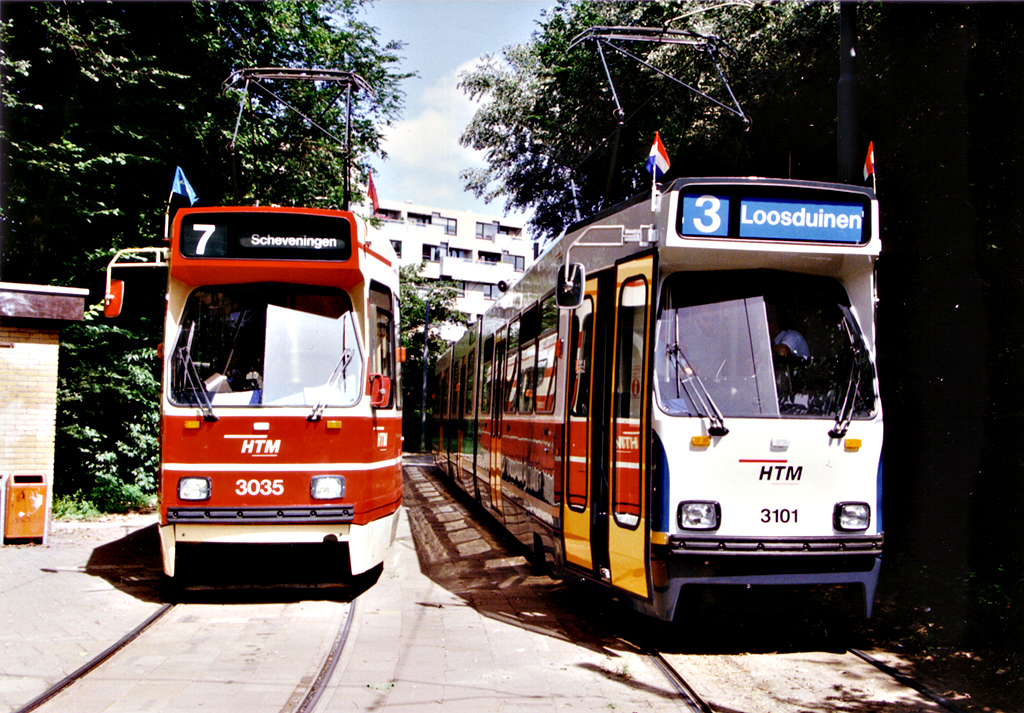
Beide uitvoeringen van de GTL aan het eindpunt Leidschendam Noord.

Met de komst van de honderd gelede trams type GTL8 van de serie 3000 in 1981-1984 werden de eerste PCC-cars afgevoerd. Dit betrof de series 1000 en 1200. Wel werd nog een deel van de draaistellen hergebruikt. De series 1100, 1300 en 2100 werden in het begin van de jaren negentig buiten dienst gesteld toen een vervolgserie van 47 gelede trams (serie 3100) werd geleverd. Na de terzijdestelling van de laatste trams van het PCC-rijtuigpark in 1993 werd het Haagse tramnet jarenlang volledig gedomineerd door de 147 dubbelgelede choppertrams van het rijtuigtype GTL8. Deze GTL8 was in 1981 de eerste grote materieelserie voorzien van vermogenselektronica in Nederland en, ná de TW6000-serie van Hannover, de tweede in Europa. HTM stelt dat het oudste materieel dat nu nog in gebruik is de geplande technische levensduur inmiddels bereikt heeft, relatief storingsgevoelig is en steeds meer onderhoud vergt. Het betreft de GTL-I serie 3001-3100. Deze zouden in 2010 vervangen moeten worden maar om verschillende redenen is deze vervanging uitgesteld en blijft een deel van deze trams nog tot circa 2017 in dienst. Dit is mogelijk door het uitvoeren van levensduurverlengend onderhoud. Met dit onderhoud werd in 2010 gestart en het werd afgerond in 2012. Tijdens dit onderhoud werd niet alleen de techniek van de trams onder handen genomen maar kregen deze ook een nieuw front dat de kans op letsel bij aanrijdingen verkleint. Met de komst van de nieuwe Aveniotrams zijn sinds 2015 de meeste GTL-I's afgevoerd.
De tweede serie stadstrams, GTL-II serie 3101-3147, afgeleverd begin jaren negentig, werd op de helft van de geplande levensduur gereviseerd. Voor deze trams is in 2012-2015 een omvangrijk onderhoudsprogramma uitgevoerd. Deze trams blijven minimaal tot 2026 in dienst en worden dan vervangen door de Haagse TINA.

De Gelede Tram Lang
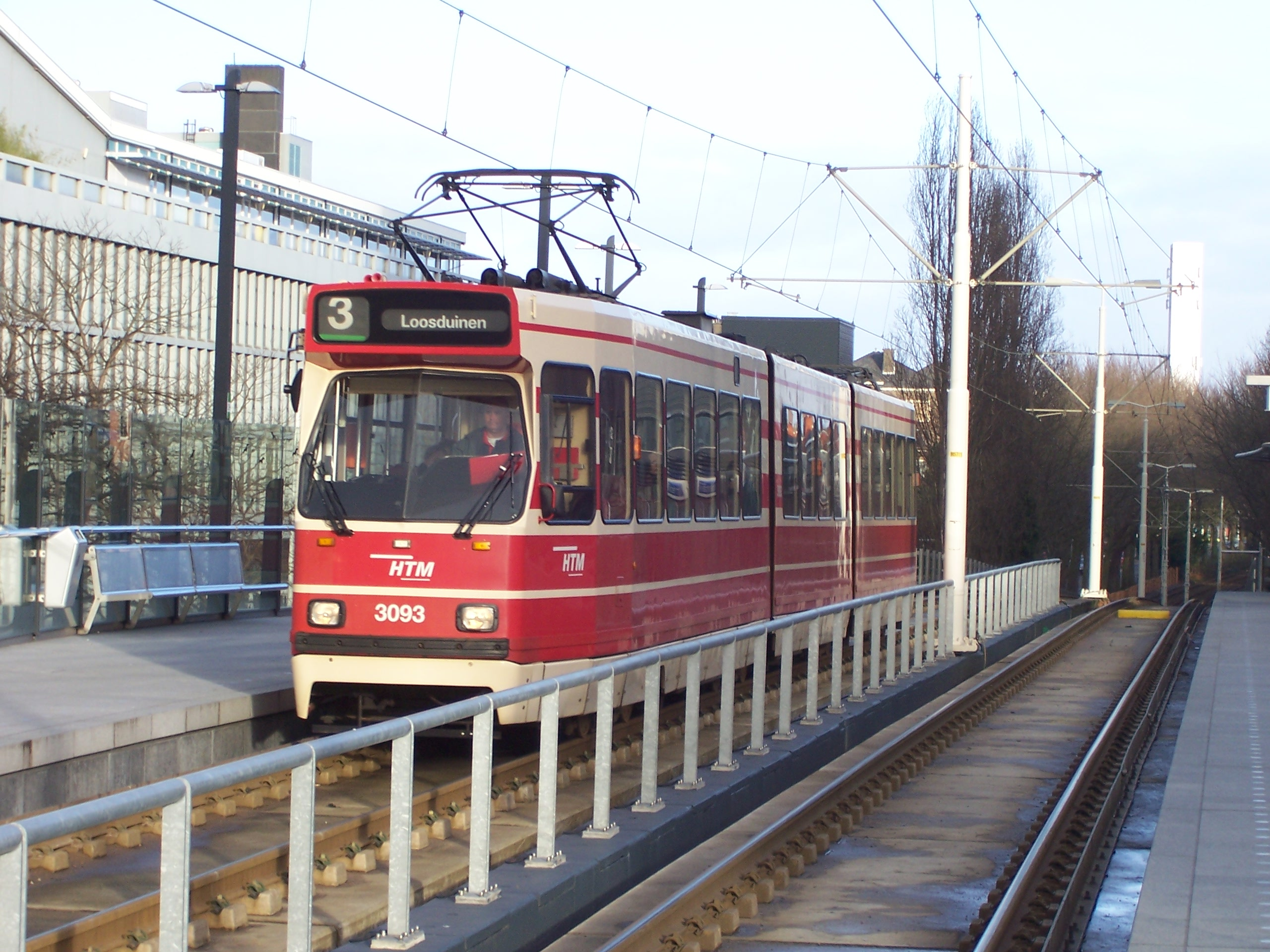
GTL 3093 op lijn 3 bij de vernieuwde tramhalte Ternoot; 21 januari 2006.
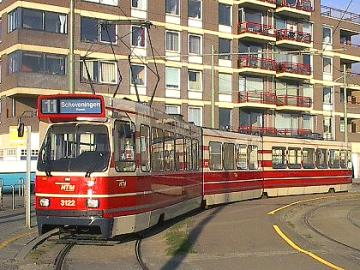
GTL8) 3122 op lijn 11 te Scheveningen Haven, 24 september 2004.
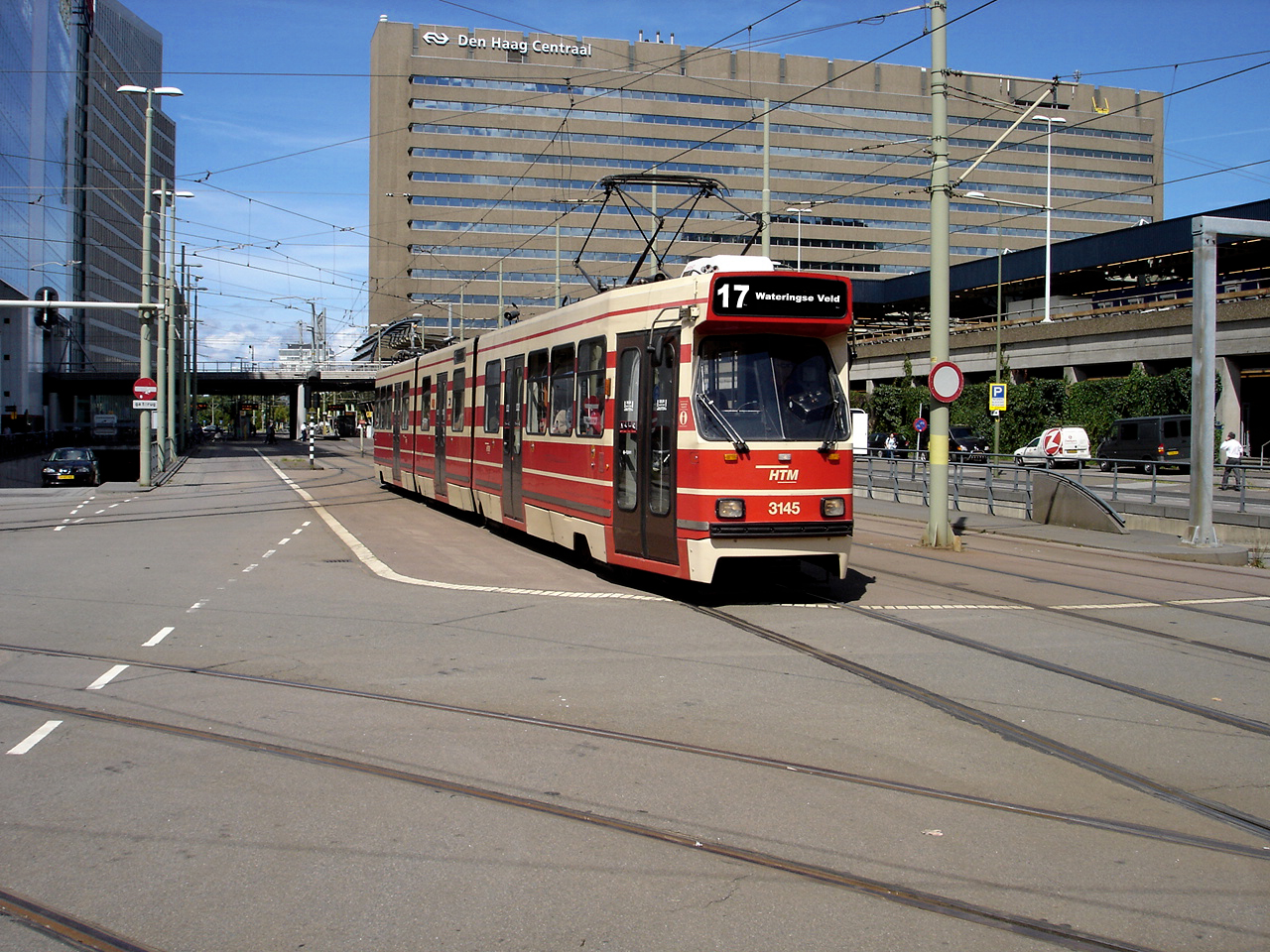
GTL 3145 in de Rijnstraat onderweg naar Wateringse Veld, 15 augustus 2007.
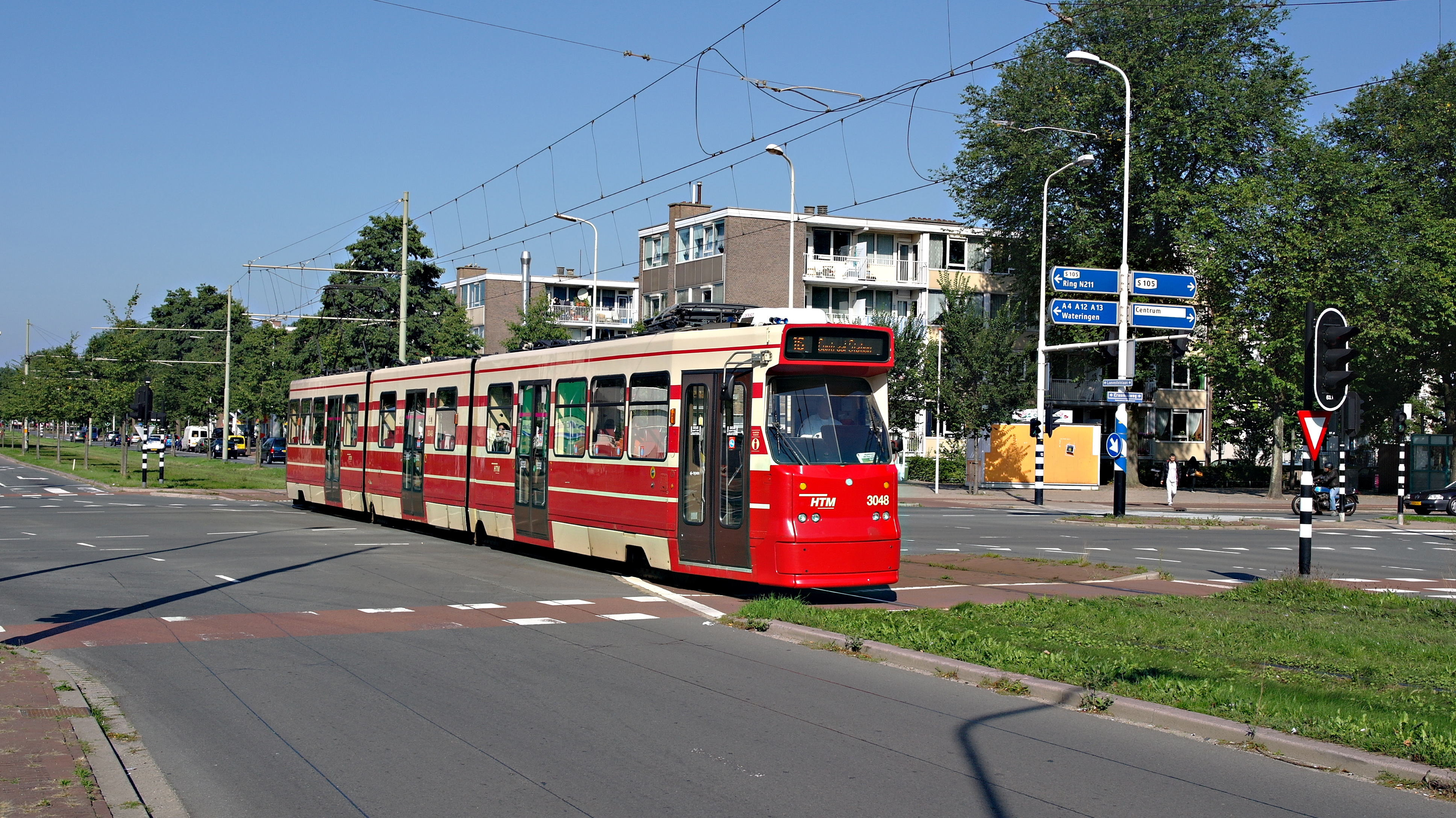
GTL 3048 met 'botsneus' op de Loevesteinlaan, 27 september 2013.

### TW6000

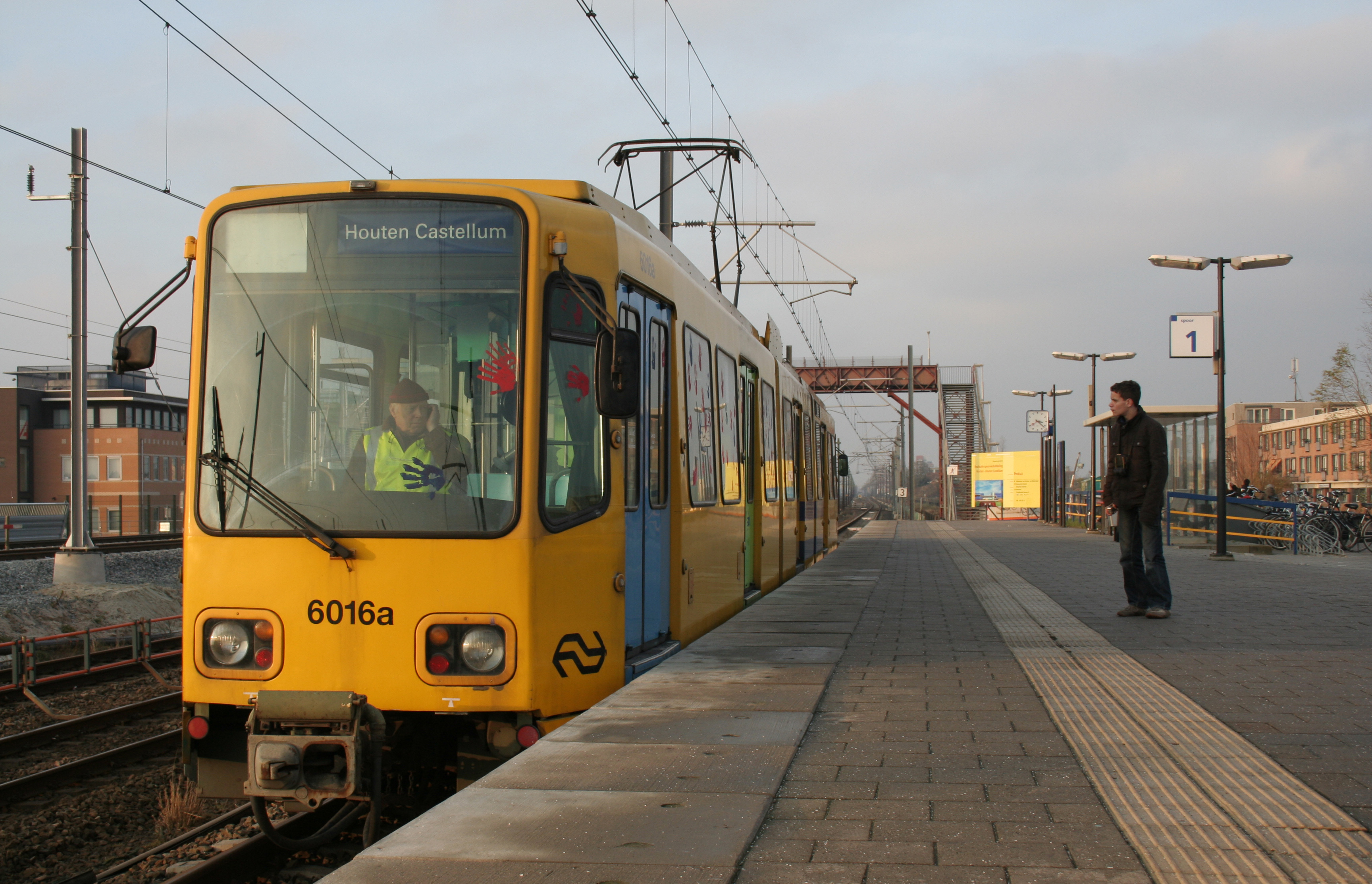
HTM 6016 (type TW6000) op de Tramlijn Houten - Houten Castellum te Houten, 13 december 2008.

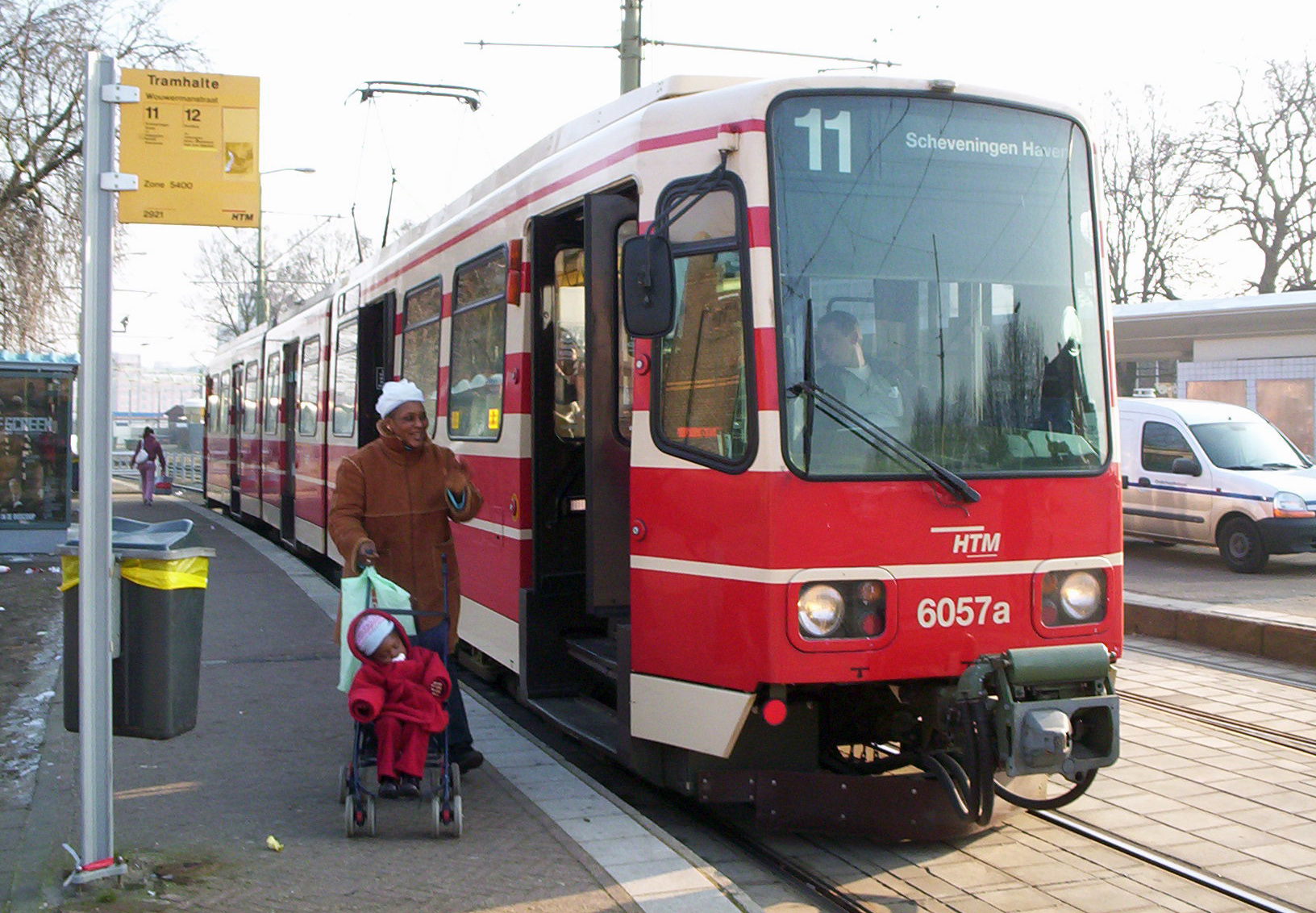
HTM 6057 (type TW6000) op tramlijn 11, 19 februari 2011.

Vanaf eind 2002 reden er zes TW6000-trams uit Hannover, die HTM gekocht had van het vervoerbedrijf Üstra (Überlandwerke und Straßenbahnen Hannover AG), het Stadtbahn- en trambedrijf van diezelfde stad. (Het was de tweede keer in HTM-tijd dat men tweedehands motorwagens inzette. In 1946 kocht HTM Allan-wagens uit Rotterdam (de serie 171-184) die in 1953 werden afgevoerd). De 'Hannoveranen' behielden de oorspronkelijke wagennummers maar werden wel in de roodcrème kleurstelling van de GTL's geschilderd. Toch waren ze eenvoudig te herkennen, doordat ze, anders dan de Haagse trams, aan beide zijden deuren hadden. De trams werden tot voorjaar 2005 ingezet op lijn 11. Alleen daar konden zij ingezet worden omdat ze 5 centimeter breder zijn dan de GTL-trams. Om ingezet te kunnen worden, moesten langs lijn 11 perronkanten iets worden afgeslepen. Dit was ook omdat deze trams uitklappende tredes hebben. Bestuurders moesten apart worden opgeleid en elektrotechnische storingen moesten worden verholpen. Begin juli 2005 werden deze trams buiten dienst gesteld. Het exploiteren bleek een kostbare en niet succesvolle aangelegenheid. Het materieel is enkele jaren later verkocht aan het trambedrijf van Boedapest (de 6016 is gesloopt). Twee trams uit dezelfde serie waren al eerder aangekocht. Van 2001 tot 2008 werd met een van deze trams (6016, regulier stel, 6021 was reservestel) in gele kleur ingezet op de NS-verbinding Houten – Houten Castellum.

### Flexity Swift A32
Zes stellen waren van 2003 tot december 2009 eigendom van HTM Personenvervoer in Den Haag. Zij werden onder de nummers 6101-6106 in Nederland ingezet door NS Reizigers op de spoorlijn Gouda - Alphen aan den Rijn ter voorbereiding op de geplande lightraillijn (de RijnGouwelijn), een project dat in 2012 is afgeblazen.

### RegioCitadis

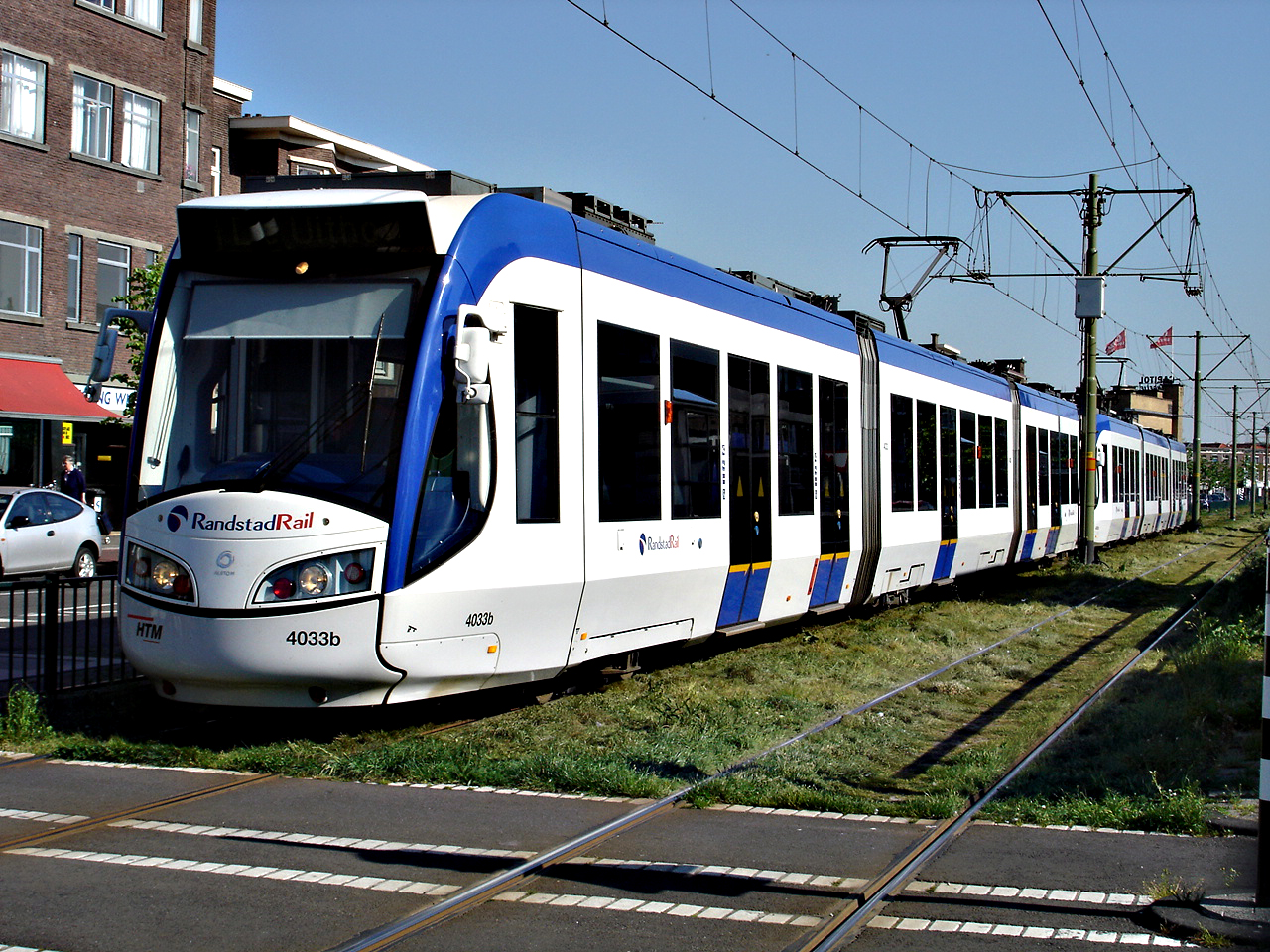
De RegioCitadis is het op een na nieuwste materieel van de Haagse tram, en rijdt op de lijnen van RandstadRail, 9 mei 2008.

Voor de lijnen van RandstadRail 3 en 4 heeft HTM 54 nieuwe sneltrams van het type RegioCitadis aangeschaft. Deze voertuigen zijn op deze lijnen operationeel sinds 29 oktober 2006 (RR 4) en 12 februari 2007 (RR 3). Sinds begin november 2008 is dit aantal door een nabestelling van 18 RegioCitadissen tot 72 RR-rijtuigen uitgebreid, waarvan één voertuig (4015) na een zware botsing uit dienst is gehaald.
Tramlijn 19 rijdt vanaf 7 oktober 2013 met RegioCitadis-sneltrams.

Haagse RegioCitadis
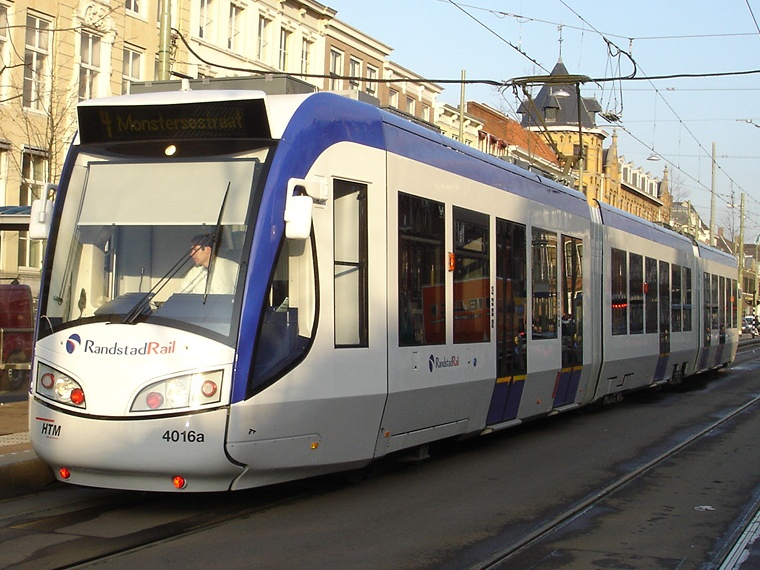
RC 4016 op RandstadRail 4 op de Prinsegracht in Den Haag, 15 november 2006.
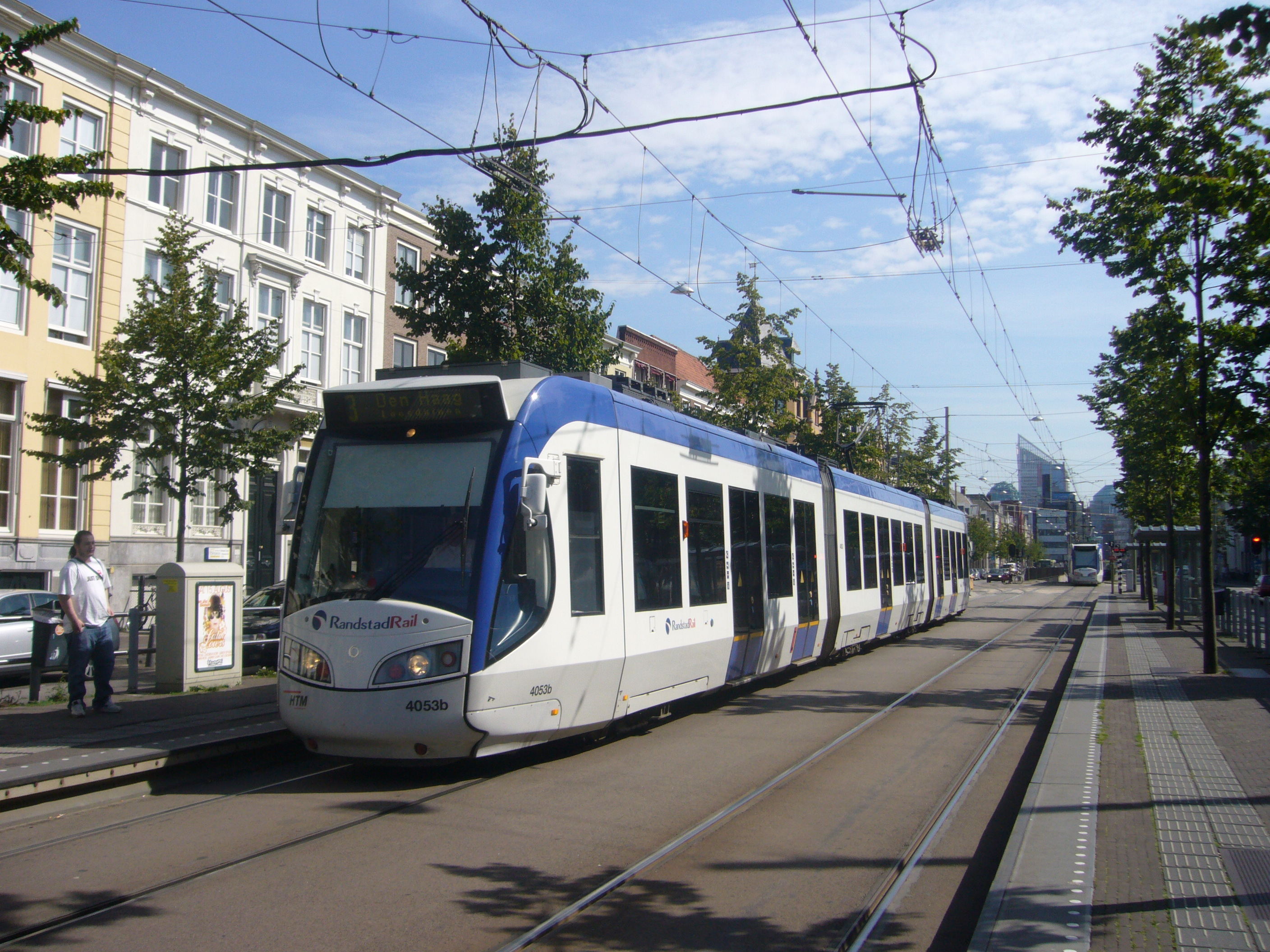
RC 4053 op RandstadRail 3 op de Prinsegracht in Den Haag, 5 augustus 2009.
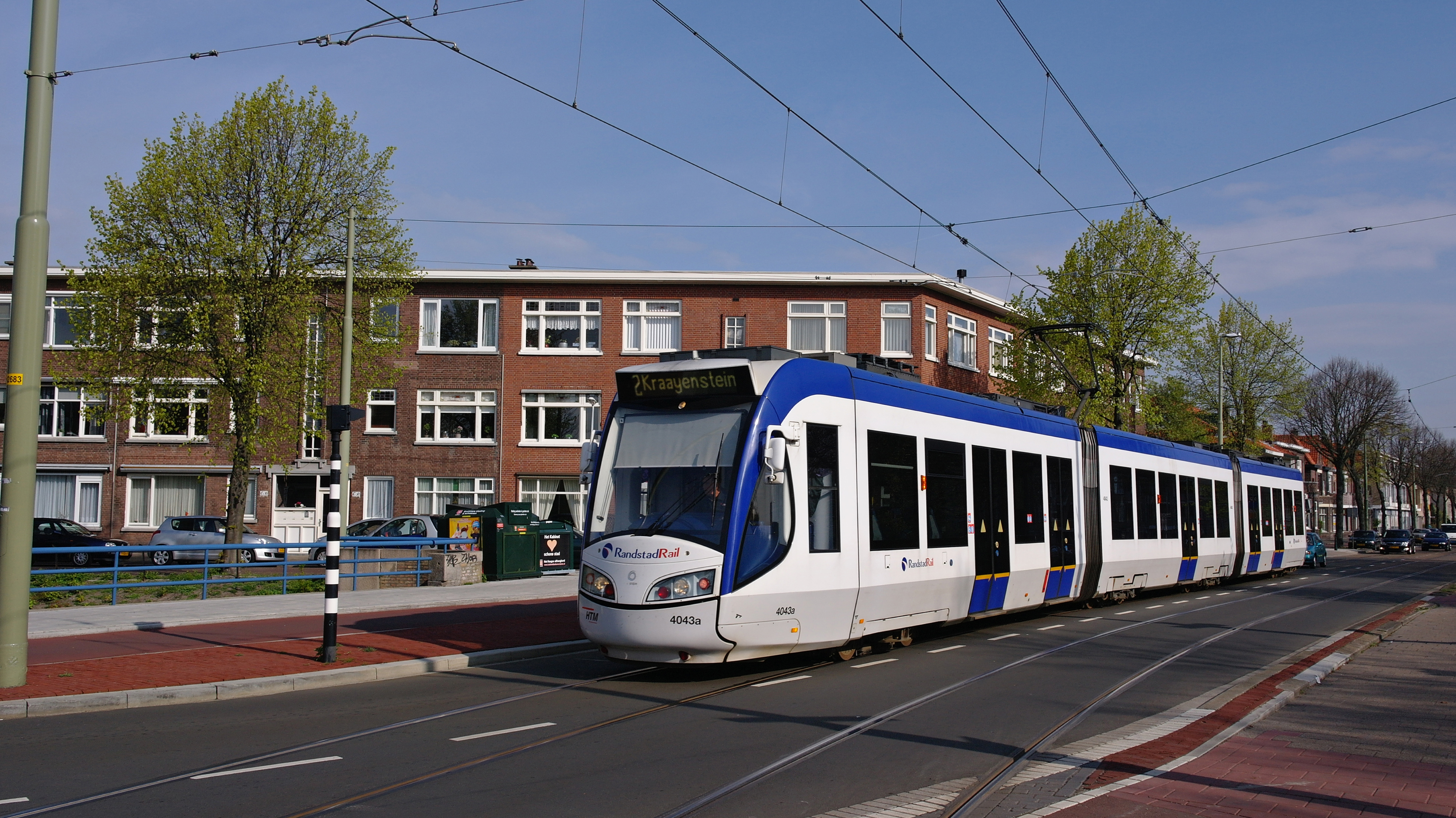
RC 4043 op RandstadRail 2 in de buurt van Kraayenstein (Lippe Biesterfeldweg, 25 april 2012).
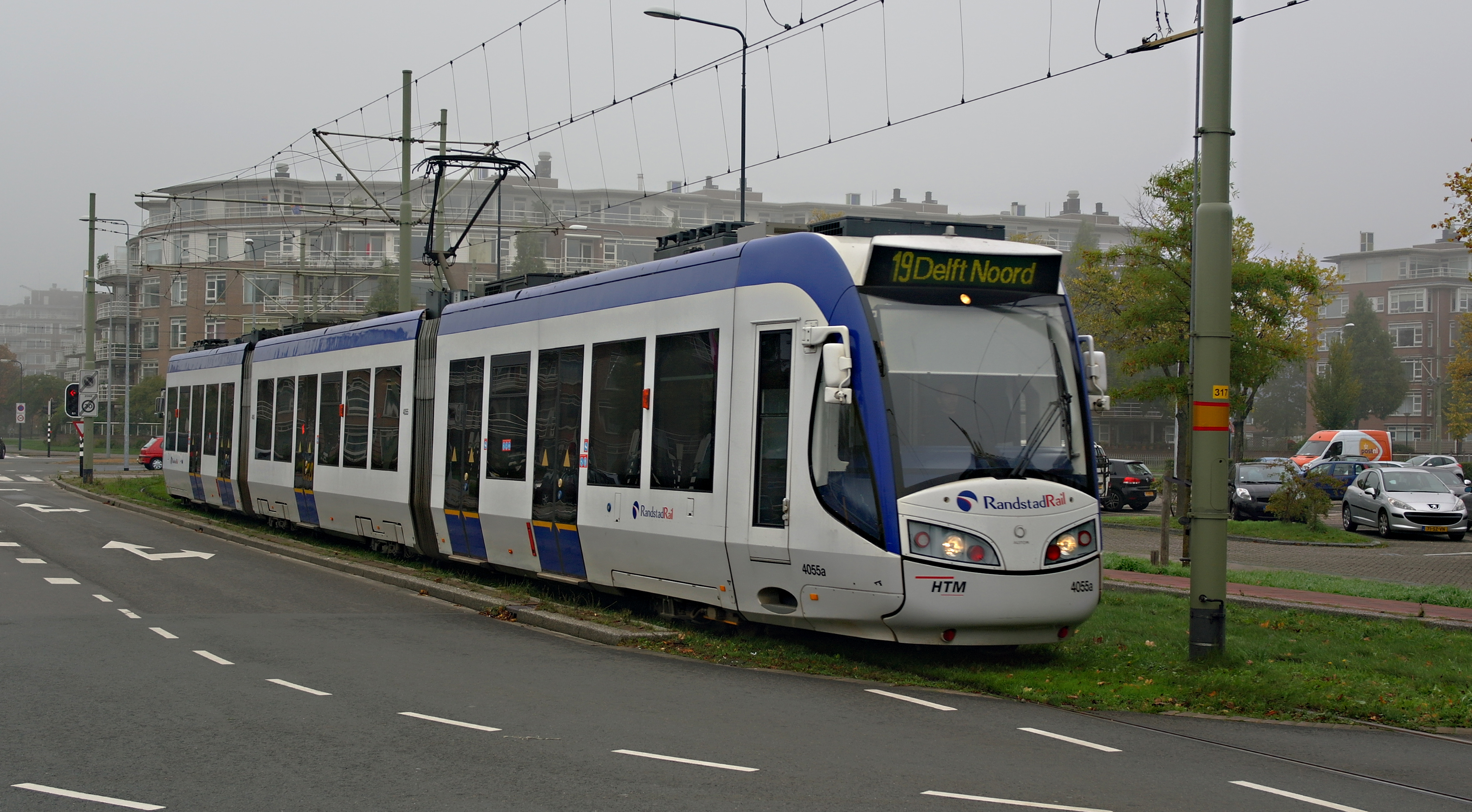
RC 4055 op tramlijn 19 bij Weigelia in Leidschendam, 18 oktober 2013.

### Avenio

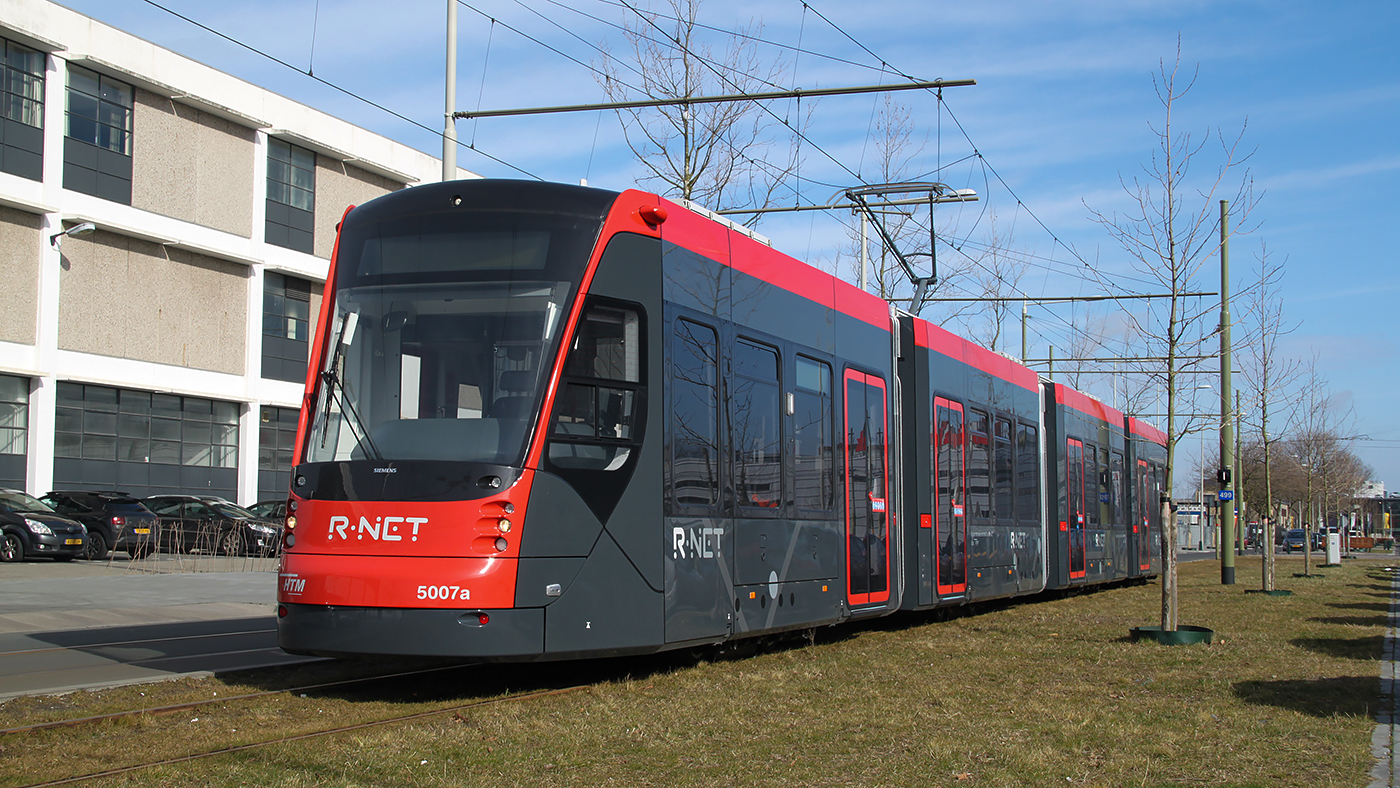
Avenio 5007 op een testrit; 5 maart 2015.

In 2014 heeft de HTM 60 nieuwe stadstrams van het type Avenio aangeschaft, waarvan 20 voertuigen als nabestelling. Deze voertuigen vervangen een deel van de oudste GTL-trams, met name uit GTL-I serie. De nieuwe stadstrams werden gefaseerd ingezet op de lijnen 2, 9, 11, 15, 16 en 17. Op 2 november 2015 werd de eerste Aveniotram ingezet op lijn 2. In 2019 werd de nabestelling van 10 voertuigen afgeleverd, waardoor het aantal voertuigen is uitgekomen op 70.

### TINA
In december 2022 heeft de HTM 62 nieuwe stadstrams van het type TINA besteld, waarvan zes als bijbestelling. Deze trams zijn bestemd voor de lijnen 1, 6 en 12, die dan ook integrale toegankelijkheid gaan bieden. Volgens planning gaat dit materieel rijden vanaf 2026. Deze trams worden langer en breder dan het type GTL dat zij gaan vervangen. Ingrijpende infrastructurele aanpassingen zijn nodig om dit mogelijk te maken.

## Museumtrams
In Den Haag is sinds de jaren zestig een grote collectie Haagse museumtrams opgebouwd. Het eerste museumtramstel werd in 1964 gerestaureerd door de HTM. Ter gelegenheid van het eeuwfeest van de Haagse tram werd dit tramstel 265 + 506 + 614 in de zomers van 1964 tot 1967 gebruikt voor ritten met publiek op de Haagse tramlijnen 8 en 9 tussen Station Den Haag HS en Scheveningen. Vanaf 1965 nam de Tramweg-Stichting het initiatief om oude Haagse trams voor het nageslacht te bewaren. Een groot deel van de Haagse museumtrams werd later ondergebracht in de Stichting Haags Tram Museum.
Sinds de viering van het 125-jarige bestaan van de Haagse tram in 1989 is het materieel te bezichtigen in het Haags Openbaar Vervoer Museum in de remise Frans Halsstraat, van waaruit ook regelmatig tramritten door Den Haag worden gemaakt.

### Tramjubilea
De eerste tram in Den Haag reed in 1864, de eerste beugeltram in 1904. Twee keer werd er bij een eeuwfeest een jubileum gevierd: in 1964 en in 2004. Ook het 125-jarige bestaan in 1989 en het 150-jarige bestaan in 2014 werden gevierd.
Bij het jubileum in 1964 werd voor het eerst museummaterieel ingezet, het pas gerestaureerde 'jubileumstel' 265 + 505 + 614 reed ritten voor publiek op de lijnen 8 en 9. In 1989, 2004 en 2014 werd er op uitgebreidere schaal met de inmiddels gegroeide collectie museumtrams gereden. In deze jaren was er telkens een optocht met oud tot modern materieel en waren er diverse ritten met museumtrams voor publiek op verschillende lijnen van het tramnet. Ook konden er telkens nieuwe aanwinsten van het rijvaardige museumtrampark gerestaureerd in dienst gesteld worden.

150-jarig jubileum
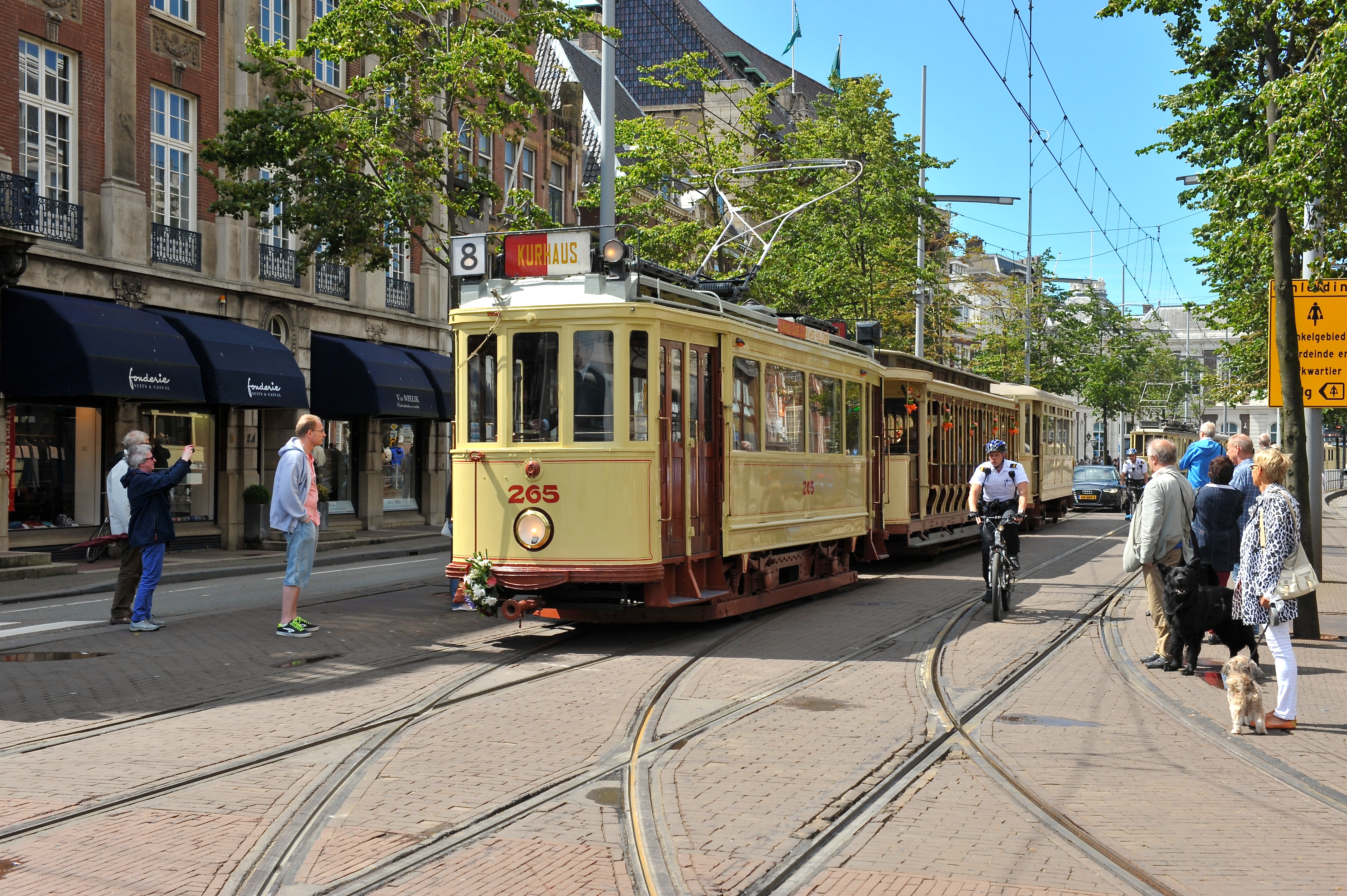
Tramstel 265 + 505 + 614 tijdens de optocht van 5 juli 2014.
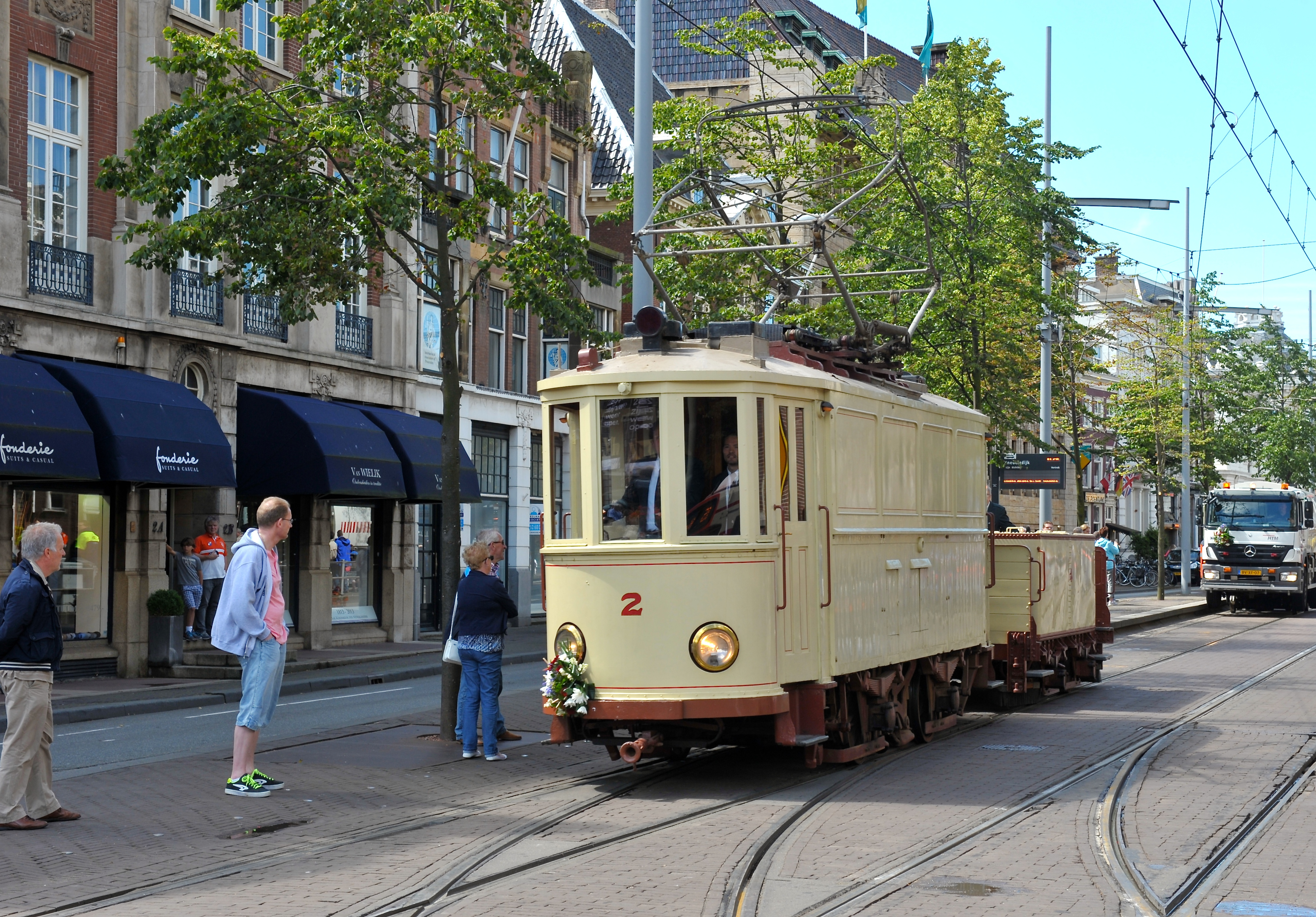
Werkwagen 2 met pekelaanhangwagen 14 tijdens de optocht van 5 juli 2014.
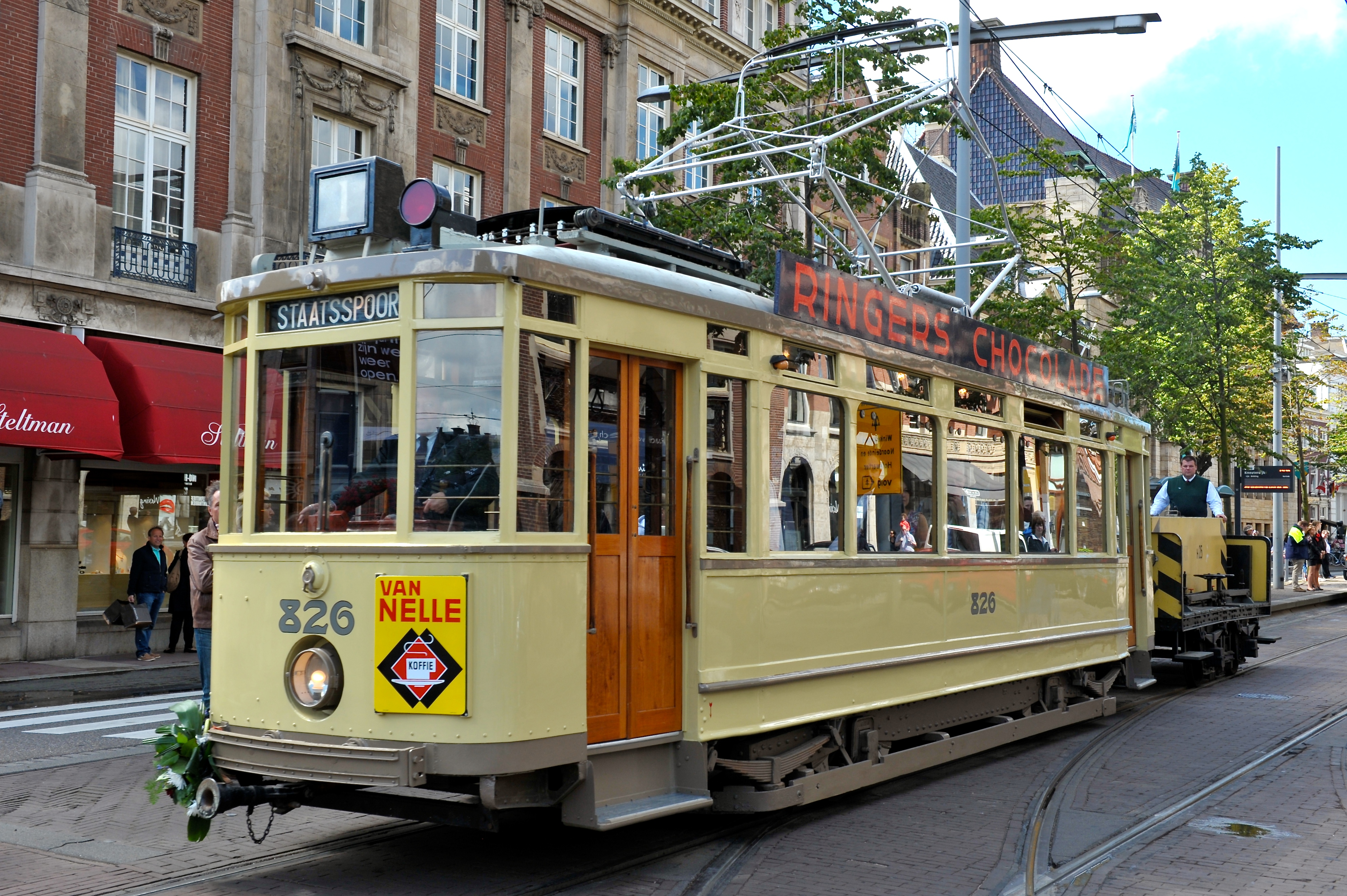
Motorwagen 826 met slijpaanhangwagen H25 tijdens de optocht van 5 juli 2014.
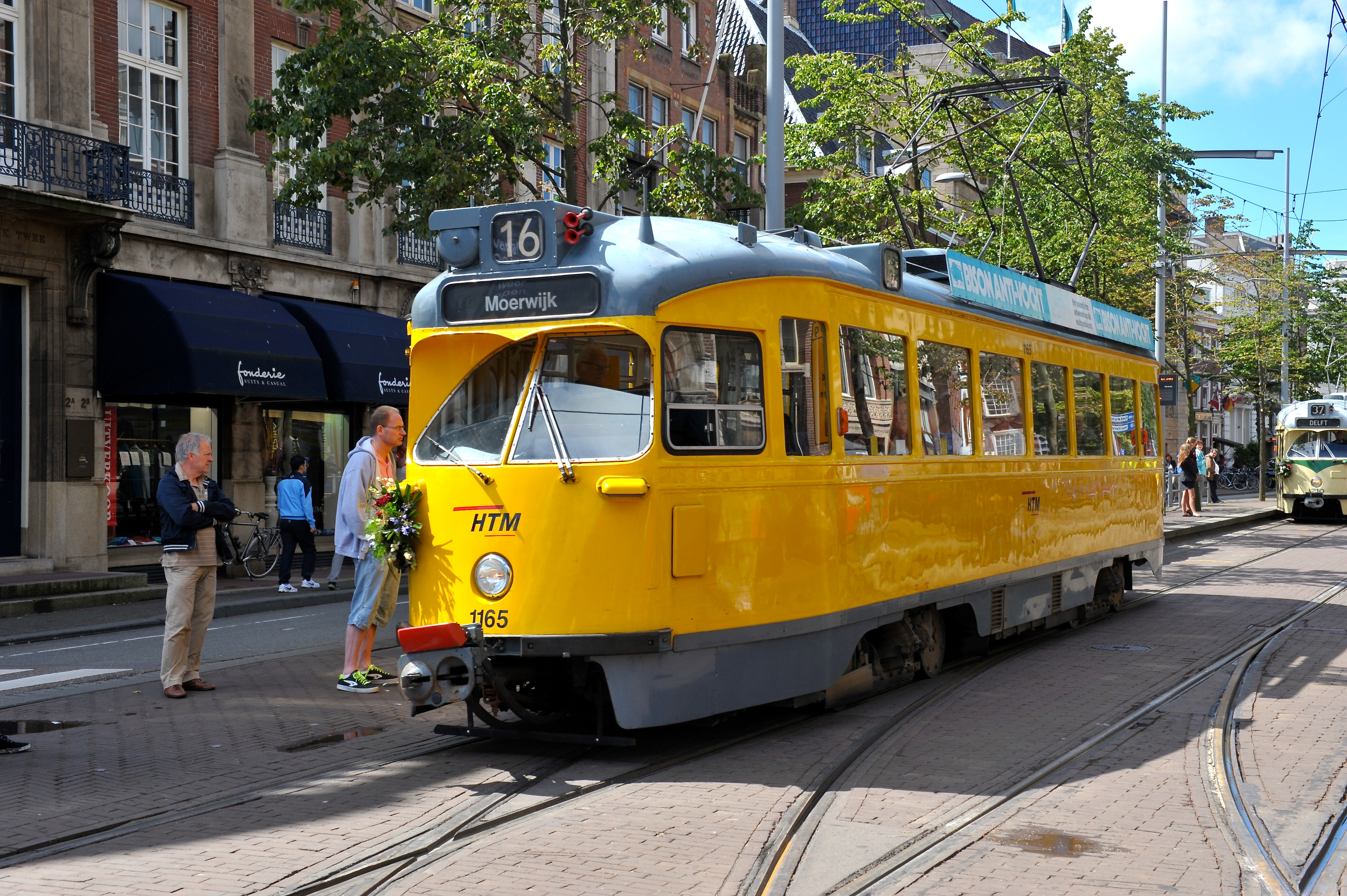
PCC-car 1165 tijdens de optocht van 5 juli 2014.
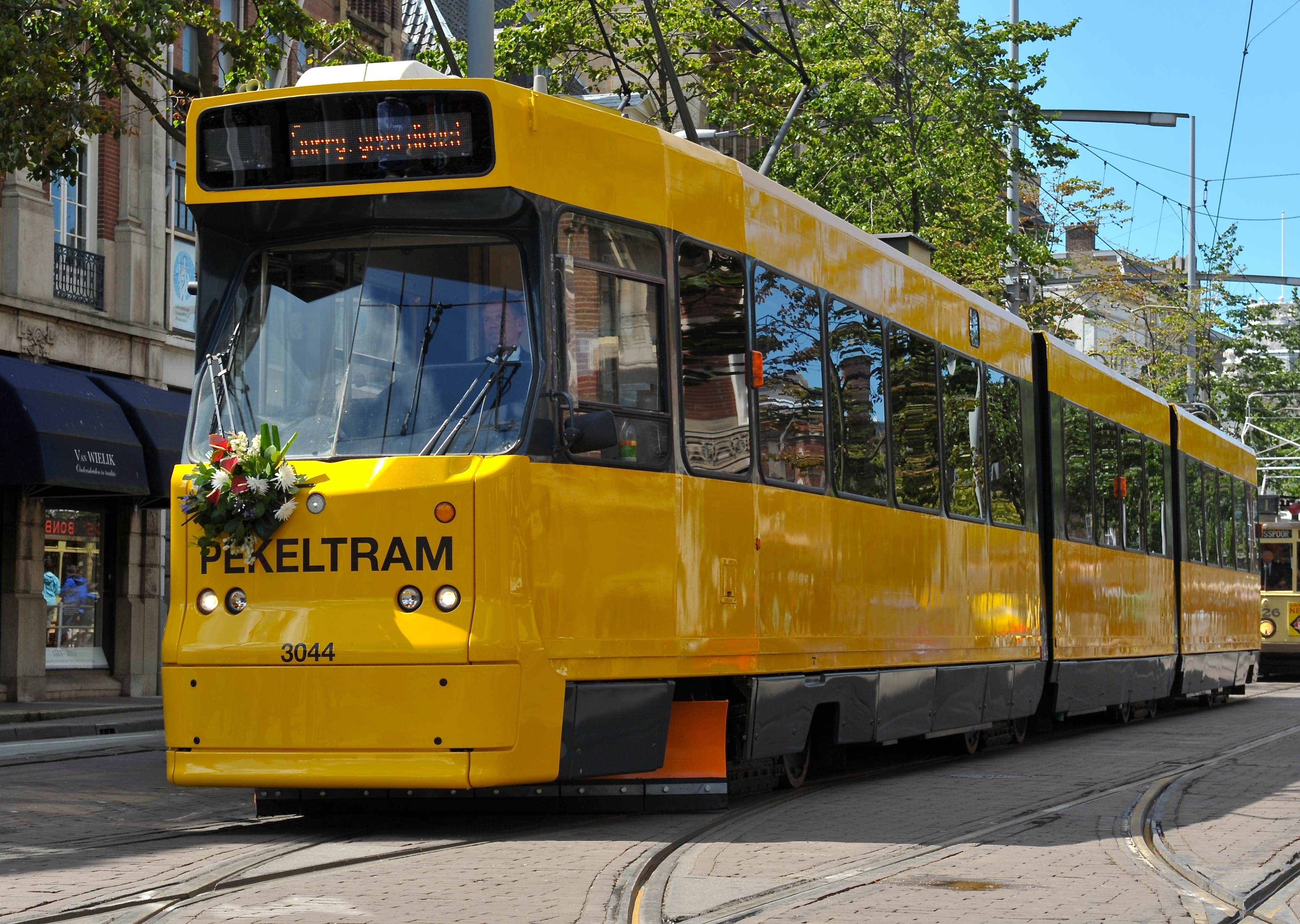
Moderne pekeltram verbouwd uit GTL 3044 tijdens de optocht van 5 juli 2014.

## Semimetro, tramtunnel en Netkous
In de jaren zestig ontstond een uitgebreid plan voor een semimetro. Het plan is inmiddels grotendeels verlaten, al zijn er wel drie onderdelen van gerealiseerd. Reeds in 1976 werd het tramviaduct tussen Ternoot en het Centraal Station geopend. Hierop in aansluiting was een tramtunnel onder het centrum van Den Haag voorzien. Deze tramtunnel werd op 16 oktober 2004 in gebruik genomen, hier rijden de lijnen 2, 3, 4, 6 en 34. Aan de andere zijde van het eerste viaduct werd een nieuw viaduct, genaamd de Netkous toegevoegd. Dit was in het kader van de aanleg van RandstadRail; het loopt tussen Ternoot en Station Laan van NOI. De oude halte Ternoot uit 1976 moest hiervoor "opgeschoven" worden.

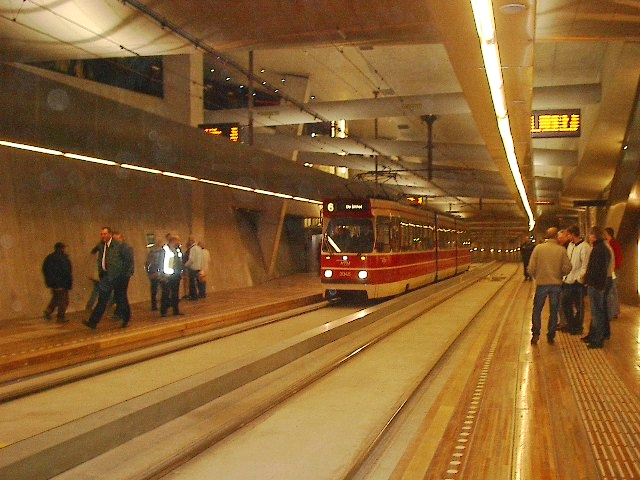
Station Grote Markt in de tramtunnel.
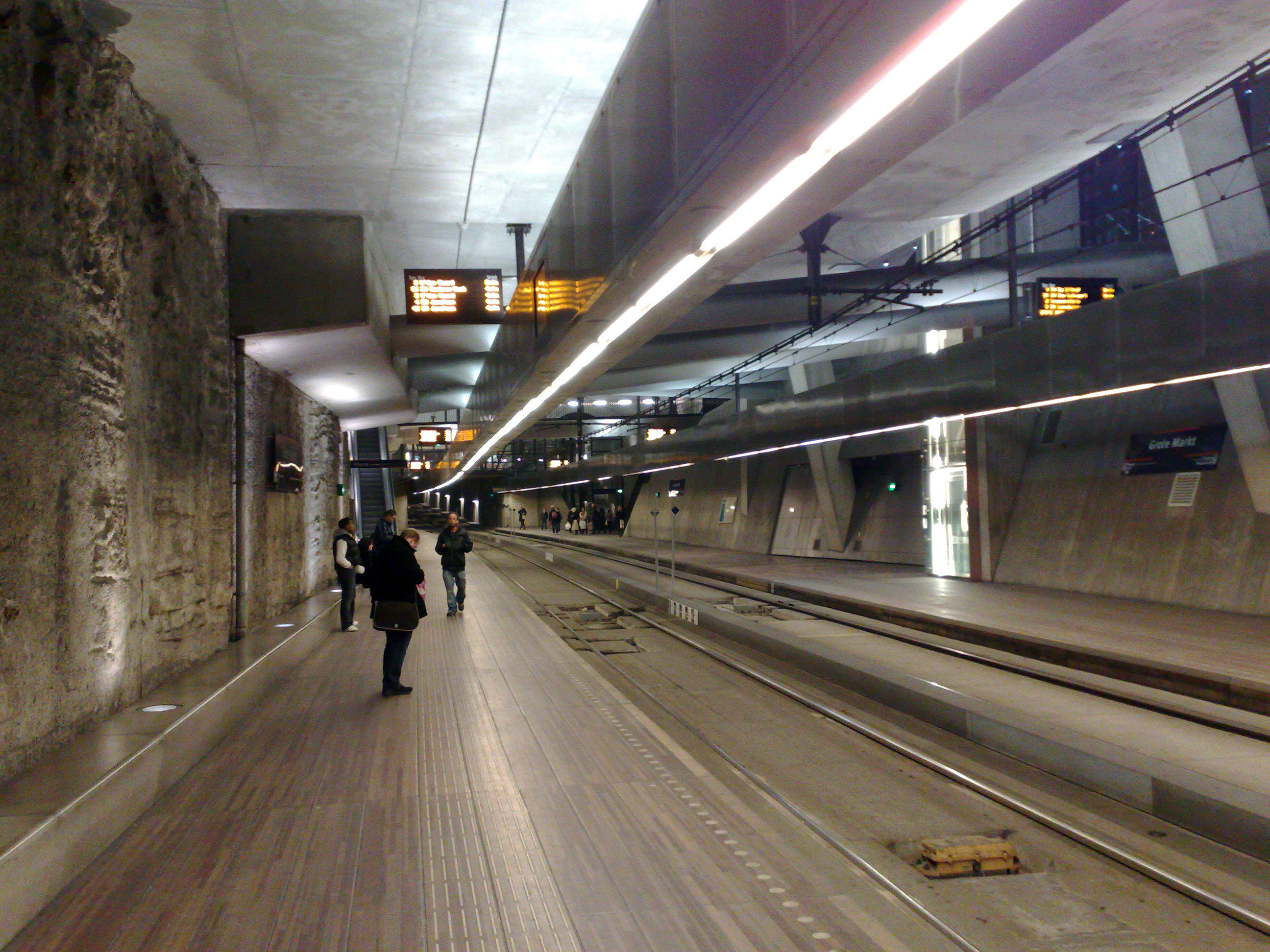
Station Grote Markt gezien in de richting van het Centraal Station.
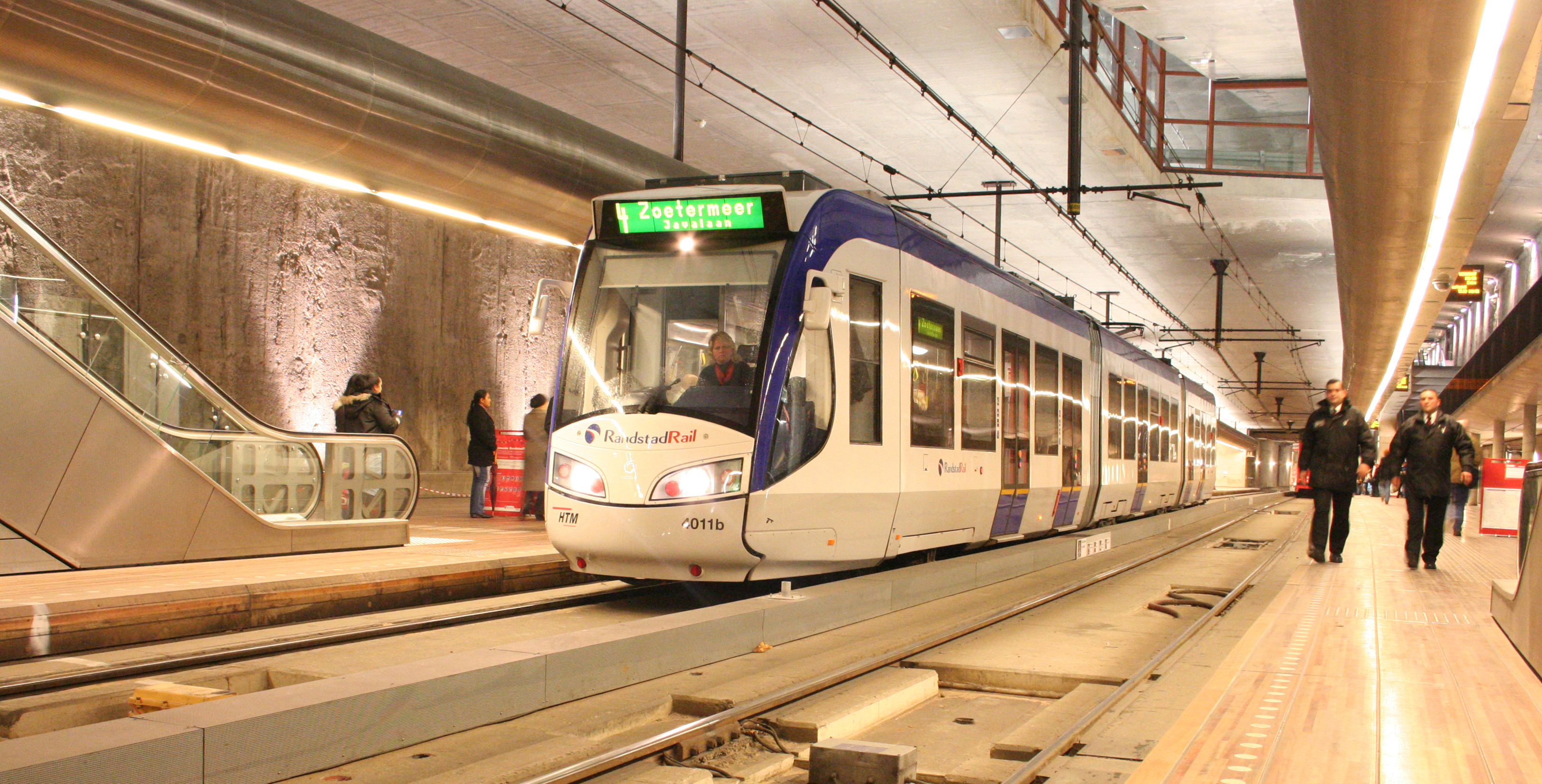
RegioCitadis 4011 op lijn 4, station Spui (2006).
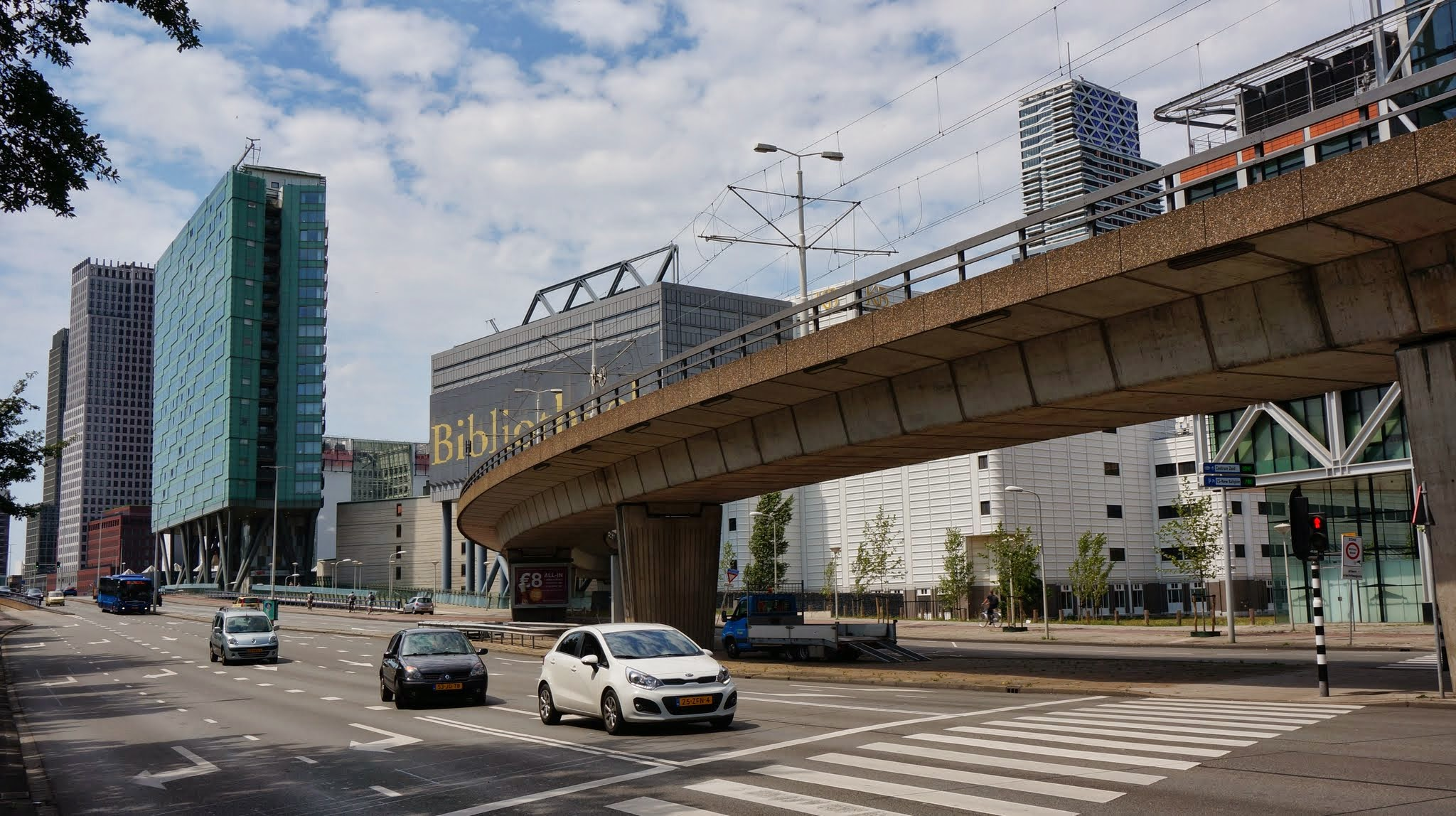
Het tramviaduct tussen de stations Ternoot en CS-hoog.
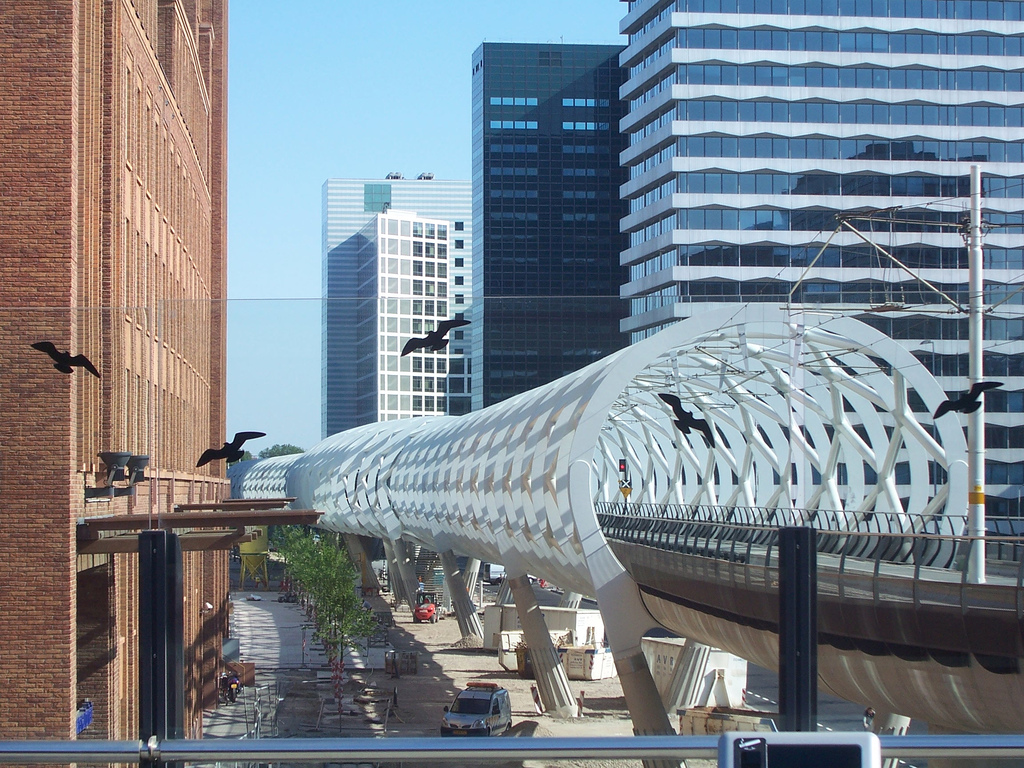
Netkous gezien vanaf Ternoot, richting Prinses Beatrixlaan.
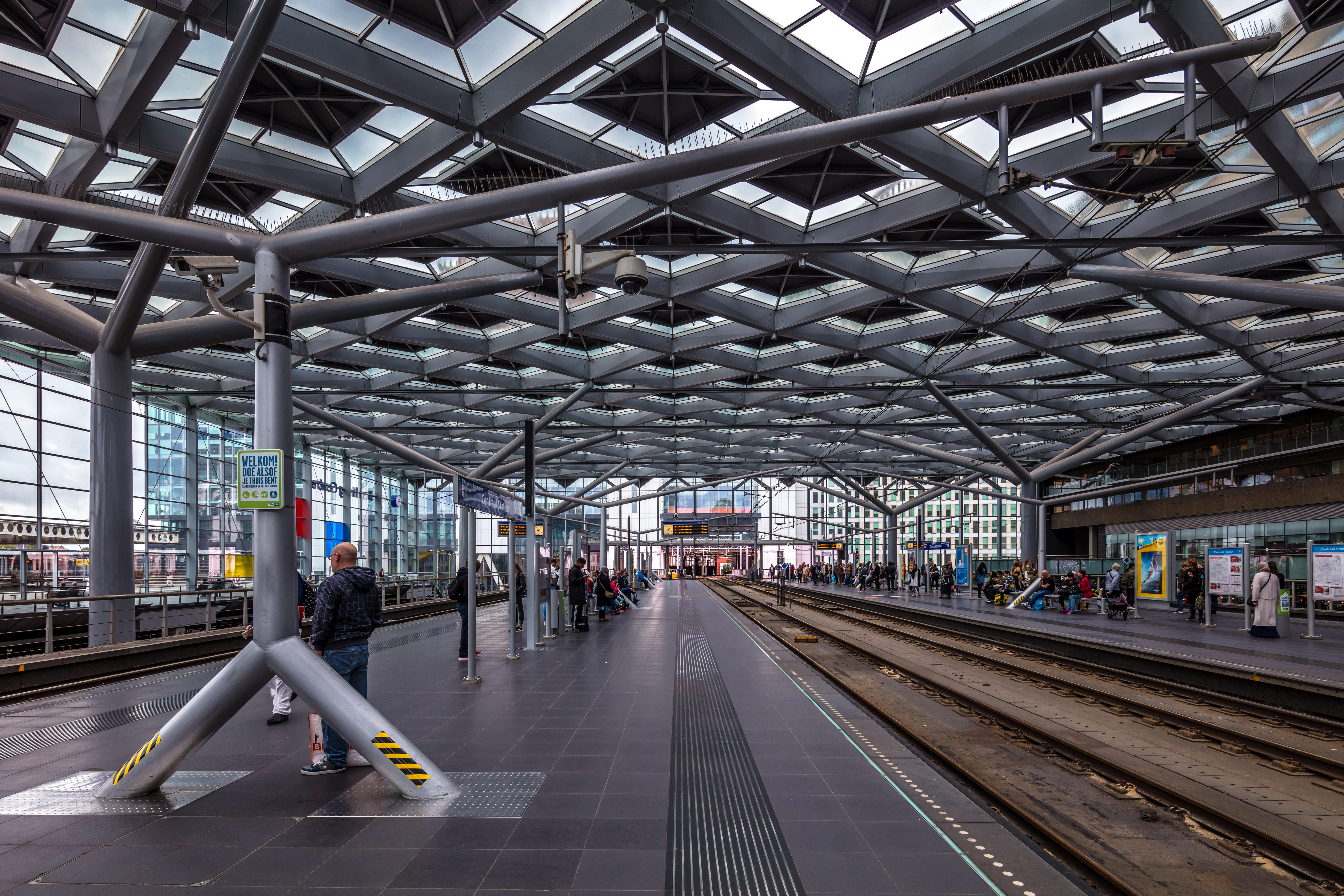
Tramstation CS-hoog, richting binnenstad.

## Nieuwste tramlijnen
- Het Haagse net werd op 29 oktober 2006 in het kader van RandstadRail uitgebreid met de tot lightrail verbouwde Zoetermeerlijn (RandstadRail 3 naar Loosduinen en RandstadRail 4 naar De Uithof).
- De lijnen 15 en 17 zijn in 2002 en 1999 in gebruik genomen Agglonetlijnen die Den Haag verbinden met omliggende Vinex-locaties zoals Wateringse Veld (17) en Ypenburg / Nootdorp (15). Voor lijn 15 werd een nieuwe baan aangelegd tussen de Hoornbrug en Nootdorp. Nootdorp kreeg daarmee voor het éérst een tramlijn. Voor tram 17 werd een nieuw traject aangelegd tussen Jonckbloetplein en Wateringse Veld, later verlegd en verlengd tot net in Wateringen.(gemeente Westland) Daarmee had Wateringen en Westland voor het éérst een elektrische tram.[21]
- Lijn 19, die sinds 2010 rijdt van Delft via Ypenburg en Leidschenveen naar Leidschendam Leidsenhage / HMC Antoniushove. Uiteindelijk zal lijn 19, nadat TU Campus geschikt is voor trams, naar de TU-wijk in Delft gaan rijden. Hiertoe zal de lijn op de kruising van Westvest / Westlandse weg / Zuidwal aftakken van lijn 1 richting TU Campus. Er bestonden plannen om lijn 19 t.z.t. door te trekken naar Rotterdam The Hague Airport. In april 2015 werd na onderzoek geconcludeerd dat de investeringen voor dit plan in het geheel niet op zouden wegen tegen de opbrengsten.[22] Het trajectgedeelte Leidschendam Leidsenhage / HMC Antoniushove – Ypenburg Weidevogellaan is recent aangepast aan het ruimere profiel en is geschikt voor de Aveniotrams.
- De oplevering voor het eerste deel van de Koningscorridor –door de Binckhorst– staat gepland voor 2030.
- Ter hoogte van de Fruitweg is een aftakking van lijn 9 gepland over het Laakkanaal naar station Den Haag Moerwijk en verder.[23]

## Verbouwing tramlijnen
Met het succes van de RandstadRail trams en de noodzaak om de bestaande GTL's te vervangen, stond de vervoersregio Haaglanden voor de keuze om nieuw materieel met het bestaande ruimteprofiel van 240 cm breedte te bestellen of RandstadRailachtige trams met een profiel van 265 cm breed. Voor deze laatste keuze moesten veel sporen uit elkaar gelegd en haltes geschikt worden gemaakt. Tevens was de financiering en de planning daarvan onzeker. De nota 'Materieel en Infranota Netwerk RandstadRail' ging in op dit vraagstuk. Allereerst zijn nog extra RandstadRail voertuigen (deelserie 4055-4072) afgeleverd die in afwachting van RandstadRail uitbreiding en vervoersgroei op andere lijnen werden ingezet waarbij het hele traject hiervoor geschikt moest worden gemaakt door het aanpassen van de haltes en de sporen. Sinds december 2011 werd lijn 2, sinds oktober 2013 ook lijn 19, met RandstadRailvoertuigen geëxploiteerd. In 2015 werden de RandstadRailvoertuigen op lijn 2 weer vervangen door de instroom van de nieuwe lange en brede Avenio-trams die ter vervanging van de GTL-serie besteld zijn. De frequentie van de lijn werd daarom aangepast tot 6x per uur. De ambitie van het Stadsgewest Haaglanden was in 2014 het aanpassen van de remise Zichtenburg voor de nieuwe trams, de verbouwing van de tramlijnen 9, 11, 15 en (deels) 17 en het aanpassen van tramlijn 19. Hiervoor werd is in het Mobiliteitsfonds een totaalbedrag gereserveerd van 68 miljoen euro. Het Stadsgewest sprak in de Voortgangsrapportage Netwerk RandstadRail (voorjaar 2011) van:
- Het geschikt maken van tramlijn 11 over het gehele traject voor langere en bredere trams. Inclusief de aanpassing die daarvoor nodig zijn op Station Hollands Spoor: In 2016 kwamen de werkzaamheden gereed en rijden ook op lijn 11 de nieuwe trams. Onderzocht werd of de lijn verlegd kan worden naar het zgn. Norfolkterrein in Scheveningen. Er zijn voor deze gewenste uitbreiding van het tramnet 10 scenario's uitgewerkt waarvan de verlegging van lijn 11 er één is. Opties voor een verandering van de lijnen 1, 15/16 of 17 stonden ook in die scenario's. Op het terrein is een woonwijk met waterrecreatiemogelijkheden gebouwd. Wegens bezwaren om trams te laten rijden op de Westduinweg is er besloten om buslijn 28 naar die wijk te laten rijden en de plannen om daar een tram te laten rijden (voorlopig) niet uit te voeren.[24]
- Het aanpassen van het tracé van tramlijn 15 zodat de nieuwe trams hier vanaf 2017 kunnen gaan rijden. Ook werden de haltes vernieuwd en worden maatregelen genomen om de doorstroming van het openbaar vervoer tussen Nootdorp en Den Haag te verbeteren.
- Het geschikt maken van tramlijn 17 over het traject Wateringse Veld – Centrum voor langere en bredere trams: 2016. Inmiddels zijn in 2016 de trajecten van lijn 16 en 17 verwisseld en vanuit het Haagse centrum werd lijn 16 naar het Statenkwartier gevoerd en lijn 17 ingekort tot het centrum en gekoppeld aan lijn 15 waarbij met nieuwe trams wordt gereden.
- Verbouwing tramlijn 9, zodat hier ook langere en bredere trams te kunnen gaan rijden. De lijn is onderverdeeld in 5 aandachtsgebieden en moest in haar geheel in 2016 voor nieuwe trams geschikt zijn. Daarbij kan worden opgemerkt dat de Stadsregio rekening heeft gehouden met de aangekondigde grootschalige bezuinigingen op openbaar vervoer door het kabinet Rutte.
- Verbouwing tramlijn 1 en geschikt maken voor de Haagse TINA. De Metropoolregio Rotterdam Den Haag heeft 14,5 miljoen euro gereserveerd voor maatregelen om lijn 1 per 2026 geschikt te maken voor exploitatie met de nieuwe stadstrams.[25] Het gehele tracé is beoordeeld en tussen 2018 en 2021 hebben diverse grootschalige werkzaamheden plaatsgevonden. De gehele spoorconstructie op de Haagse Scheveningseweg is opnieuw aangelegd en verbreed.[26] Dit ging ten koste van vele (in slechte staat verkerende) bomen waarvoor herplantmaatregelen zijn afgesproken. Op de Israëllaan in Delft worden de sporen ook vernieuwd. De gehele lijn krijgt nieuwe haltes waardoor een gelijkvloerse in- en uitstap mogelijk wordt. De Delftweg in Rijswijk werd verbouwd tot fietsstraat. Het lijngedeelte tussen de Rijswijkse Hoornbrug en het centrum van Den Haag is reeds verbouwd en geschikt voor de nieuwe trams.
- Verbouwing tramlijn 16 en geschikt maken voor de Haagse TINA en Avenio, die de huidige GTL-trams in 2026 zal vervangen. Om de nieuwe of andere stadstrams op deze lijn te kunnen laten rijden moest er een aantal delen van het traject vernieuwd en geschikt gemaakt worden voor deze trams, met een breedte van 2,65 meter, op het huidige traject was dat niet mogelijk (de GTL-tram is slechts 2,35 meter breed). Het traject en de haltes tussen het Statenkwartier en de Torenstraat werden in 2022/2023 vernieuwd en het werd na afronding van de werkzaamheden overgenomen door tramlijn 17. Het traject tussen Van Zeggelenlaan en Hardenbroekstraat is in 2022 vernieuwd. Enkele haltes zijn opgeheven of verplaatst om de haltes toegankelijker te maken of beter te benutten door de reizigers. De overige trajecten van lijn 16 zijn al geschikt gemaakt.

## Beperkingen coronacrisis
In maart 2020 werden in verband met de coronacrisis en het sterk dalend vervoer diverse maatregelen genomen:
- Bij GTL's werd de bestuurspost afgeschermd door linten zodat reizigers afstand houden tot de bestuurder. De eerste deurpartij van de tram werd hierdoor afgesloten. In april 2020 werd dit voorzien van plexiglas en werden twee stoelrijen buiten gebruik genomen. In mei 2020 werd het plexiglas vervangen door houten schotten met plexiglas in het midden zodat er een afgesloten bestuurderscabine ontstaat.
- De bestuurders openden bij elke halte de deuren zodat reizigers de drukknoppen niet hoeven te gebruiken. In juni 2020 is deze maatregel afgeschaft.
- Er werd omgeroepen en gecontroleerd dat de reizigers voldoende afstand van elkaar houden. In principe moest er genoeg zitplaatscapaciteit geboden worden om dit mogelijk te maken. Het sterk verminderd vervoer maakte dit mogelijk.
- De dienstregeling was tot 1 juli 2020 sterk gereduceerd. Overdag een twintigminuten op alle tramlijnen. In het weekend en avonden een halfuursdienst. Vanaf juli 2020 werd weer een uitgebreidere dienst onderhouden.
- In juni 2020 werden bij alle deuren van de trams voorzien van een sticker met de belangrijkste coronaregels voor in de tram.
- In juni 2020 werden mondkapjes verplicht in het openbaar vervoer. Eerst alleen in tram, trein, bus en metro en in december 2020 werd het ook verplicht op de haltes, stations en servicepunten.
- In maart 2022 werden de verplichte mondkapjes afgeschaft in het openbaar vervoer. Tevens werden de stickers en posters over de coronaregels verwijderd van de haltes, servicepunten, trams en bussen. Het enige wat nog bleef met betrekking tot corona was dat bij de GTL's de houten schotten met plexiglas in het midden bij de bestuurderscabine voorlopig niet werden verwijderd. Er werden in maart 2023 bij zeven GTL's als proef voorzien van een afsluitbare cabinedeur tussen de bestuurderscabine en de deurhelft van de eerste deurpartij. Hierdoor is een gesloten bestuurderscabine ontstaan. De houten schotten werden verwijderd waardoor passagiers weer konden in-/uitstappen bij de eerste deurpartij. In de loop van 2024 werden de overige GTL's van een gesloten bestuurderscabine voorzien.